# Montréal
Pour les articles homonymes, voir Montréal (homonymie).
Montréal (/ˈmɔ̃.ˌʁe.al/ ) est la principale et la plus grande ville du Québec. Grande métropole insulaire et portuaire du fleuve Saint-Laurent, au pied des rapides de Lachine, c'est la deuxième ville du Canada (avec 2 200 807 habitants en 2024), après Toronto, et la plus grande ville francophone d'Amérique. Son aire urbaine, la région métropolitaine de Montréal, rassemble près de 4,3 millions d'habitants, soit environ la moitié de la population du Québec. Montréal est l'une des grandes agglomérations d'Amérique du Nord et un important pôle financier, de savoir, de culture et d'aéronautique. Elle est souvent considérée comme une des plus belles villes culturelles d'Amérique du Nord. C'est à Montréal que siègent l'Organisation de l'aviation civile internationale, l'Institut de statistique de l'UNESCO, le secrétariat de la Convention sur la diversité biologique ainsi que l'Agence mondiale antidopage.
La ville doit son nom au mont Royal, qui surplombe le centre des affaires et le centre historique de la ville, qui se trouvent tous deux dans l'arrondissement Ville-Marie. Montréal est découpé en 19 arrondissements qui couvrent les trois quarts de l'île de Montréal, la plus grande de l'archipel d'Hochelaga, mais également l'île Bizard, l'île des Sœurs et les îles Sainte-Hélène et Notre-Dame. Il y a plus de 1,8 million d'habitants dans les limites municipales. Langue officielle de l'administration, le français est la langue d'usage de la majorité de la population. L'anglais et d'autres langues y occupent toutefois une place importante ; la moitié des Montréalais sont bilingues et près du quart sont trilingues.
Cœur économique, commercial et financier du Québec, la ville compte plus de 400 sièges sociaux et de nombreuses grappes industrielles. Considérée comme « meilleure ville étudiante » au monde par les classements internationaux, souvent ex æquo avec Vienne et Melbourne, et comme la « métropole universitaire du Canada » avec six universités et 450 centres de recherche, Montréal est aussi un centre culturel d'importance pour les jeux vidéo, le cinéma et le design. Le transport collectif de la ville, structuré entre autres par un métro, est l'un des plus efficaces, rapides et ponctuels en Amérique du Nord. L'aéroport international Montréal-Trudeau accueille plus de 21 millions de voyageurs annuellement. La région de Montréal est la porte d'entrée de l'immigration au Québec. En 2023, environ 67 % des immigrants établis au Québec depuis la dernière décennie résident à Montréal et ses banlieues rapprochées.
Hôte de l'Exposition universelle de 1967 et des Jeux olympiques d'été de 1976, Montréal accueille chaque année le Grand Prix de Formule 1 du Canada et de nombreux festivals, tels que le Festival international de jazz, les Francos et Juste pour rire. Les Canadiens sont la plus vieille équipe de hockey au monde toujours en activité, sans interruption.
Montréal est considérée comme une ville mondiale.

## Toponymie

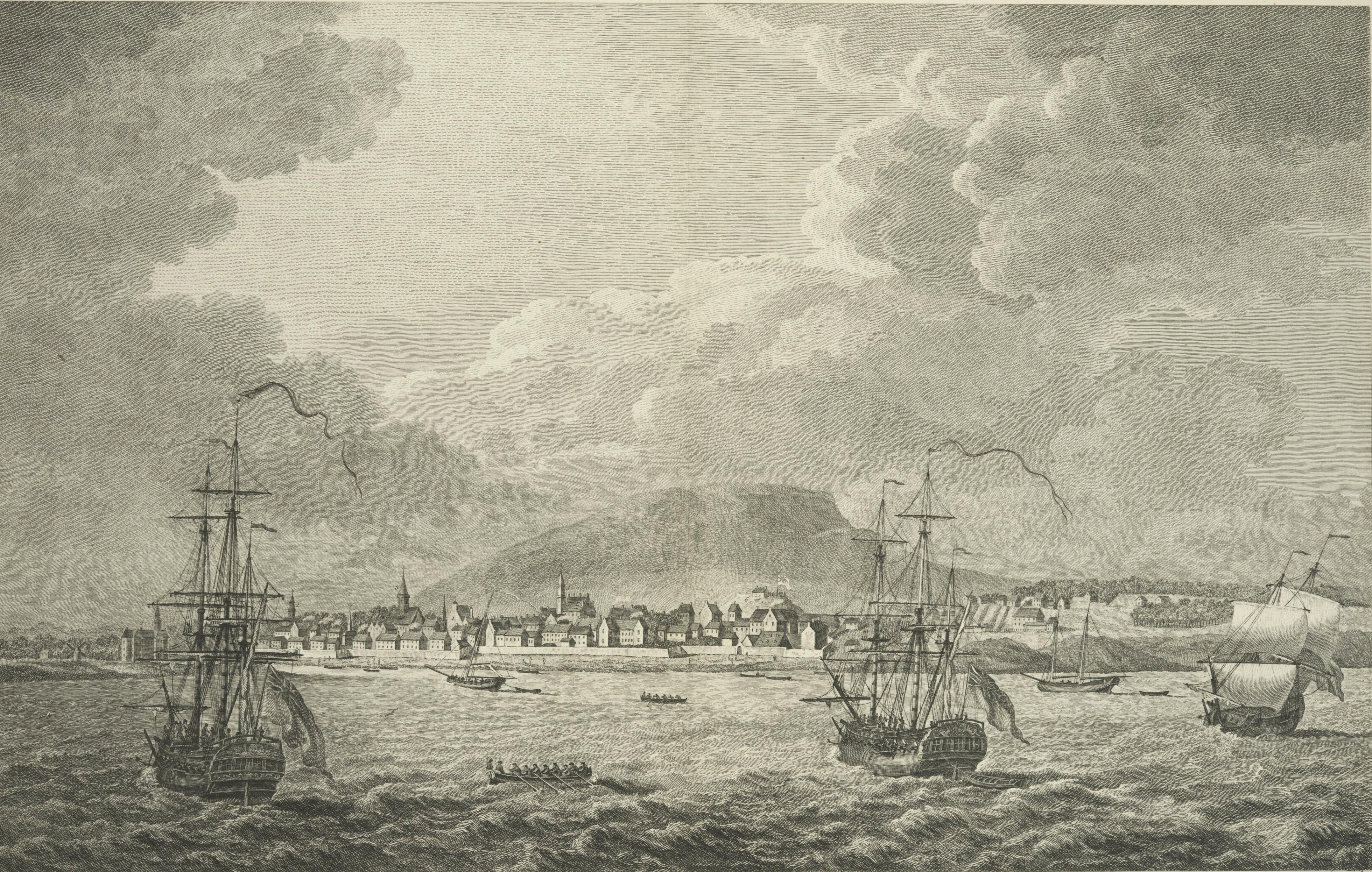
Gravure de 1762 par Pierre-Charles Canot illustrant Montréal et le mont Royal depuis le fleuve Saint-Laurent au XVIIIe siècle, d'après Thomas Patten.

Montréal est prononcé [mɔ̃ʁeal] en français standard, [mɒ̃ʁeal] en français québécois et [ˌmʌntriːˈɒl] en anglais canadien.
Les Kanien'kehá:ka (Mohawks) désignent la ville sous le nom de Tio'tia:ke, aussi orthographié Tiohtià:ke. Ce nom signifie « là où les courants se rencontrent » selon Wapikoni, « l'île entre les deux rapides » selon Le Devoir. Selon l'Université Concordia, c'est plutôt une abréviation de Teionihtiohtià:kon qu'elle traduit par « là où le groupe se scinde ou emprunte des chemins différents ».
En anishinaabemowin, elle est appelée Mooniyang.
C'est l'explorateur français Jacques Cartier, lors de son deuxième voyage en Amérique en 1535, qui baptise la montagne qui surplombe la ville. Dans son récit de voyage, il raconte : « Et parmi ces campagnes est située et assise la ville de Hochelaga près d'une montagne aux alentours labourés et fort fertiles et sur laquelle on voit fort loin. Nous nommâmes cette montagne le mont Royal. », Le choix de ce nom pourrait être attribuable à celui qui accompagnait Jacques Cartier le jour du débarquement sur cette île, Claude de Pontbriand, fils du seigneur de Montréal (province d'Aquitaine, royaume de France). C'est l'avis des historiens Henry Percival Biggar et Ægidius Fauteux. De la seigneurie de Montréal, en Aquitaine, il subsiste le château.
C'est en 1575 qu'est attesté pour la première fois le nom « Montréal », dans l'ouvrage La Cosmographie universelle de tout le monde écrit par François de Belleforest, un historiographe français.
Bien que le premier établissement français sur l'île de Montréal porte le nom de Ville-Marie, c'est le nom Montréal qui devient l'appellation de facto de la ville à partir du XVIIe siècle ; plusieurs cartes en témoignent. Cette désignation deviendra officielle le 31 mars 1831, date d'incorporation de la « ville de Montréal ».
Le terme mont en français (et en langue d'oc) est issu du gallo-roman MONTE (lui-même de l'accusatif montem, du latin mons « montagne »), il avait également le sens de « hauteur, élévation, colline » en ancien français. -réal, Réal- représente généralement la forme d'oc real francisée (occitan moderne reial, reiau, « royal ») cf. Montréal (France, Drôme, Mons Real 1231), issue comme le français royal du latin regalis. D'où le sens global de « mont royal ». Ce type toponymique indique, selon Albert Dauzat, la soumission directe au roi.

## Géographie

### Situation

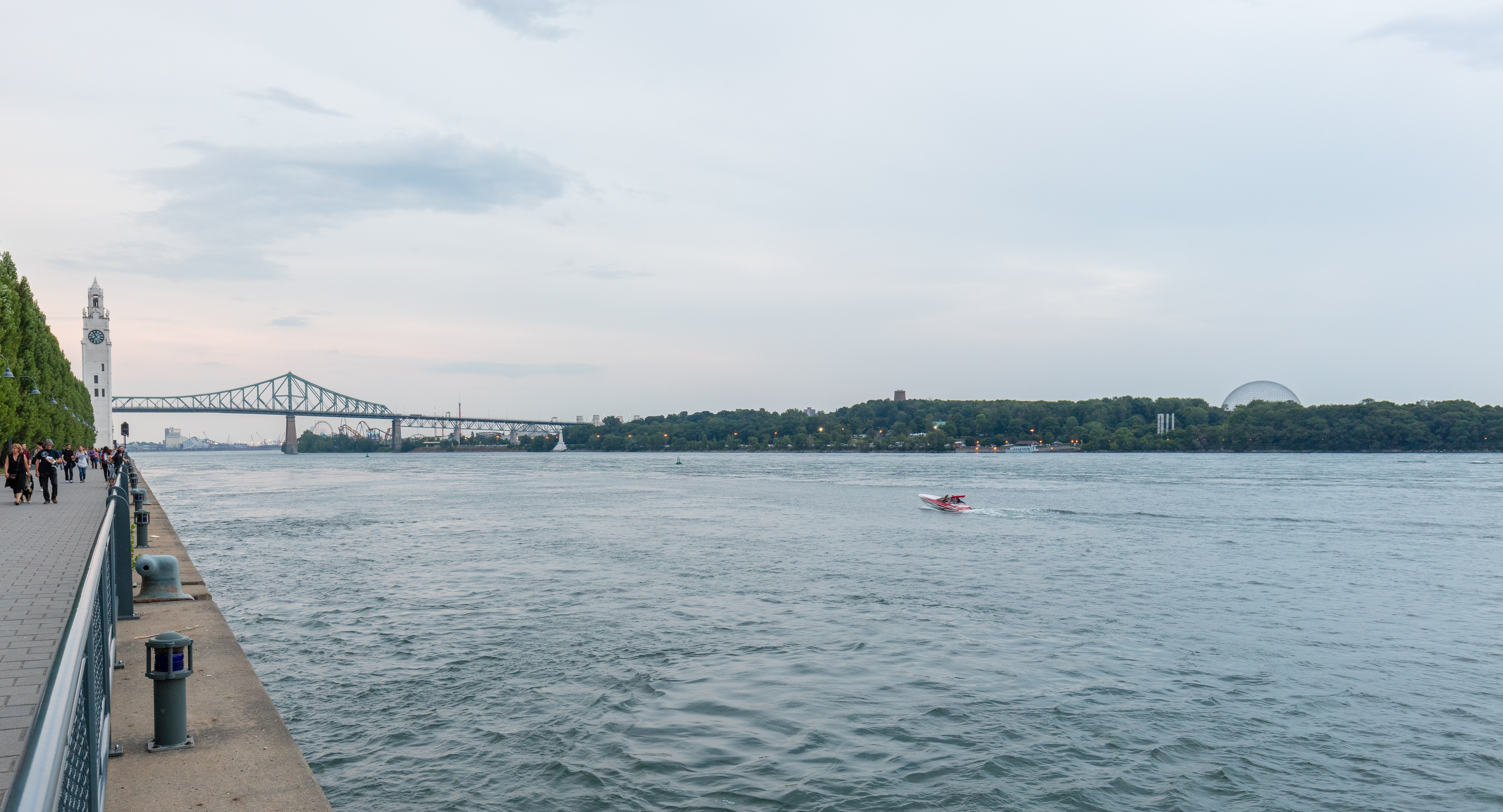
Le fleuve Saint-Laurent à Montréal

La ville de Montréal est située dans le Sud du Québec, dans l'Est du Canada (45° 31′ N, 73° 39′ O), à proximité des frontières de la province de l'Ontario et de l'État de New York (États-Unis),.
Ville portuaire et métropole du fleuve Saint-Laurent, elle se trouve à environ 850 km de son embouchure, soit environ à 230 km en amont de la ville de Québec. Son territoire occupe principalement l'île de Montréal, la plus vaste île fluviale de l'archipel d'Hochelaga (482,8 km2). La ville s'étend aussi sur l'île Bizard, l'île des Sœurs, l'île Sainte-Hélène et l'île Notre-Dame.
Située à la confluence du fleuve Saint-Laurent, de la rivière des Outaouais et du Richelieu, la région de Montréal est traversée par un réseau hydrographique stratégique, notamment la voie maritime du Saint-Laurent, qui permet la navigation entre l'Atlantique Nord et les Grands Lacs, en contournant les rapides de Lachine. Montréal est aussi située au cœur de l'écorégion des basses-terres du Saint-Laurent, une vaste vallée entre les Appalaches et les Laurentides. À quelques kilomètres de Montréal, les terres agricoles de la Montérégie, sur la rive sud du fleuve Saint-Laurent sont souvent qualifiées de « garde-manger du Québec ».

### Centre-ville et territoire
Le territoire de la ville de Montréal s'étend sur 365,65 km2, soit la plus grande partie du centre et de l'est de l'île de Montréal. Le centre-ville de Montréal occupe une zone d'environ 18 km2 sur le flanc sud du mont Royal dans l'arrondissement Ville-Marie. Montréal compte un centre historique, le Vieux-Montréal, sur la rive du fleuve Saint-Laurent à proximité de la Pointe-à-Callière et un quartier d'affaires concentré aux alentours du boulevard René-Lévesque. Plus du tiers des emplois de la ville sont concentrés dans le centre-ville. 

Le centre-ville de Montréal vu depuis le belvédère du mont Royal, la nuit.

Montréal s'étend sur une vaste aire urbaine à densité de population variable. Si certains secteurs sont denses et urbains, comme le Plateau Mont-Royal, Mile End ou Griffintown, d'autres plus éloignés du centre, comme Rivière-des-Prairies, Anjou, ou Pierrefonds-Roxboro, prennent davantage les allures de cité-dortoir. Montréal compte également de grandes zones industrielles, notamment dans l'arrondissement Saint-Laurent, à proximité de l'aéroport, et dans l'est de l'île. Réparties un peu partout sur l'île, la ville compte de nombreuses artères très fréquentées et commerciales comme la rue Sainte-Catherine, le Marché central ou la plaza Saint-Hubert.

### Périphérie et région métropolitaine

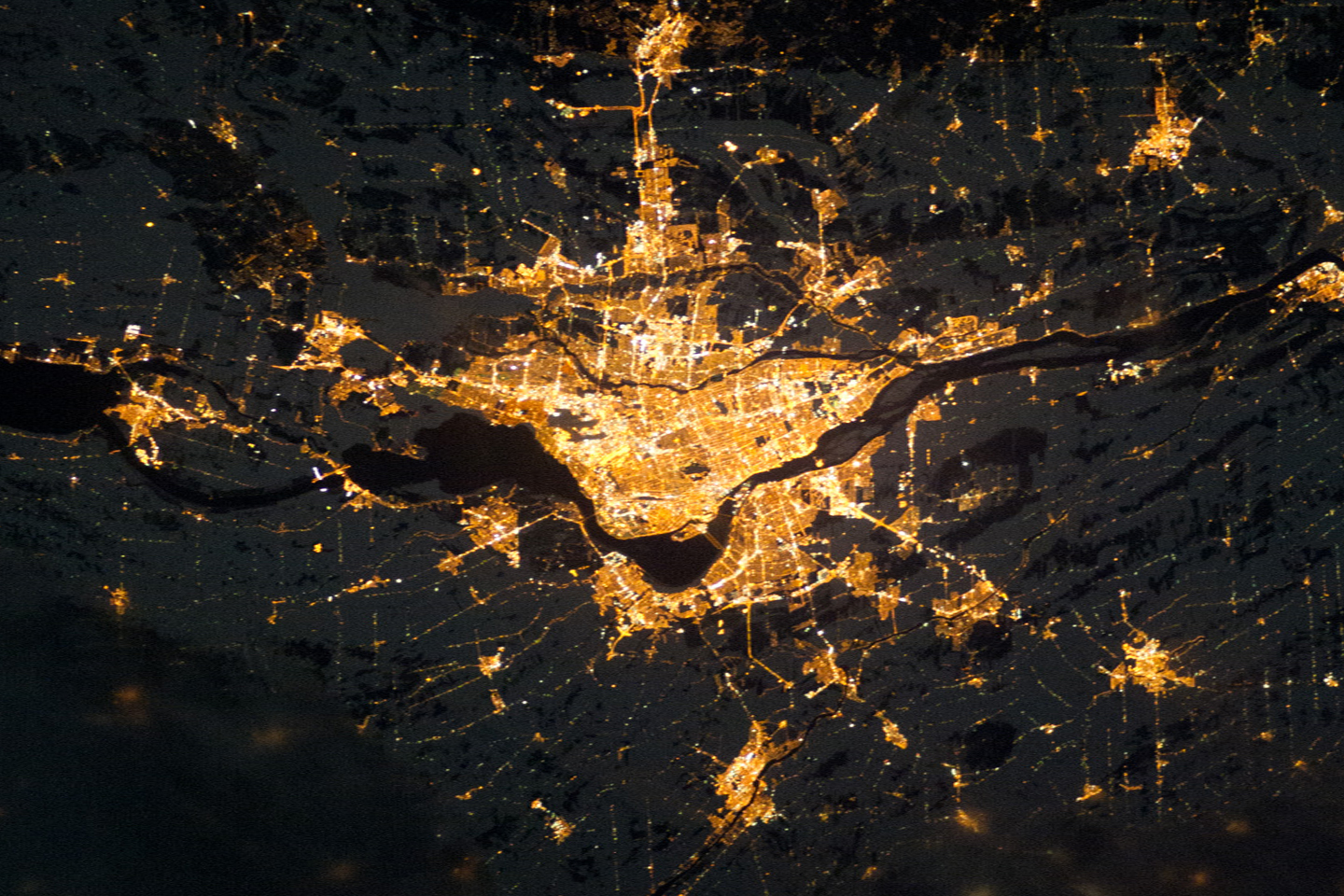
La région de Montréal, vue de l'espace, la nuit.

L'aire urbaine de Montréal s'étend bien au-delà des limites municipales. La Communauté métropolitaine de Montréal, qui est composée de 82 municipalités locales, couvre une superficie de 4 360 km2 et réunit 4,1 millions d'habitants, soit près de la moitié de la population du Québec. Montréal et sa communauté métropolitaine forment la 15e plus importante aire urbaine d'Amérique du Nord et la 77e mondialement. Les principales villes de la banlieue de Montréal sont Laval (422 933 hab.), Longueuil (239 700 hab.), Terrebonne (111 575 hab.), Brossard (85 721 hab.) et Repentigny (84 285 hab.).

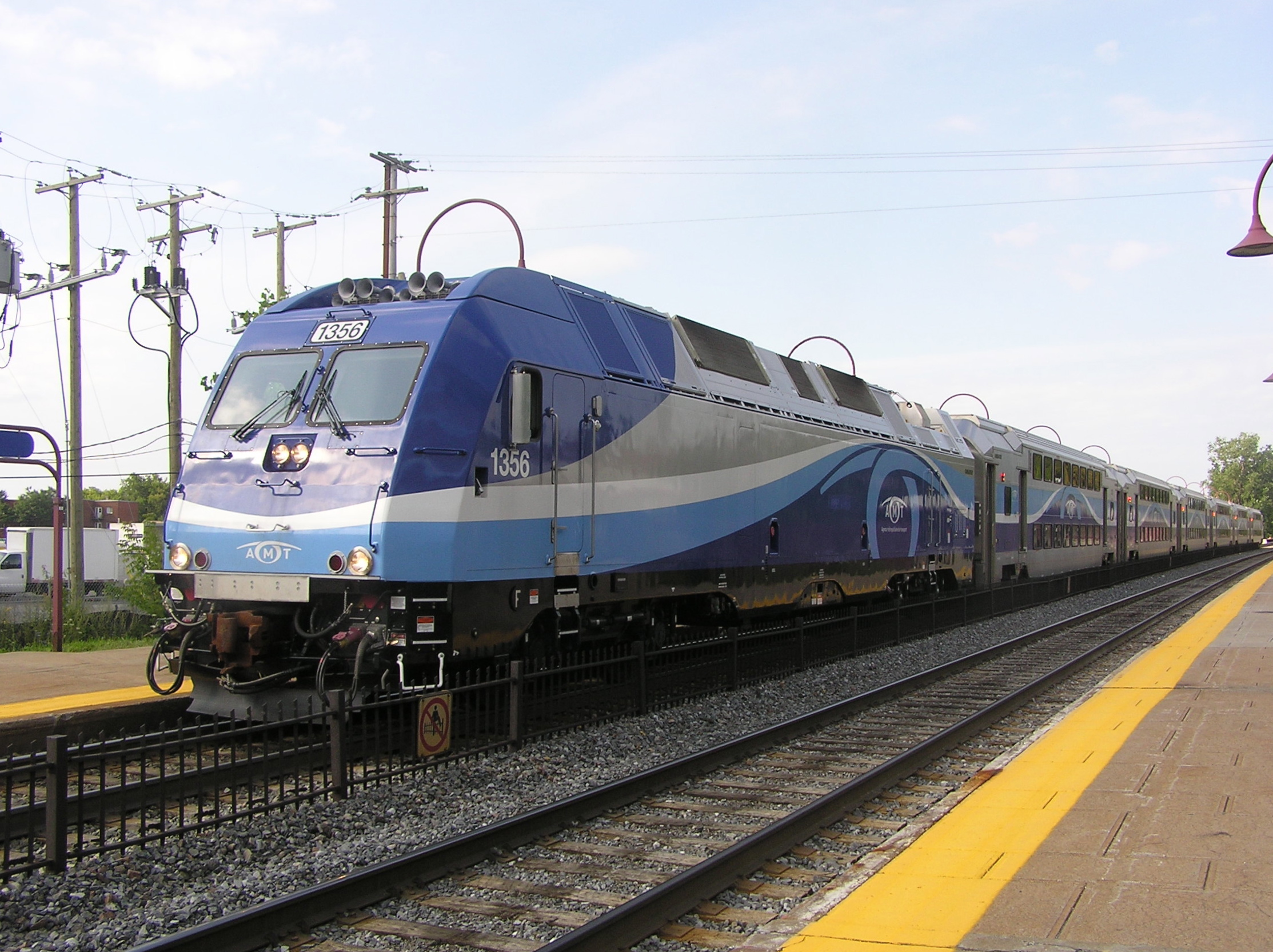
Le réseau de transport Exo opère des trains de banlieue desservant la région métropolitaine.

À l'instar des grandes villes nord-américaines, l'étalement urbain en périphérie de Montréal s'effectue principalement à basse densité (moins de 500 personnes par kilomètre carré). Cette tendance entraîne de forts coûts au niveau des infrastructures de voirie, aqueducs, égouts, électricité, communications et des frais de transport. Elle favorise l'urbanisation au détriment de terres agricoles et d'habitats naturels.
En plus du réseau routier, la périphérie de Montréal est desservie, aux heures de pointe, par le train de banlieue administré par le réseau de transport exo. Six lignes aboutissent au centre-ville de Montréal à la gare Lucien-L'Allier et à la gare Centrale. On compte environ 80 000 passagers par jour ouvrables à bord des trains de l'AMT (Agence Métropolitaine de Transport). Le 22 avril 2016, la Caisse de dépôt et placement du Québec a dévoilé le projet de réseau express métropolitain, un métro léger automatisé pour la banlieue proche. La ligne A1, reliant la station Brossard, sur la Rive-Sud, à la station Gare-Centrale, au centre-ville de Montréal, a été inaugurée en juillet 2023. L'ouverture du reste du réseau, soit les lignes A2, A3 et A4 (à l'exception de la station YUL-Aéroport-Montréal-Trudeau) est prévue pour la fin de 2025. L'ouverture de la station YUL-Aéroport-Montréal-Trudeau est prévue pour 2027.

### Climat

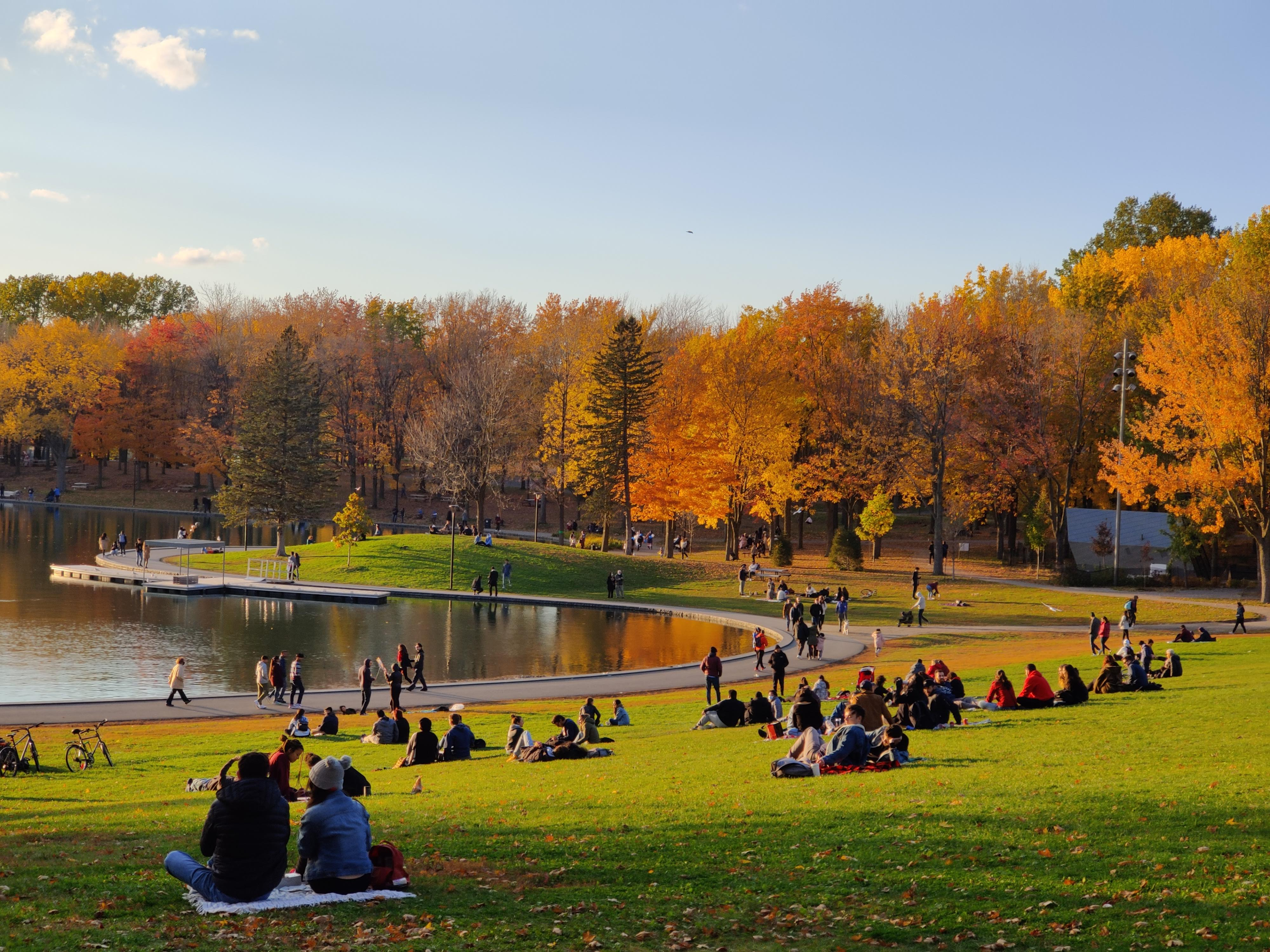
L'automne sur le mont Royal

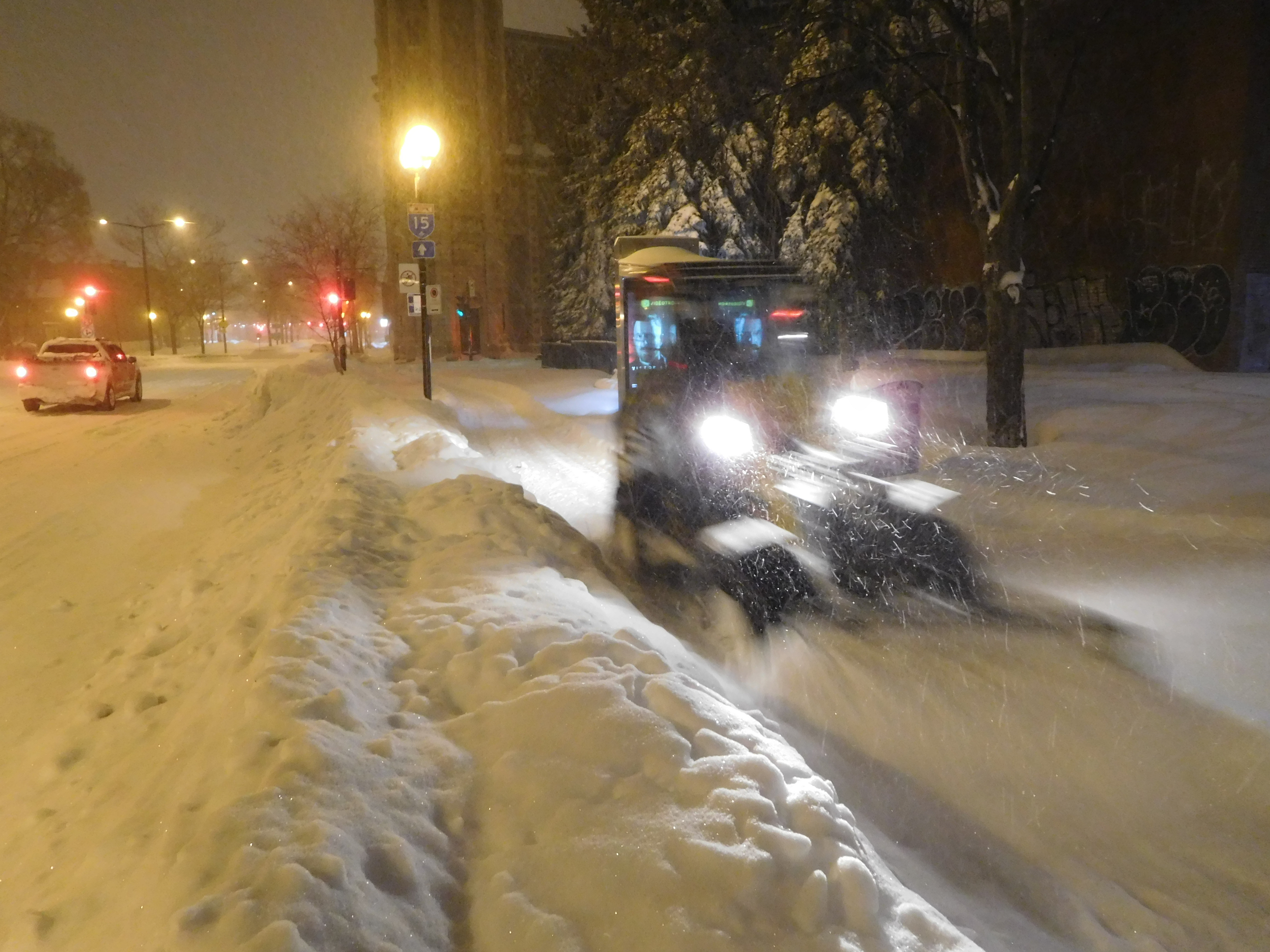
Déneigement des trottoirs après une tempête de neige

Montréal possède un climat continental humide avec été tempéré, soit Dfb dans la classification de Köppen. La température moyenne annuelle s'est élevée à 6,8 °C entre 1981 et 2010. Le mois le plus chaud est juillet ({\displaystyle {\bar {x}}}=20,9 °C) et le plus froid est janvier ({\displaystyle {\bar {x}}}=−10,2 °C). On y compte en moyenne 8 jours au-dessus de 30 °C et 17 jours en dessous de −20 °C par an. Selon une étude publiée le 5 décembre 2005 par le ministère de l'Environnement, de la Lutte contre les changements climatiques, de la Faune et des Parcs du Québec, l'Ouest du Québec méridional se serait réchauffé de 1 à 1,25 °C de 1960 à 2003. En utilisant les données des années 2010 à 2022, la classification de Köppen est Dfa, soit un climat continental humide avec été chaud; la moyenne de juillet s'établissant à 22,4 °C. Toujours pour la période 2010-2022, on y compte en moyenne 14 jours annuellement où 30 °C est atteint.

Entre 1981 à 2010, Montréal a reçu environ 1 000 mm de précipitations par an, 784 mm sous forme de pluie et 210 cm sous forme de neige. La date médiane de la première neige se situe du 1er au 15 décembre et celle de la fonte de la couverture neigeuse continue du 1er au 15 avril ; soit un total d'environ 4 mois enneigés,. Le jour le plus pluvieux a été le 8 novembre 1996, avec 94 mm enregistrés en une seule journée. La chute de neige la plus volumineuse jamais enregistrée en une seule journée a eu lieu le 27 décembre 2012 avec une précipitation de 45 cm, alors que sur une période de 24 heures le record a été établi du 4 au 5 mars 1971, avec une précipitation de 47 cm lors de la désormais célèbre « tempête du siècle ». Les 26 et 27 décembre 1969, la métropole du Québec a vu sa plus forte tempête avec plus de 70 cm en 48 heures. La plus grande couverture neigeuse a été mesurée le 12 mars 1971 avec 102 cm.
| Mois                                  | jan.       | fév.     | mars       | avril    | mai       | juin    | jui.      | août      | sep.      | oct.      | nov.       | déc.       | année      |
| ------------------------------------- | ---------- | -------- | ---------- | -------- | --------- | ------- | --------- | --------- | --------- | --------- | ---------- | ---------- | ---------- |
| Température minimale moyenne (°C)     | −14        | −12,2    | −6,5       | 1,2      | 7,9       | 13,2    | 16,1      | 14,8      | 10,3      | 3,9       | −1,7       | −9,3       | 2          |
| Température moyenne (°C)              | −9,7       | −7,7     | −2         | 6,4      | 13,4      | 18,6    | 21,2      | 20,1      | 15,5      | 8,5       | 2,1        | −5,4       | 6,8        |
| Température maximale moyenne (°C)     | −5,3       | −3,2     | 2,5        | 11,6     | 18,9      | 23,9    | 26,3      | 25,3      | 20,6      | 13        | 5,9        | −1,4       | 11,5       |
| Record de froid (°C) date du record   | −37,8 1957 | −37 1934 | −29,4 1950 | −15 1954 | −4,4 1947 | 0 1995  | 6,1 1982  | 3,3 1957  | −2,2 1951 | −7,2 1972 | −19,4 1949 | −32,4 1980 | −37,8 1957 |
| Record de chaleur (°C) date du record | 13,9 1950  | 15 1981  | 25,6 1945  | 30 1990  | 34,7 2010 | 35 1964 | 35,6 1953 | 37,6 1975 | 33,5 1999 | 28,3 1968 | 24,3 2022  | 18 2001    | 37,6 1975  |
| Ensoleillement (h)                    | 101,2      | 127,8    | 164,3      | 178,3    | 228,9     | 240,3   | 271,5     | 246,3     | 182,2     | 143,5     | 83,6       | 83,6       | 2 051,3    |
| Précipitations (mm)                   | 77,2       | 62,7     | 69,1       | 82,2     | 81,2      | 87      | 89,3      | 94,1      | 83,1      | 91,3      | 96,4       | 86,8       | 1 000,3    |
| dont neige (cm)                       | 49,5       | 41,2     | 36,2       | 12,9     | 0         | 0       | 0         | 0         | 0         | 1,8       | 19         | 48,9       | 209,5      |
| Nombre de jours avec précipitations   | 16,7       | 13,7     | 13,6       | 12,9     | 13,6      | 13,3    | 12,3      | 11,6      | 11,1      | 13,3      | 14,8       | 16,3       | 163,3      |
| Humidité relative (%)                 | 68,1       | 63,4     | 58,3       | 51,9     | 51,4      | 55,3    | 56,1      | 56,8      | 59,7      | 62        | 68         | 71,4       | 60,2       |
| Nombre de jours avec neige            | 15,3       | 12,1     | 9,1        | 3,2      | 0,07      | 0       | 0         | 0         | 0         | 0,72      | 5,4        | 13         | 58,9       |

| Diagramme climatique                                  |               |             |             |             |            |              |              |              |           |             |              |
| J                                                     | F             | M           | A           | M           | J          | J            | A            | S            | O         | N           | D            |
| −5,3−1477,2                                           | −3,2−12,262,7 | 2,5−6,569,1 | 11,61,282,2 | 18,97,981,2 | 23,913,287 | 26,316,189,3 | 25,314,894,1 | 20,610,383,1 | 133,991,3 | 5,9−1,796,4 | −1,4−9,386,8 |
| Moyennes : • Temp. maxi et mini °C • Précipitation mm |               |             |             |             |            |              |              |              |           |             |              |

### Biodiversité et protection de l'environnement
|  |  |  |
|  |  |  |

|                                                                              |  |  |
| L'écureuil gris, le raton laveur, la mouffette rayée et la marmotte commune. |  |  |

Les conditions climatiques caractéristiques de la région de Montréal sont propices à la forêt tempérée décidue. Les forêts naturelles de la région sont du domaine bioclimatique de l'érablière à caryer cordiforme, c'est-à-dire des forêts dominées par les érables à sucre et les caryers. Parmi les autres essences d'arbre on y retrouve le hêtre à grandes feuilles, le tilleul, le bouleau jaune, le noyer cendré, le chêne blanc, la pruche du Canada, le thuya occidental, le pin blanc et le pin rouge.
Les espèces animales les plus communes sur l'île de Montréal sont le raton laveur, la mouffette rayée, l'écureuil gris, la marmotte commune, le lapin à queue blanche, le cerf de Virginie, l'engoulevent d'Amérique, le geai bleu, le grand pic et l'oriole de Baltimore. Le coyote est une espèce de plus en plus présente à Montréal,. Montréal compte également une importante faune commensale. En plus des chats, des chiens et autres animaux domestiques, les pigeons, goélands et rats vivent en ville.
Les milieux naturels et la santé publique subissent les conséquences environnementales de son urbanisation étendue, sa motorisation élevée et son activité industrielle. Ces conséquences ont un impact qualité sur l'air, l'eau et les sols et la pollution lumineuse et sonore. 

## Histoire

### Colonisation française

#### Débuts

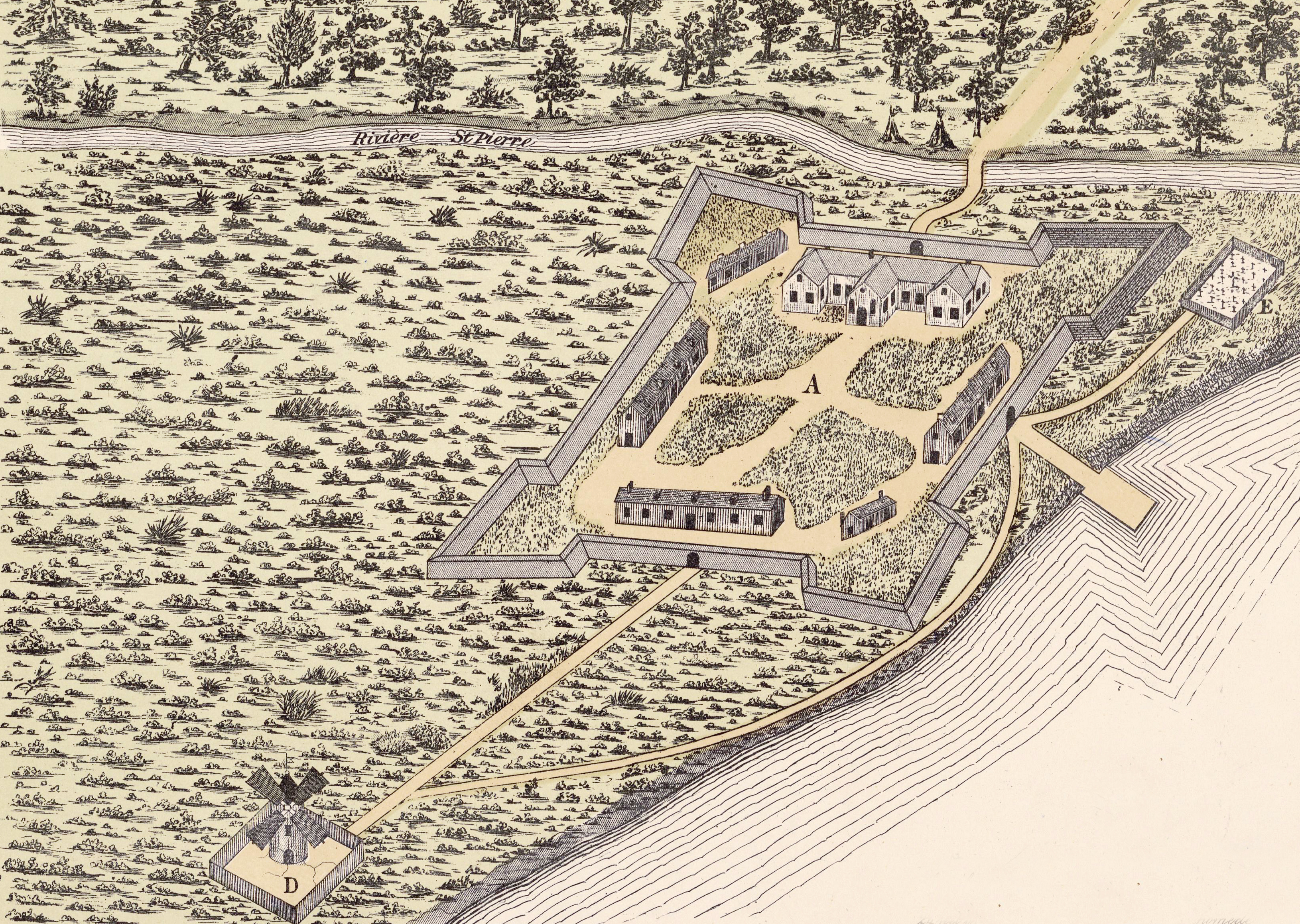
Fort Ville-Marie, Montréal, 1645.

Jusqu'à quelques décennies avant la colonisation française, l'île de Montréal est occupée par les Iroquoiens du Saint-Laurent. Jacques Cartier, le premier explorateur européen à fouler l'île à l'automne 1535, décrit Hochelaga dans son récit de voyage, un village iroquoien fortifié de « plus de mille personnes » construit au pied d'une colline qu'il nomme Mons realis. En 1603, près de 70 ans plus tard, l'explorateur Samuel de Champlain rapporte que les Iroquoiens n'occupent plus l'île de Montréal,. Un poste de traite saisonnier temporaire est construit en 1611 à la place Royale (aujourd'hui Pointe-à-Callière).
À partir de 1636, la seigneurie de l'Île-de-Montréal est concédée à des nobles français, d'abord Jean de Lauson, président de la Compagnie des Cent-Associés, puis Jérôme Le Royer, sieur de La Dauversière, qui en prend possession au nom de la Société Notre-Dame de Montréal en 1640. La Société Notre-Dame, née du mouvement de la Contre-Réforme, souhaite l'établissement d'une colonie missionnaire catholique sur l'île de Montréal. Arrivés de France à Québec à l'été 1641, deux membres de la société, l'officier Paul de Chomedey de Maisonneuve et la soignante Jeanne Mance, ont pour mission respective de prendre possession de Montréal et d'y fonder une chapelle et un Hôtel-Dieu. Maisonneuve est nommé gouverneur de Montréal et Ville-Marie est fondée au printemps suivant, le 17 mai 1642.

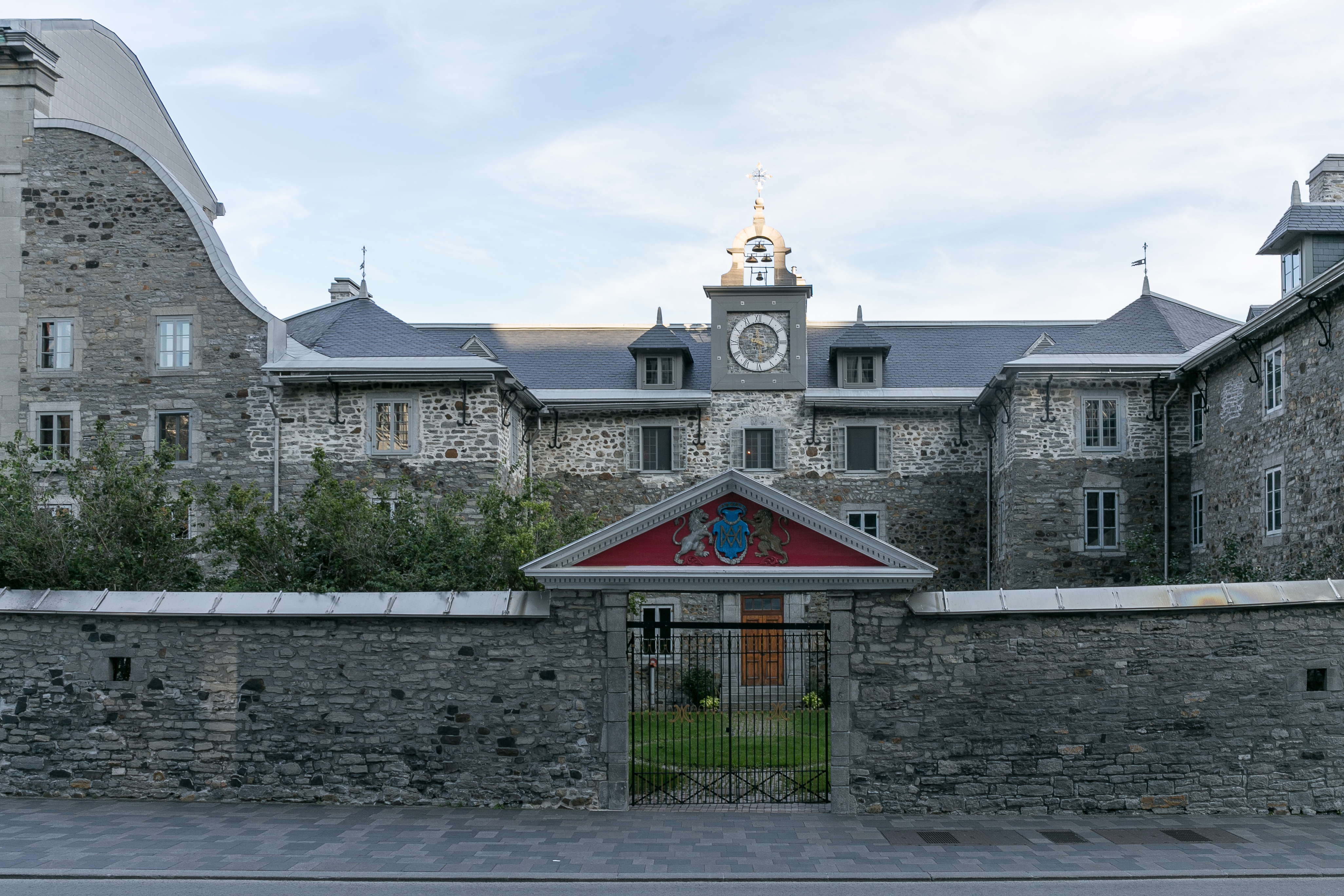
Vieux Séminaire de Saint-Sulpice, construit entre 1684 et 1687

Dans le contexte des guerres franco-iroquoises, les premiers colons français se retranchent dans le fort Ville-Marie. Cette situation rend l'agriculture difficile à pratiquer. De plus, la Société Notre-Dame de Montréal n'arrive pas à convertir suffisamment d'Amérindiens pour assurer la croissance démographique. Maisonneuve est contraint de retourner en France pour recruter d'autres colons en 1653 et en 1659 ; ces efforts en amènent près de 200, parmi lesquels sœur Marguerite Bourgeoys, la fondatrice de la Congrégation de Notre-Dame de Montréal en 1659. Ces nouveaux arrivants permettent le développement de l'agriculture, assurant la survie et le développement de Ville-Marie.

#### En province royale
En 1663, la Nouvelle-France devient une province royale. Elle est placée sous le commandement du Conseil souverain de la Nouvelle-France qui relève de l'autorité directe de Louis XIV. La Société Notre-Dame est dissoute la même année et Maisonneuve est renvoyé en France par le gouverneur Prouville de Tracy. La seigneurie de l'Île-de-Montréal est cédée au séminaire Saint-Sulpice de Paris en 1665. Les prêtres sulpiciens influenceront de manière significative le développement de Montréal. La traite des fourrures devient, à partir de 1665, grâce à des interventions militaires françaises, une part principale de l'économie montréalaise. Les pelleteries en provenance de la rivière des Outaouais transitent à Ville-Marie qui compte plus de 600 habitants à cette époque,,. Les sulpiciens font borner les rues en 1672 puis la ville est fortifiée d'une palissade de pieux en 1687.
Pendant que Ville-Marie se développe, d'autres secteurs de peuplement apparaissent sur l'île. En amont des rapides du Sault-Saint-Louis sur le Saint-Laurent, un fief est concédé à l'explorateur René-Robert Cavelier de La Salle, qui fonde Lachine en 1669. Au Sault-au-Récollet, au nord de l'île, sur la rivière des Prairies, une mission est fondée par les sulpiciens en 1696. Malgré quelques périodes de tranquillité, les guerres franco-iroquoises font de plus en plus de ravages dans la colonie à la fin du XVIIe siècle. On compte parmi les événements sanglants le massacre de Lachine du 5 août 1689.
En août 1701, le traité de la Grande paix de Montréal met fin aux hostilités. 1 200 Amérindiens d'une quarantaine de nations de la région des Grands Lacs et plusieurs notables de la Nouvelle-France, dont le gouverneur Hector de Callières, se rassemblent à Montréal pour la signature du traité. L'expansion de Montréal se poursuit durant la première moitié du XVIIIe siècle ; les premiers faubourgs apparaissent durant les années 1730 alors que la ville compte autour de 3 000 habitants. En plus de la traite des fourrures, elle devient le point central d'un territoire agricole en pleine croissance.

#### Fin du régime français

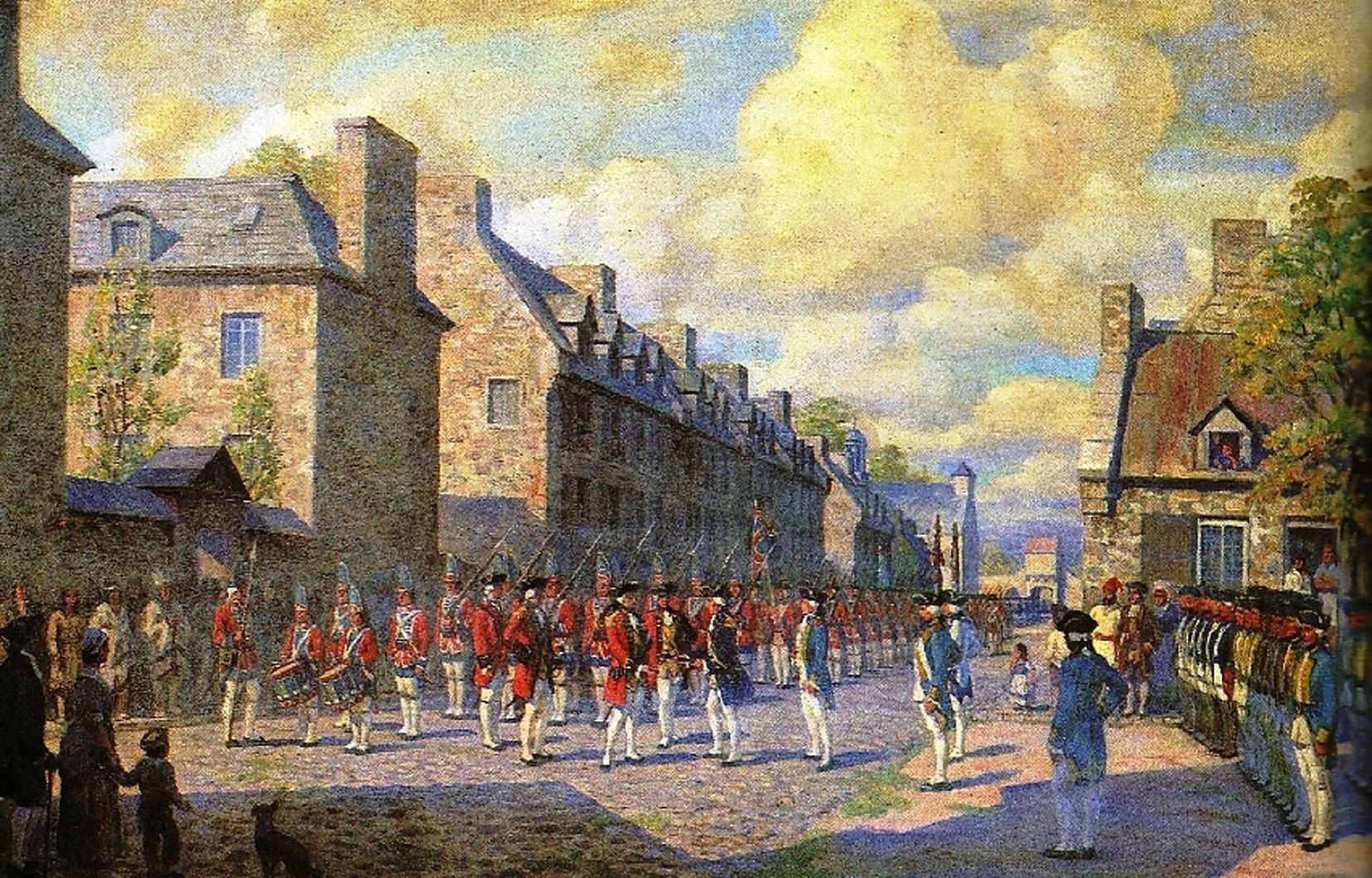
Capitulation des Français face à l'armée britannique à Montréal le 8 septembre 1760.

Commencée un peu avant la guerre de Sept Ans, la guerre de la Conquête oppose les Français et les Britanniques en Amérique du Nord à partir de 1754. En plus de la citadelle de Montréal, les Français comptent à cette époque de nombreux forts sur l'île de Montréal tel que le fort Lorette, le fort de la Montagne, le fort de Pointe-aux-Trembles et le fort Senneville.
La bataille des Plaines d'Abraham, victoire britannique à Québec, le 13 septembre 1759, annonce la fin du régime français sur le territoire. Malgré une dernière tentative de reprendre la ville lors de la bataille de Sainte-Foy le 28 avril 1760, le duc de Lévis est contraint de replier ses troupes à Montréal. Le 8 septembre 1760, les troupes françaises de Montréal, commandées par Pierre de Cavagnal, marquis de Vaudreuil, se rendent sans combat à l'armée britannique commandée par Lord Jeffery Amherst. Le traité de Paris de 1763 marque la fin de la période française.

### Conquête britannique et industrialisation

#### Immigration britannique et consolidation de la bourgeoisie marchande

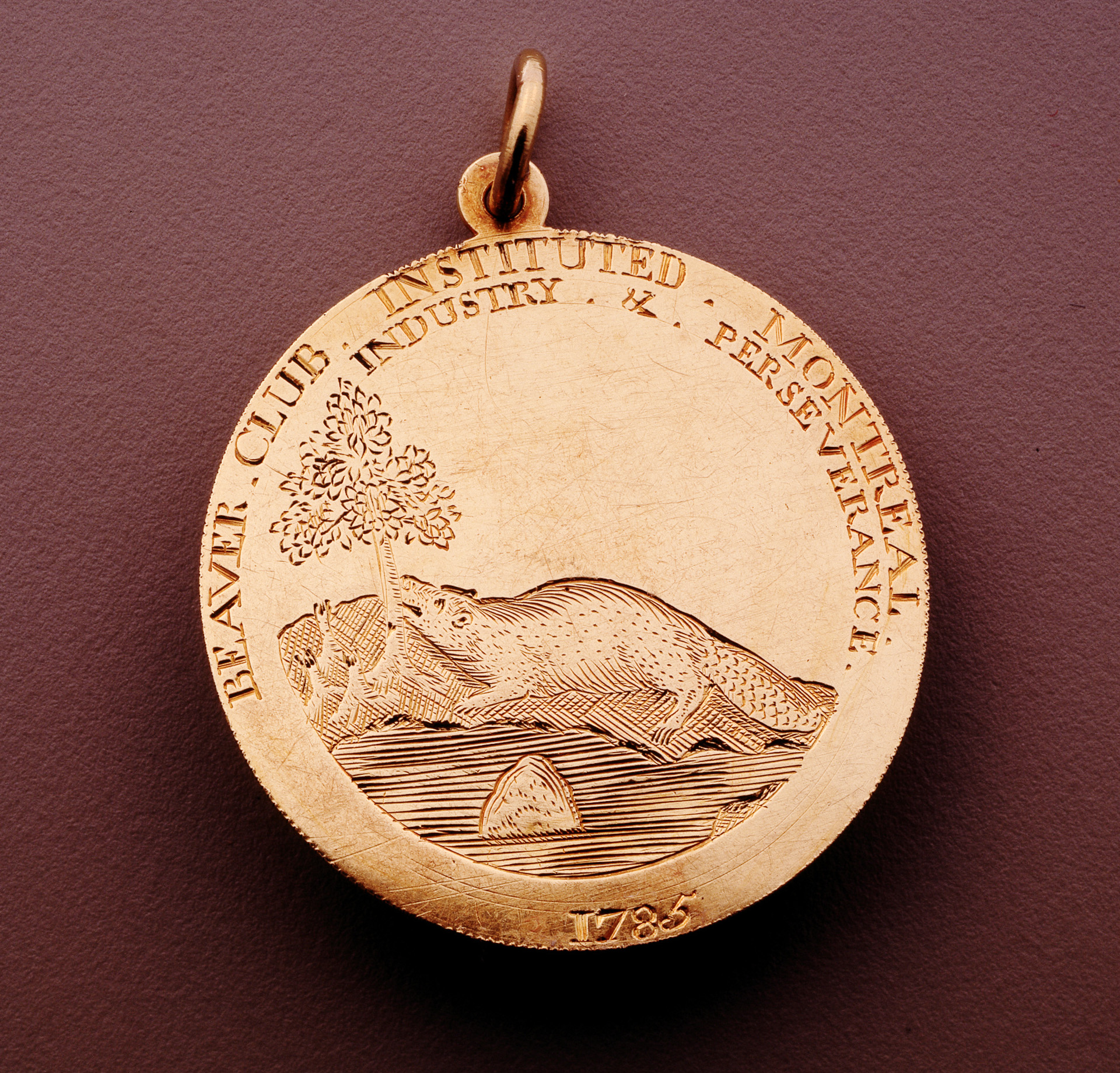
Médaille du Beaver Club, cercle social influent de marchands de fourrures montréalais de la fin du XVIIIe siècle, pour la plupart anglophones.

Montréal depuis la montagne (1830-1831) par Duncan

La conquête britannique entraîne principalement la transformation de l'économie mercantile de Montréal. En l'espace de quelques années, les marchands français sont supplantés par des marchands britanniques qui s'approprient la traite de fourrures et presque l'entièreté du commerce de la province de Québec. Parmi les figures les plus éminentes du commerce des fourrures montréalais ont compte les écossais James McGill, Simon McTavish, Simon McGillivray et Alexander Mackenzie et les anglais Isaac Todd, Edward Ellice, Joseph Frobisher. Ces commerçants sont parmi les fondateurs de la Compagnie du Nord-Ouest en 1779 et rejoignent le Beaver Club, un cercle social influent créé en 1785.
Après la guerre d'indépendance des États-Unis et l'arrivée de loyalistes américains dans la province de Québec, la région de Montréal devient un tampon où se rencontrent deux peuples, l'un anglophone et protestant, l'autre francophone et catholique.

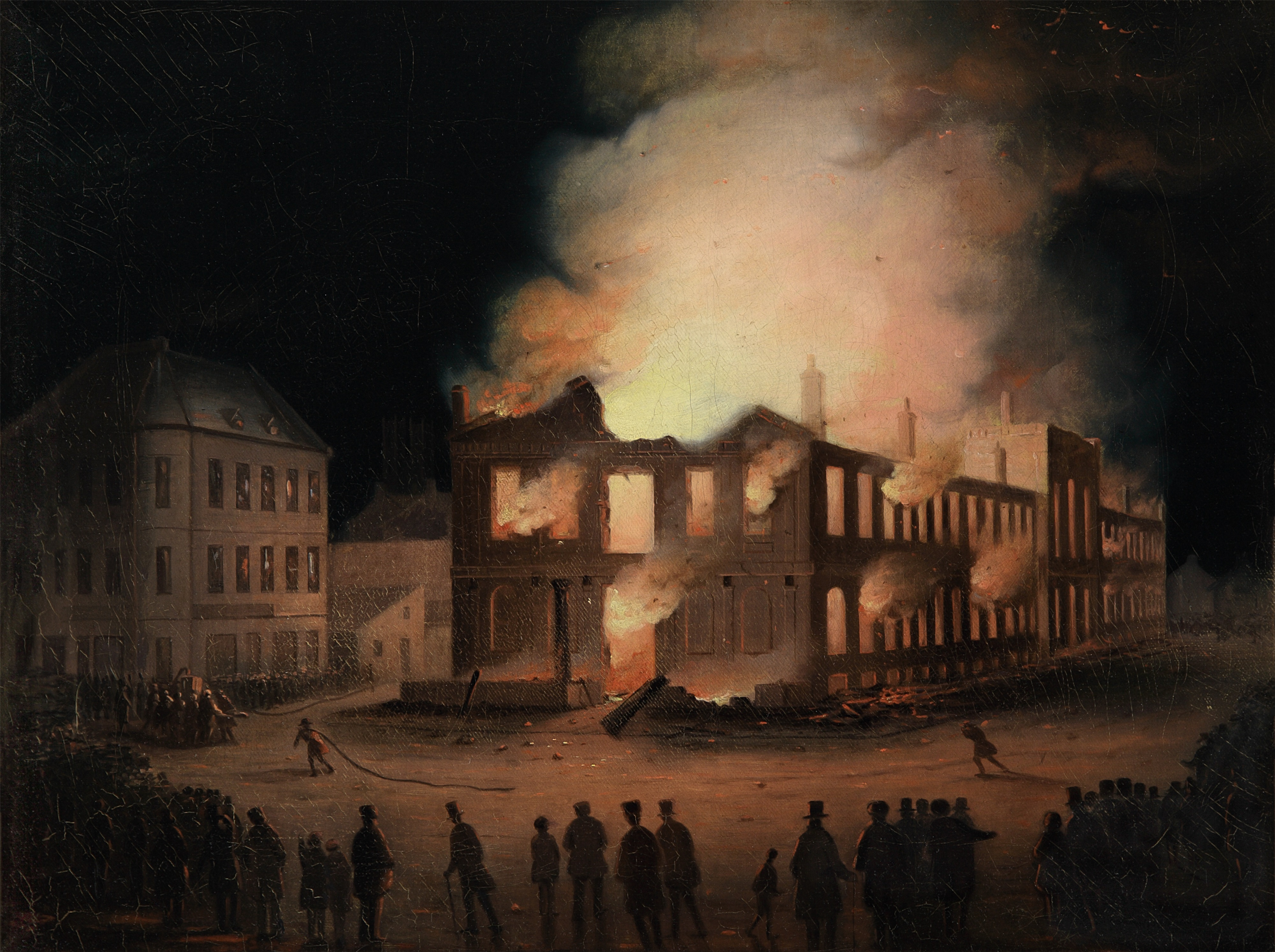
Joseph Légaré, L'incendie du Parlement à Montréal, 1849.

Bien que les Canadiens (descendants des premiers colons français) soient majoritaires, leur sous-représentation politique et le déni de leur langue crée une situation de tension culminant avec la rébellion des Patriotes de 1837-1838. Montréal est le lieu d'émeutes de part et d'autre de la population. Le Parlement du Canada-Uni, installé à Montréal entre 1843 et 1849, est ainsi incendié par des émeutiers anti-unioniste, appelés aux armes par un article haineux de The Gazette. Le feu se propageant également jusqu'à la bibliothèque nationale, il détruit d'innombrables archives de la Nouvelle-France. Ces incidents incitèrent les députés du Canada-Uni à transférer la capitale en alternance à Toronto et à Québec, puis à choisir Ottawa à partir de 1866.

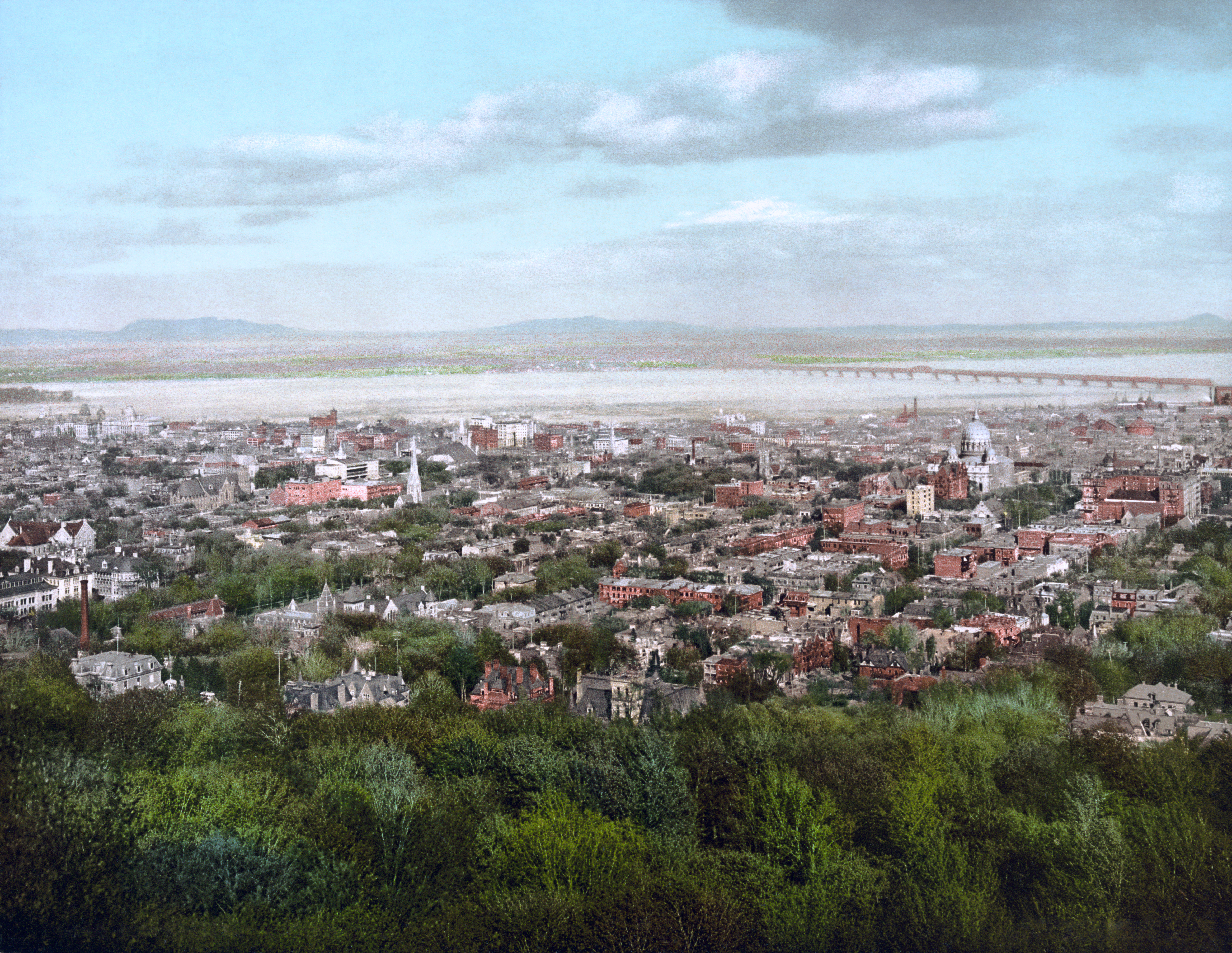
Montréal depuis le mont Royal, vers 1890.

Sur le plan économique, le début du XIXe siècle marque une importante transition dans l'activité commerciale de Montréal. Sa position géographique liée aux réseaux de communication naturels faisait déjà de la ville un centre important de la traite des fourrures vers l'Europe. Le début de la colonisation anglaise du Haut-Canada par les loyalistes transforme Montréal en plaque tournante de l'approvisionnement et du peuplement de la région des Grands Lacs. L'industrie de la traite des fourrures — qui a dominé l'activité économique pendant plus d'un siècle — perd en importance par rapport au négoce et aux activités de transport. La croissance de la ville s'accélère par la construction en 1824 du canal de Lachine, permettant aux navires de franchir les rapides de Lachine et facilitant les communications entre l'Atlantique et les Grands Lacs.

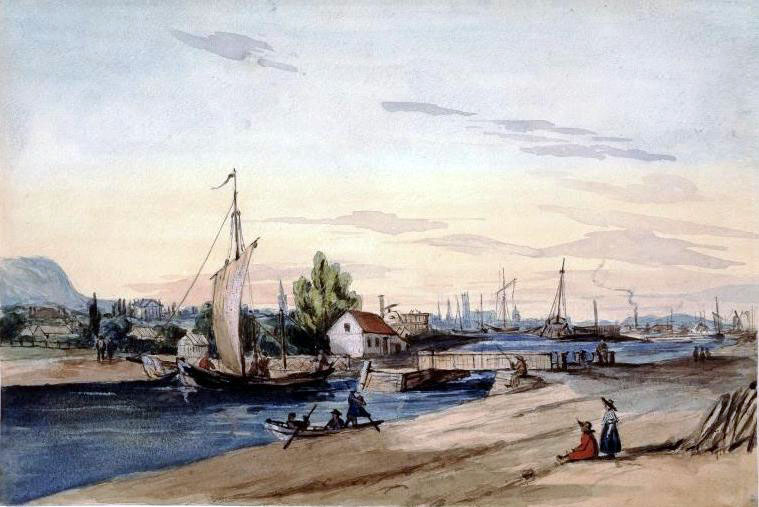
Le canal de Lachine, vers 1850.

La seconde moitié du XIXe siècle amène le rapide développement du chemin de fer, la création d'une première ligne ferroviaire de 23 km entre La Prairie et Saint-Jean-sur-Richelieu en 1836, et celle du canal de Chambly, inauguré en 1843. Les deux infrastructures améliorent les communications avec New York, via le lac Champlain ou sa rive et la vallée du fleuve Hudson. La construction des lignes du Grand Tronc vers Toronto et les provinces maritimes dans les années 1850, et celle du pont Victoria, en 1860, consolident la vocation de la ville. La compagnie ferroviaire du Canadien Pacifique y installe son siège social en 1880, faisant définitivement de Montréal le nœud ferroviaire du Canada. Parallèlement l'industrie artisanale cède sa place à l'industrialisation.
La ville subit plusieurs épidémies durant le XIXe siècle, la plus importante étant l'épidémie de variole de 1885 qui tua 3 164 personnes (en très grande majorité des francophones) soit 1,89 % de sa population estimée alors à 168 000 habitants.
Entre les épidémies et les grands incendies l'élite commerciale, devenue industrielle, commence à s'établir dans le Mile carré doré. En 1860, Montréal est devenue la plus importante municipalité de l'Amérique du Nord britannique et le centre économique et culturel du Canada.

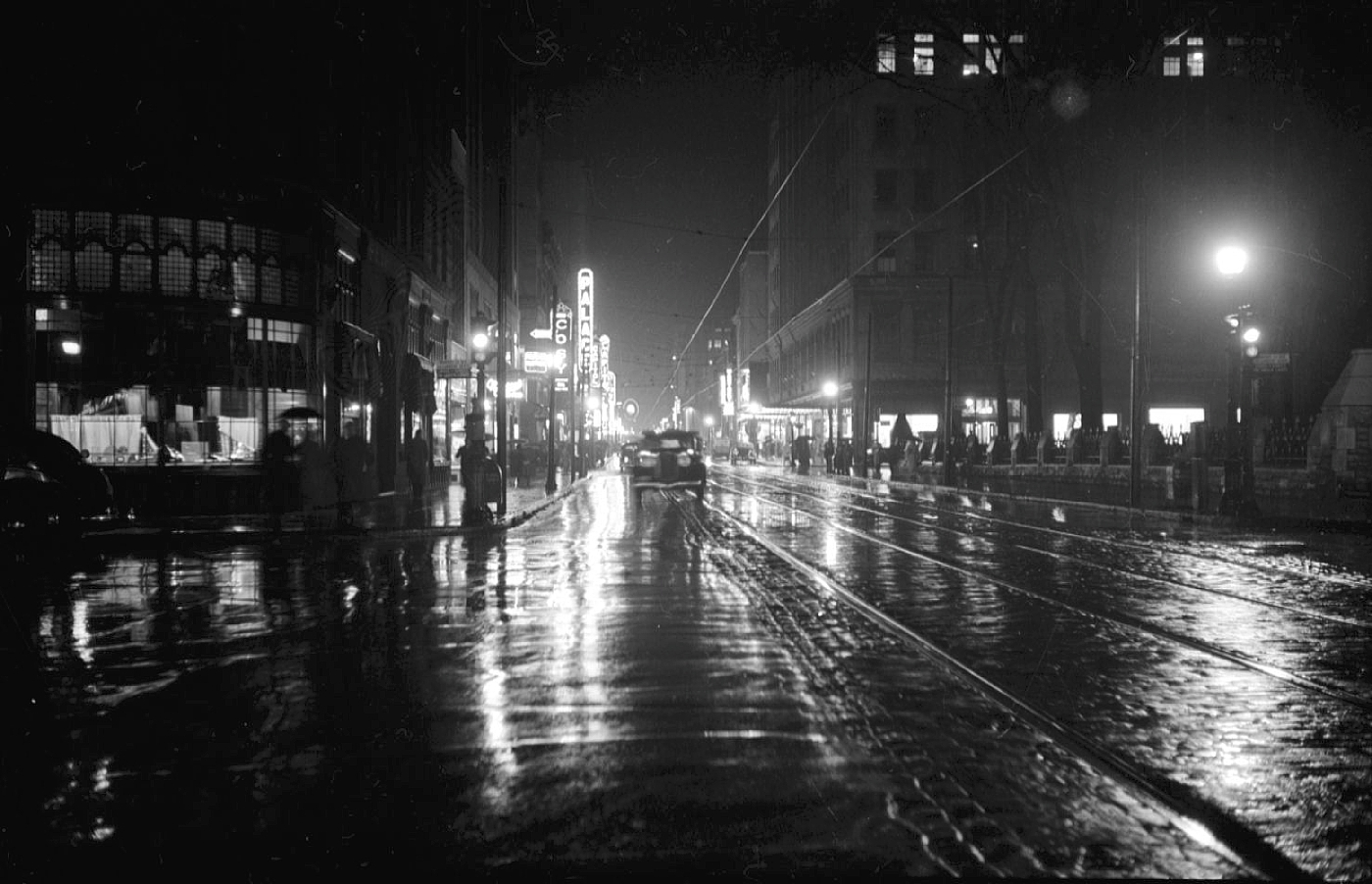
La rue Sainte-Catherine Ouest, à l'angle de la rue Union, 1937.

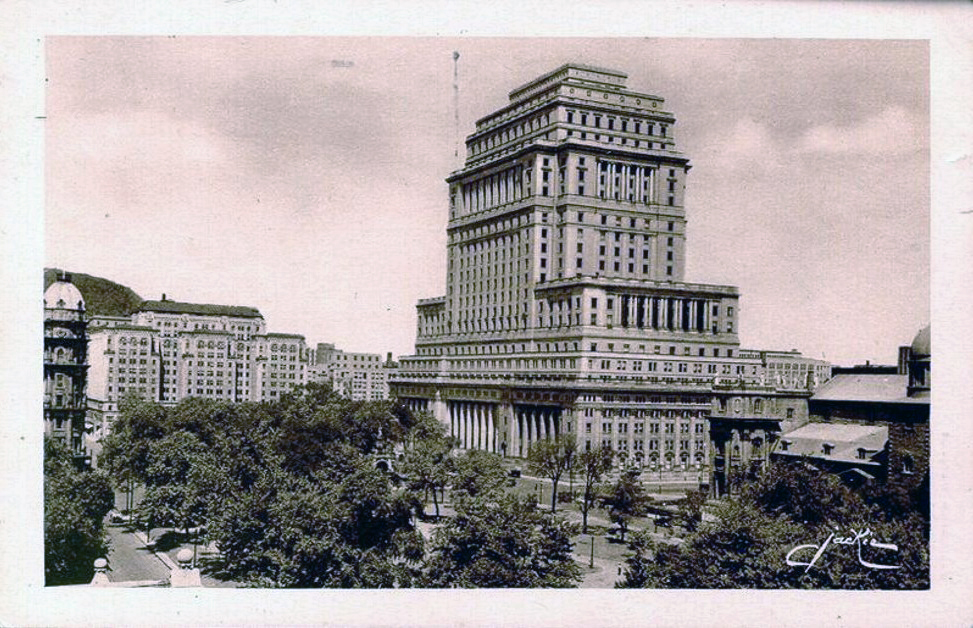
L'Édifice Sun Life, achevé en 1931, est à l'époque le « plus grand édifice de l'Empire britannique ».

Entre la fin du XIXe siècle et le déclenchement de la Première Guerre mondiale, Montréal connaît l'une des plus fortes périodes de croissance de son histoire. Le développement des banques et autres institutions financières avec l'industrie donne l'élan lui permettant de devenir le centre financier canadien durant toute la première moitié du XXe siècle.
Cette croissance se traduit aussi sur le plan territorial. La 1re municipalité à avoir été fusionnée à Montréal est celle d'Hochelaga en 1883, suivie de Saint-Jean-Baptiste en 1886, Saint-Gabriel en 1887 et Côte-Saint-Louis en 1893. L'année 1905 voit l'intégration de Villeray, Saint-Henri et Sainte-Cunégonde, aujourd'hui le quartier de La Petite-Bourgogne. En 1908 s'ajoute Notre-Dame-des-Neiges, puis Saint-Louis-du-Mile-End et De Lorimier un an plus tard.
En 1910, pas moins de 10 municipalités sont fusionnées à Montréal : Tétreaultville, Longue-Pointe, Beaurivage-de-la-Longue-Pointe, Côte-Saint-Paul, Ville-Émard, Rosemont, Bordeaux, Ahuntsic, Côte-des-Neiges et Notre-Dame-de-Grâce, les deux dernières formant aujourd'hui l'arrondissement du même nom. Six ans après, la cité s'agrandit de nouveau en englobant Sault-au-Récollet et Cartierville, puis Maisonneuve en 1918.
Après la Première Guerre mondiale, la ville se modernise et développe une réputation de ville festive. La prohibition aux États-Unis en fait une destination prisée par les Américains. Montréal est alors qualifiée de « ville ouverte » en raison de l'essor des débits de boisson, des cabarets, des maisons de jeu, des réseaux de paris, l'accès facile aux drogues, le foisonnement des bordels, la hausse du tourisme sexuel, combinés à une influence croissante de la pègre, de même qu'à une certaine connivence des forces policières,.
Malgré la croissance de Montréal, le chômage y perdure et est exacerbé par le krach de 1929. Durant la Grande Dépression, la ville aide les chômeurs et entreprend une politique de grands travaux qui touche durement ses finances au point qu'elle est placée sous tutelle du gouvernement provincial de 1940 à 1944. Pendant cette période, l'effort de guerre amène le plein emploi et inaugure une nouvelle ère de prospérité.

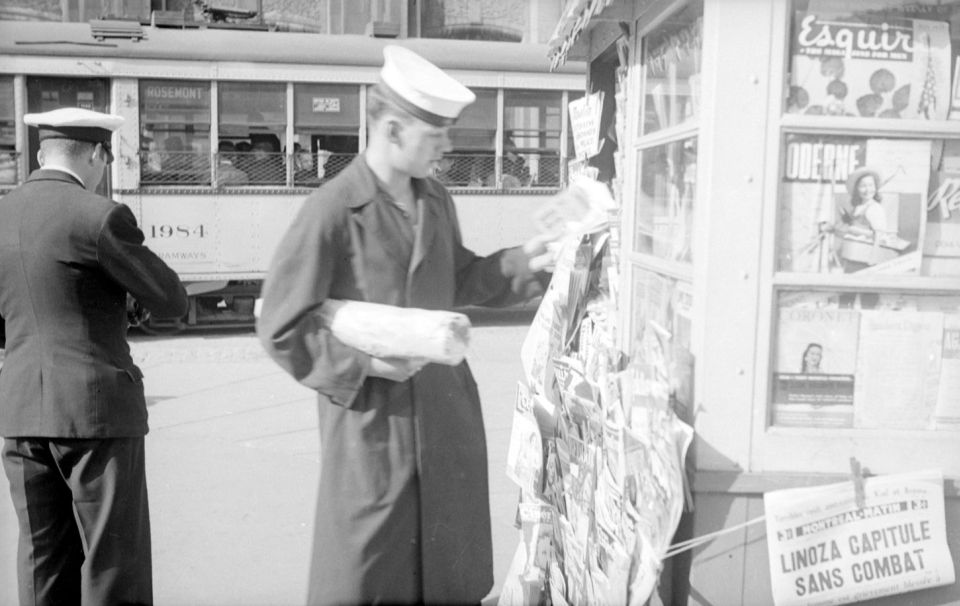
Kiosque à journaux dans Rosemont en 1943.

En 1951, la population montréalaise dépasse le million. Pourtant, la croissance de Toronto a déjà commencé à contester à la métropole québécoise son statut de capitale économique du pays. En effet, depuis les années 1940, le volume d'actions échangées à la bourse de Toronto est devenu supérieur à celui de la bourse de Montréal. Les années 1950 et 1960 sont marquées par une croissance soutenue, que symbolise la tenue de l'Exposition universelle de 1967,, la construction des plus hautes tours du Commonwealth, du réseau autoroutier et du métro de Montréal. Pourtant l'économie montréalaise, depuis la fin de la Seconde Guerre mondiale, est en pleine mutation. Un vaste mouvement des industries vers le Midwest et le Sud de l'Ontario, combiné à des changements technologiques, comme l'essor du camionnage et la mise en service de la voie maritime du Saint-Laurent en 1959, réduisent progressivement l'importance de Montréal comme centre de transbordement des marchandises.
Resté stable pendant plusieurs décennies, le territoire municipal s'agrandit de nouveau avec l'annexion de Rivière-des-Prairies en 1963, Saraguay en 1964 puis Saint-Michel en 1968.

### Montréal contemporain

Montréal depuis l'observatoire de la Place Ville Marie. Le Vieux-Montréal donne sur le fleuve Saint-Laurent, que traversent les ponts Jacques-Cartier et de la Concorde. Au premier plan, de gauche à droite, le Complexe Desjardins, le Centre hospitalier de l'Université de Montréal, la maison de Radio-Canada, le palais de justice de Montréal, la grande roue, l'édifice Aldred, le Vieux-Port.

Les années 1970 se révélèrent être une période de vastes changements sociaux et politiques, émanant d'une majorité francophone achevant sa Révolution tranquille face à la domination traditionnelle du monde des affaires par une minorité anglophone érodée par le lent déclin de leur ville. La crise d'octobre 1970, qui voit l'armée déployée dans les rues, puis l'élection en 1976 du Parti québécois, partisan de la souveraineté du Québec, favorisent le départ de grandes entreprises (Sun Life, RBC…) et de nombreuses personnes de la ville, accélérant encore le renversement de la hiérarchie des métropoles canadiennes au profit de Toronto. Cela n'empêche cependant pas Montréal, dirigée d'une main de fer par le maire Jean Drapeau, d'assurer son statut international en devenant ville olympique en cette même année 1976. La métropole est alors à son apogée, au prix d'une dette importante.
En 1981 et 1982, les municipalités de Saint-Jean-de-Dieu et de Pointe-aux-Trembles sont fusionnées à la ville.
Jusqu'au milieu des années 1990, l'économie de Montréal, frappée durement par les récessions de 1981-1982 et 1990-1992, se développe plus lentement que beaucoup de villes canadiennes. Une importante restructuration industrielle et un développement des industries culturelles donneront un second souffle à la métropole québécoise. Montréal célèbre avec éclat son 350e anniversaire en 1992.
La ville est frappée en décembre 1989 par le premier féminicide de masse. Un homme déclarant détester les « féministes » abat quatorze jeunes femmes à l'École polytechnique.

#### Histoire récente
Au début du XXIe siècle, une réorganisation des municipalités est mise en place à l'échelle du Québec. Au terme d'un processus de fusions massives suivies de plusieurs défusions, Montréal acquiert ses limites actuelles après avoir intégré Anjou, Lachine, LaSalle, Montréal-Nord, Outremont, Saint-Laurent, Saint-Léonard, Verdun, Pierrefonds, Roxboro, Saint-Raphaël-de-l'Île-Bizard et Sainte-Geneviève. Les huit premières entités deviennent autant d'arrondissements, tandis que les quatre dernières sont jumelées pour n'en former que deux : Pierrefonds-Roxboro et L'Île-Bizard–Sainte-Geneviève, ce dernier étant le moins peuplé.
Le XXIe siècle amène le renouveau du paysage économique et culturel de la ville et de ses infrastructures. La construction de gratte-ciel résidentiels, de deux super-hôpitaux, le CUSM et le CHUM, du quartier des Spectacles, la gentrification de Griffintown, l'expansion de l'aéroport Montréal-Trudeau, le remplacement du pont Champlain par le pont Samuel-De Champlain, la reconstruction de l'échangeur Turcot et le projet de Réseau express métropolitain (REM), sont autant de réalisations qui font que Montréal continue de se renouveler.
En 2017, la ville fête son 375e anniversaire. Pour l'occasion est créée une distinction honorifique civile : l'Ordre de Montréal. Cette même année, les armoiries et le drapeau municipaux sont modifiés pour inclure un symbole autochtone.

## Politique et administration

### Administration municipale

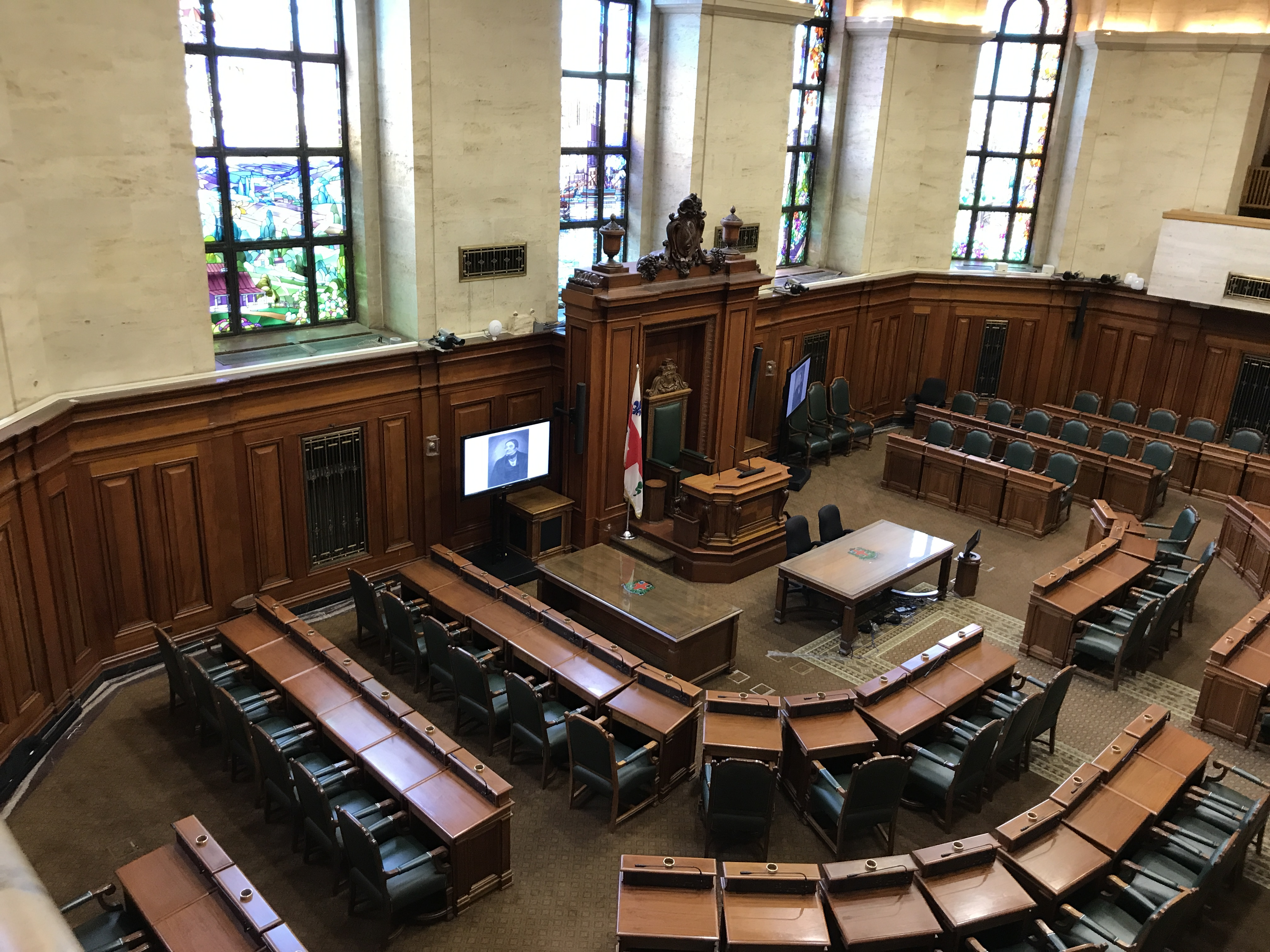
Salle du conseil de ville de Montréal à l'hôtel de ville

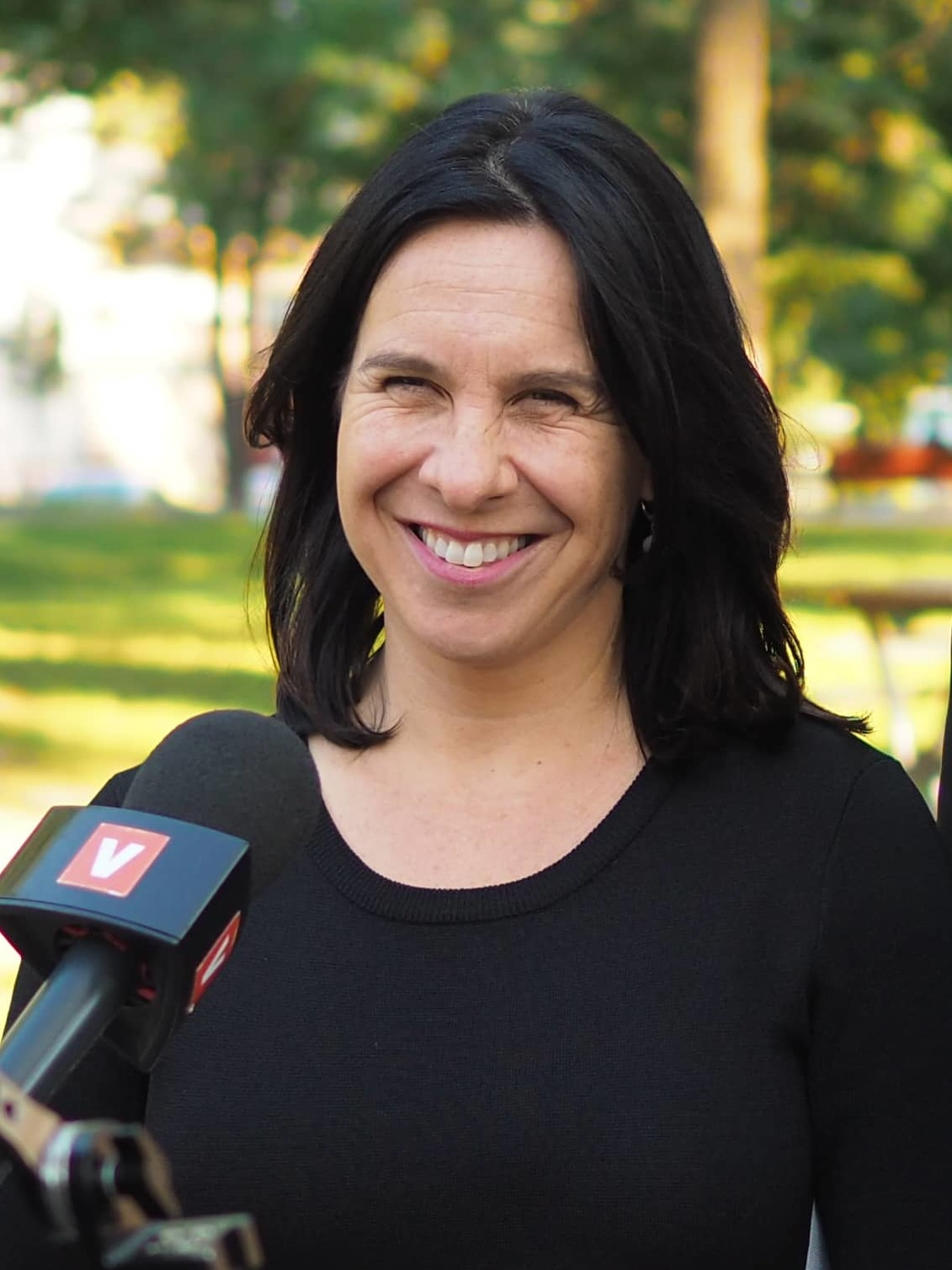
Valérie Plante, mairesse de Montréal depuis 2017

La ville de Montréal est administrée par le conseil de la ville de Montréal et par 19 conseils d'arrondissement. La répartition des compétences entre la ville centrale et les arrondissements est décrite dans la Charte de la Ville de Montréal, métropole du Québec, une loi du gouvernement du Québec et constitution de la ville.
La langue officielle de Montréal est le français. Cependant, un de ses arrondissements possède le statut bilingue français-anglais : Pierrefonds-Roxboro. Le 28 avril 2023, la mairesse Plante confirme que le logo de Montréal inclura dorénavant le slogan « Métropole francophone des Amériques ». L'idée avait été suggérée dans le rapport d'un comité sur la valorisation du français à Montréal.
Le conseil de la ville de Montréal est l'organe décisionnel principal de la ville. Il est actuellement composé de la mairesse et de 64 élus : 19 maires d'arrondissement et 46 conseillers de ville. Le Conseil siège à l'Hôtel de ville de Montréal. Depuis 2017, c'est le parti Projet Montréal, le parti de la mairesse Valérie Plante, qui détient la majorité de sièges au conseil municipal. Elle en est à son deuxième mandat en tant que mairesse.Le parti Ensemble Montréal constitue l'opposition au conseil de ville.
Le maire de Montréal est élu au scrutin uninominal majoritaire à un tour tous les quatre ans. Il incarne le pouvoir exécutif au sein de l'administration municipale de la ville ; en plus du conseil municipal, il siège au conseil d'agglomération et au comité exécutif de Montréal. Il est également maire de l'arrondissement Ville-Marie.
Les maires d'arrondissement sont élus au suffrage universel parmi les électeurs d'un arrondissement et les conseillers de ville sont élus au scrutin majoritaire à un tour dans les différents districts électoraux de la ville.
Les 16 municipalités qui se partagent l'île de Montréal se retrouvent au sein du conseil d'agglomération de Montréal. Ce conseil gère les compétences d'agglomération sur l'ensemble du territoire de l'île de Montréal, dont la sécurité publique, l'évaluation foncière, la distribution de l'eau potable, le traitement des eaux usées et des matières résiduelles, la voirie et le transport collectif[réf. souhaitée]. Il est composé du maire de Montréal, de 15 conseillers de Montréal et de 14 maires et 1 représentant des villes de l'île de Montréal.[réf. souhaitée]

#### Arrondissements
Le territoire de la ville de Montréal est divisé en 19 arrondissements. Les limites actuelles des arrondissements sont demeurées inchangées depuis les défusions municipales de 2006 et plusieurs d'entre eux correspondent aux territoires d'anciennes villes fusionnées à Montréal en 2002.
Les arrondissements sont dirigés par le conseil d'arrondissement composé du maire de l'arrondissement, des conseillers de ville de l'arrondissement et des conseillers d'arrondissement, s'il y a lieu (les arrondissements élisent entre 0 et 3 conseillers d'arrondissements). Au total, les 19 arrondissements comprennent 39 conseillers d'arrondissement. Ils sont responsables, à l'échelle locale, de l'urbanisme, de l'enlèvement des matières résiduelles, de la culture, des loisirs, du développement communautaire, des parcs, de la voirie, de l'habitation, du personnel, de la prévention des incendies, de la gestion financière et des tarifications non fiscales.
Les 19 arrondissements de Montréal sont :
- Ahuntsic-Cartierville ;
- Anjou ;
- Côte-des-Neiges–Notre-Dame-de-Grâce ;
- Lachine ;
- LaSalle ;
- Le Plateau-Mont-Royal ;
- Le Sud-Ouest ;
- L'Île-Bizard–Sainte-Geneviève ;
- Mercier–Hochelaga-Maisonneuve ;
- Montréal-Nord ;
- Outremont ;
- Pierrefonds-Roxboro ;
- Rivière-des-Prairies–Pointe-aux-Trembles ;
- Rosemont–La Petite-Patrie ;
- Saint-Laurent ;
- Saint-Léonard ;
- Verdun ;
- Ville-Marie ;
- Villeray–Saint-Michel–Parc-Extension.

### Représentation provinciale
Au niveau provincial, la représentation à l'Assemblée nationale du Québec se fait par des députés élus dans des circonscriptions. Vingt-sept circonscriptions sont situées à Montréal (bien que certaines d'entre elles chevauchent Montréal et d'autres villes).
- Acadie (André A. Morin, PLQ)
- Anjou–Louis-Riel (Karine Boivin Roy, CAQ)
- Bourassa-Sauvé (Madwa-Nika Cadet, PLQ)
- Camille-Laurin (Paul St-Pierre Plamondon, PQ)
- D'Arcy-McGee (Elisabeth Prass, PLQ)
- Gouin (Gabriel Nadeau-Dubois, QS)
- Hochelaga-Maisonneuve (Alexandre Leduc, QS)
- Jacques-Cartier (Gregory Kelley, PLQ)
- Jeanne-Mance–Viger (Filomena Rotiroti, PLQ)
- LaFontaine (Marc Tanguay, PLQ)
- Laurier-Dorion (Andrés Fontecilla, QS)
- Marguerite-Bourgeoys (Frédéric Beauchemin, PLQ)
- Marquette (Enrico Ciccone, PLQ)
- Maurice-Richard (Haroun Bouazzi, QS)
- Mercier (Ruba Ghazal, QS)
- Mont-Royal–Outremont (Michelle Setlakwe, PLQ)
- Nelligan (Monsef Derraji, PLQ)
- Notre-Dame-de-Grâce (Désirée McGraw, PLQ)
- Pointe-aux-Trembles (Chantal Rouleau, CAQ)
- Robert-Baldwin (Brigitte Garceau, PLQ)
- Rosemont (Vincent Marissal, QS)
- Saint-Henri–Sainte-Anne (Guillaume Cliche-Rivard, QS)
- Saint-Laurent (Marwah Rizqy, PLQ)
- Sainte-Marie–Saint-Jacques (Manon Massé, QS)
- Verdun (Alejandra Zaga Mendez, QS)
- Viau (Frantz Benjamin, PLQ)
- Westmount–Saint-Louis (Jennifer Maccarone, PLQ)

### Représentation fédérale
Au niveau fédéral, la représentation à la Chambre des communes du Canada se fait par des députés élus dans des circonscriptions. Dix-huit circonscriptions sont situées à Montréal (bien que certaines d'entre elles chevauchent Montréal et d'autres villes).
- Ahuntsic-Cartierville (Mélanie Joly, PLC)
- Bourassa (Emmanuel Dubourg, PLC)
- Dorval—Lachine—LaSalle (Anju Dhillon, PLC)
- Hochelaga—Rosemont-Est (Marie-Gabrielle Ménard, PLC)
- Honoré-Mercier (Pablo Rodriguez, PLC)
- La Pointe-de-l'Île (Mario Beaulieu, Bloc québécois)
- Lac-Saint-Louis (Francis Scarpaleggia, PLC)
- LaSalle—Émard—Verdun (Claude Guay, PLC)
- Laurier—Sainte-Marie (Steven Guilbeault, PLC)
- Mont-Royal (Anthony Housefather, PLC)
- Notre-Dame-de-Grâce—Westmount (Anna Gainey, PLC)
- Outremont (Rachel Bendayan, PLC)
- Papineau (Marjorie Michel, PLC)
- Pierrefonds—Dollard (Sameer Zuberi, PLC)
- Rosemont–La Petite-Patrie (Alexandre Boulerice, NPD)
- Saint-Laurent (Emmanuella Lambropoulos, PLC)
- Saint-Léonard—Saint-Michel (Patricia Lattanzio, PLC)
- Ville-Marie—Le Sud-Ouest—Île-des-Sœurs (Marc Miller, PLC)

La représentation au Sénat du Canada, quant à elle, se fait par des sénateurs nommés dans des divisions. Trois divisions sénatoriales sont situées à Montréal (bien que certaines d'entre elles chevauchent Montréal et d'autres villes).
- Alma (Diane Bellemare, GPS)
- Rigaud (Amina Gerba, GPS)
- Victoria (Jean-Guy Dagenais, GSC)

### Jumelages et accords internationaux
| Pays                          | Ville                | Région/Etat          | Date  |
| ----------------------------- | -------------------- | -------------------- | ----- |
| France                        | Montréal-la-Cluse    | Auvergne-Rhône-Alpes | 1970  |
| France                        | Montréal-les-Sources | Auvergne-Rhône-Alpes | 1972  |
| France                        | Montréal-du-Gers     | Occitanie            | 1983  |
| République populaire de Chine | Shanghai             | Shanghai             | 1985  |
| France                        | Lyon                 | Auvergne-Rhône-Alpes | 1989  |
| États-Unis                    | Boston               | Massachusetts        | 1995  |
| Haïti                         | Port-au-Prince       | Ouest                | 1995  |
| Israël                        | Tel Aviv-Jaffa       | District de Tel Aviv | 1996  |
| République populaire de Chine | Beihai               | Guangxi              | 1996  |
| Italie                        | Milan                | Lombardie            | 1996  |
| Grèce                         | Athènes              | Athènes-Centre       | 1997  |
| Vietnam                       | Hanoï                | Hanoï                | 1997  |
| Chili                         | Santiago             | Santiago             | 1997  |
| Russie                        | Moscou               | Central              | 1997  |
| Équateur                      | Quito                | Pichincha            | 1997  |
| Japon                         | Hiroshima            | Chūgoku              | 1998  |
| Arménie                       | Erevan               | Erevan               | 1998  |
| Algérie                       | Alger                | Alger                | 1999  |
| Tunisie                       | Tunis                | Tunis                | 1999, |
| Maroc                         | Casablanca           | Casablanca-Settat    | 1999  |
| Corée du Sud                  | Busan                | Busan                | 2000  |
| Salvador                      | San Salvador         | San Salvador         | 2001  |
| Nicaragua                     | Managua              | Managua              | 2001  |
| France                        | Paris                | Île-de-France        | 2006  |
| Mali                          | Bamako               | Bamako               | 2008  |

## Population et société

### Gentilé
Le gentilé Montréalais, Montréalaise est employé pour désigner les habitants de Montréal. Cette dénomination en français a été officialisée au printemps 2015. Selon un linguiste québécois, le gentilé Montréalais a pour équivalent Montrealer en anglais, مونتريالي en arabe, Montrealés, montrealesa en espagnol, Montrealese en italien et 蒙特利尔人 en chinois.

### Démographie

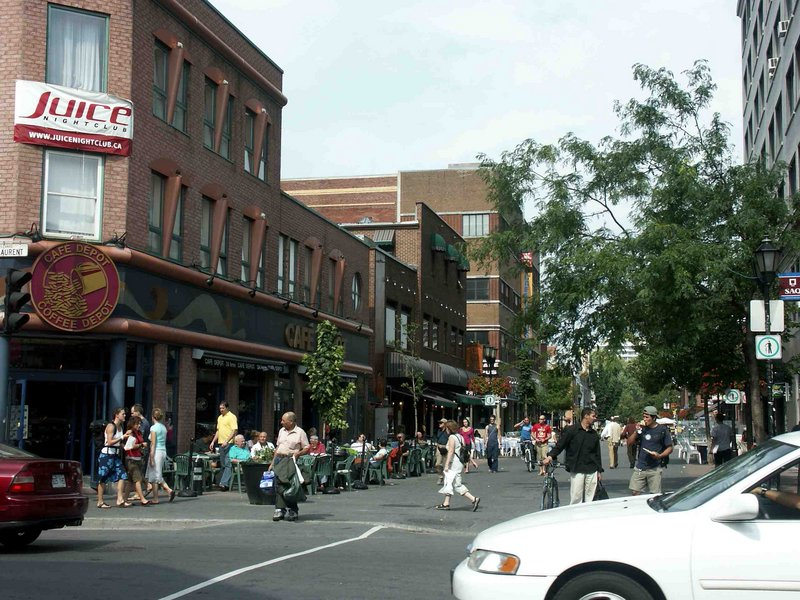
Rue Prince-Arthur, début de la section piétonne, vue du boulevard Saint-Laurent.

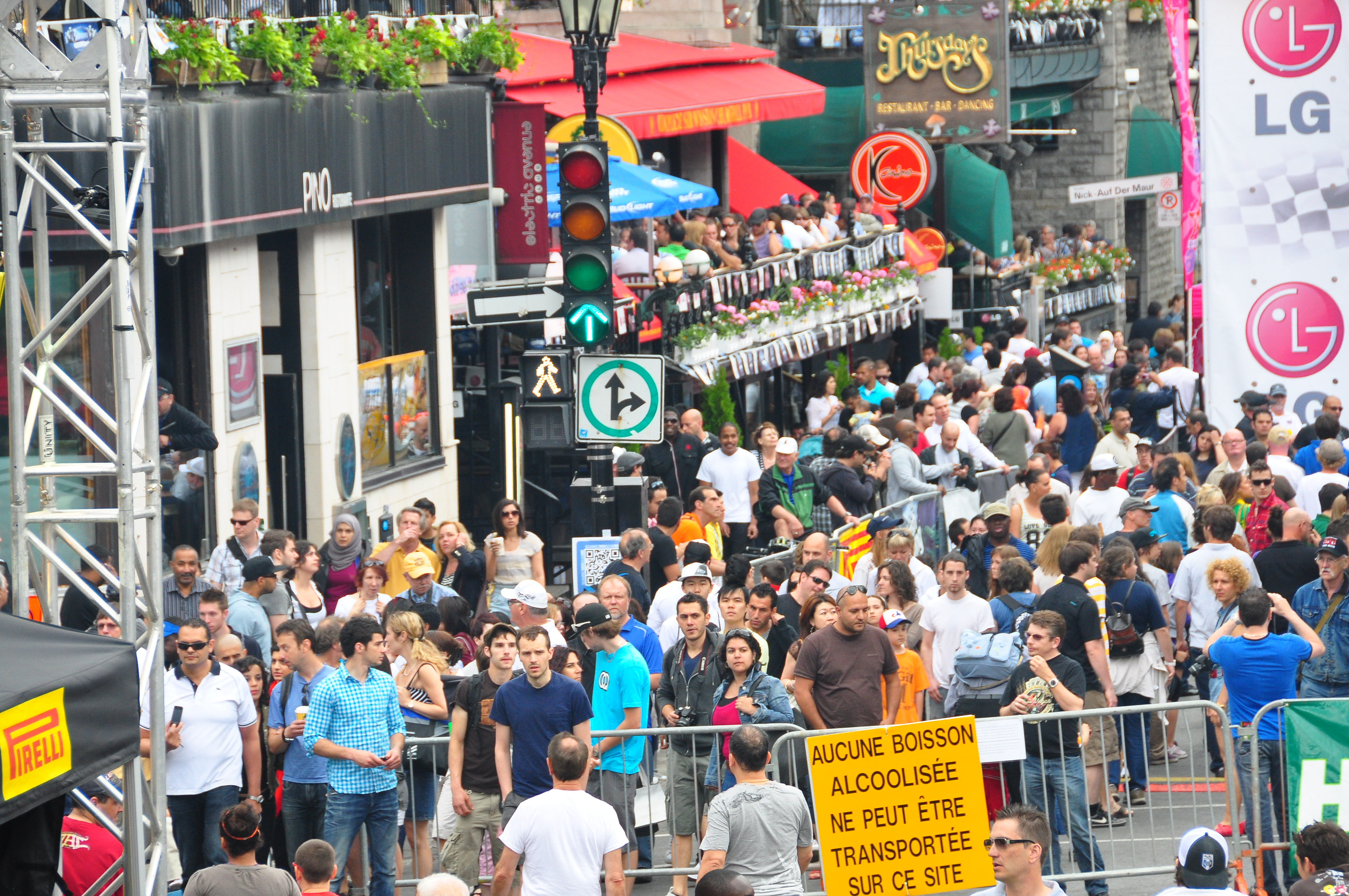
Foule sur la rue Crescent à l'occasion du Grand Prix automobile du Canada 2011.

Montréal est la ville la plus peuplée du Québec, la deuxième ville la plus peuplée du Canada et le centre d'une agglomération de plus de 4 millions d'habitants,. En 2016, on compte 1 704 694 Montréalais. La densité moyenne de population dans la ville est 4 662 hab./km2. Elle atteint 13 096 hab./km2 sur le Plateau-Mont-Royal et 18 802 hab./km2 dans Parc-Extension.
L'immigration est le principal moteur de la croissance démographique montréalaise. Entre 2008 et 2009, l'île de Montréal accueille 40 005 nouveaux immigrants internationaux. Pour la même période, l'accroissement naturel amène 8 235 nouveaux Montréalais.
La population de la ville est relativement jeune : en 2006, selon Statistique Canada, le pourcentage d'habitants âgés de moins de 35 ans est 44 %, soit 2 points de plus que la moyenne québécoise, qui est 41,8 %. L'âge médian y est 38,8 ans, soit un peu moins que la moyenne provinciale (41 ans).

#### Évolution démographique
| 1801  | 1811   | 1821   | 1831   | 1841   | 1851   | 1861   | 1871    | 1881    |
| ----- | ------ | ------ | ------ | ------ | ------ | ------ | ------- | ------- |
| 9 000 | 13 300 | 18 767 | 27 297 | 40 356 | 57 715 | 90 323 | 130 022 | 176 263 |

| 1891    | 1901    | 1911    | 1921    | 1931    | 1941    | 1951      | 1961      | 1971      |
| ------- | ------- | ------- | ------- | ------- | ------- | --------- | --------- | --------- |
| 254 278 | 325 653 | 490 504 | 618 506 | 818 577 | 903 007 | 1 021 559 | 1 201 559 | 1 214 352 |

| 1981      | 1991      | 1996      | 2001      | 2006      | 2011      | 2016      | 2021      | - |
| --------- | --------- | --------- | --------- | --------- | --------- | --------- | --------- | - |
| 1 018 609 | 1 017 666 | 1 016 376 | 1 039 534 | 1 620 693 | 1 649 519 | 1 704 694 | 1 762 949 | - |

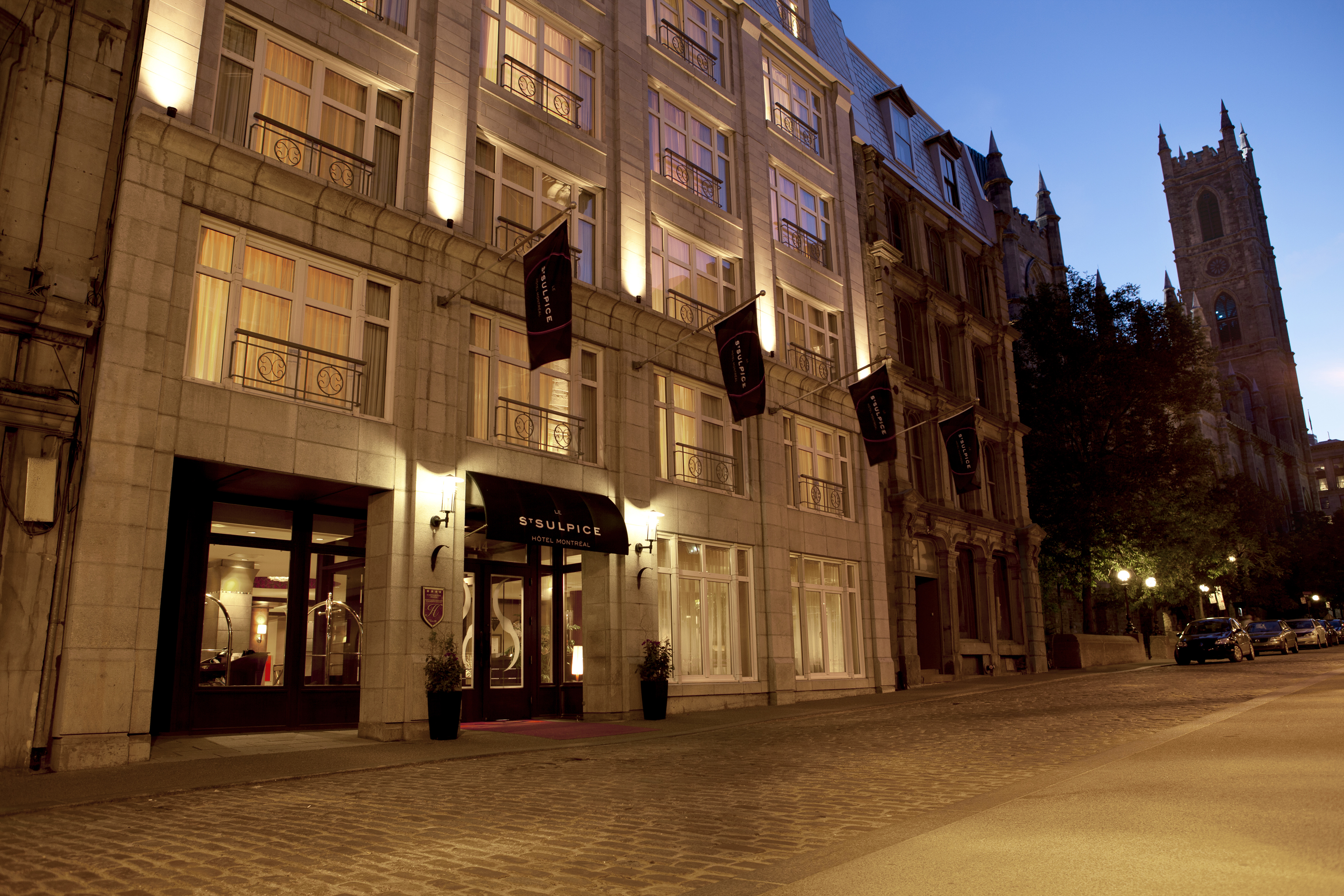
Hôtel Le Saint-Sulpice, rue Saint-Sulpice.

La population de la ville de Montréal a connu sa principale période de croissance au cours de la seconde moitié du XIXe siècle et durant la première moitié du XXe siècle. Durant cette période, la population de la ville, sans compter la banlieue, passe d'un peu moins de 60 000 habitants à plus d'un million d'habitants ; Montréal est la ville la plus peuplée du Canada jusque dans les années 1950.
En plus de l'immigration irlandaise au cours du XIXe siècle, l'industrialisation est le principal facteur de la croissance de la ville. Les habitants des campagnes environnantes migrent vers la ville pour y travailler dans les usines. La plupart des arrivants sont des Canadiens français et des Canadiens anglais provenant des milieux ruraux du Québec, de l'Ontario et du Nouveau-Brunswick.

### Immigration et diversité culturelle
Montréal est devenue, au fil de son histoire, une destination accueillant une immigration de plus en plus diversifiée. Colonisée par un peuplement d'origine français et britannique entre le XVIIe et XIXe siècle, la ville a connu plusieurs périodes d'immigrations dont les plus significatives sont :
- L'immigration irlandaise qui débute dès 1815 s'intensifie à partir des années 1840 avec la grande famine irlandaise[120].
- L'immigration juive qui débute à la fin du XIXe siècle qui est entraînée par la persécution et les pogroms en Europe de l'Est[121].
- L'immigration italienne qui commence à la fin du XIXe siècle et qui est entraînée d'abord par la pauvreté, le chômage, les épidémies et l'instabilité politique du royaume d'Italie[122] puis dans la foulée de la Seconde Guerre mondiale.
- L'immigration de nombreux Polonais, Hongrois et Allemands à partir des années 1940 entrainée par la dévastation de la Seconde Guerre mondiale.
- L'immigration haïtienne à partir des années 1960 entraînée par les conditions de vie difficiles et la dictature de François Duvalier puis Jean-Claude Duvalier[123].
- L'immigration vietnamienne, cambodgienne et laotienne des années 1970 dans la foulée de la guerre du Viêt Nam[124].
- L'immigration francophone du Maghreb, du Moyen-Orient, d'Afrique de l'Ouest et d'Europe depuis les années 1980 qui découle des politiques linguistiques et de nouvelles compétences Gouvernement du Québec en immigration depuis les années 1990.

En 2021, 33 % des habitants de Montréal sont des immigrants, dont près du tiers proviennent de la France ou du Maghreb. Le tiers d'entre eux ont immigré entre 2011 et 2021; les personnes originaires de France, d'Algérie, de Syrie et des Philippines représentants les principaux groupes d'immigrants récents (ayant immigrés entre 2016 et 2021). Parmi les habitants ayant immigré au Québec entre 2012 et 2021 et toujours présents en 2023, environ 67 % se sont établis dans le territoire formé par les régions administratives de Montréal, de Laval et de l'agglomération de Longueuil, alors que 49,2 % se sont établis précisément dans la région administrative de Montréal.

#### Communautés culturelles
La répartition des communautés culturelles montréalaises varie grandement en fonction des arrondissements. Plus de 200 communautés sont présentes, ayant créé leur quartier dès le XVIIe siècle, ou jusqu'aussi récemment qu'au XXIe siècle.

### Langues
- Franco-Anglo
- Franco-Allo
- Anglo-Allo
- Égalité

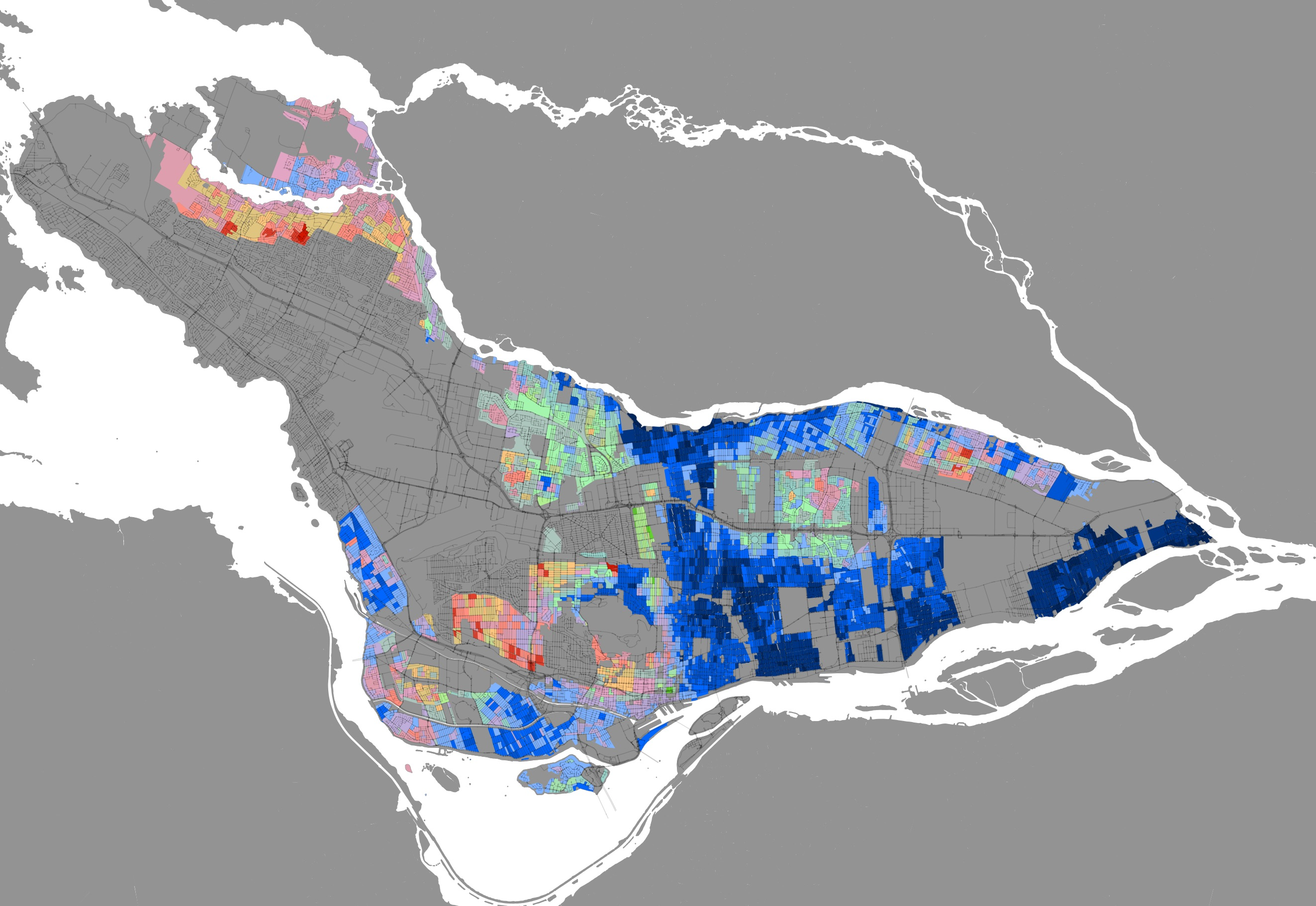
Répartition linguistique de la langue la plus parlée à la maison dans les quartiers résidentiels de Montréal en 2021.
de 40 à 90 % francophone
de 40 à 70 % anglophone
de 40 à 60 % allophone

La question des langues est un aspect culturel incontournable de Montréal. La ville a un paysage linguistique complexe, caractérisé à la fois par la coexistence de nombreuses langues et d'une préséance accordée au français dans l'administration, la vie publique, l'affichage commercial et le travail (par la Charte de la langue française).
La ville s'est bâtie au XIXe siècle et au début du XXe siècle avec un haut degré de ségrégation ethno-religieuse, linguistique et sociale. Le boulevard Saint-Laurent représentant dans l'imaginaire montréalais à la fois la limite entre l'Est francophone, l'Ouest anglophone et le corridor de l'immigration de la ville. Depuis la seconde moitié du XXe siècle, la question de la préservation du français à Montréal est un enjeu principal de la politique québécoise.
Selon les données du recensement de 2021, la première langue officielle parlée à Montréal est le français (62,7 %) suivie par l'anglais (26,3 %). 2,4 % des Montréalais ne parlent ni français ni anglais. Le français est la langue maternelle du plus grand nombre de Montréalais (47 %) et la langue parlée le plus souvent à la maison (52,2 %). Dans la région métropolitaine de recensement de Montréal, ces proportions atteignent 59,9 % pour la langue maternelle et 63,8 % pour la langue parlée le plus souvent à la maison.
En 2021, les autres langues maternelles les plus répandues sont l'anglais (13%), l'arabe (5,7%), l'espagnol (4,6%), l'italien (3,3%), le mandarin (1,7%), le créole haïtien (1,6%), le vietnamien (1,1%), et le portugais (1%). Les autres langues parlées le plus souvent à la maison sont l'anglais (19,9%), l'arabe (3%), l'espagnol (2,9%), le mandarin (1,4%) et l'italien (1,2%).
Montréal est de loin la ville la plus trilingue du Canada, principalement grâce à une grande proportion de personnes issues de l'immigration parlant français, anglais et une autre langue. 44% des montréalais issus de l'immigration sont trilingues

### Religions
Selon les données de Statistique Canada de 2021, 69 % des Montréalais s'identifient à une religion ou une spiritualité. Le christianisme est la religion prédominante à Montréal, avec le catholicisme en tant que branche la plus populaire qui regroupe près de 35 % des habitants. De passage dans la ville en 1881, l'écrivain américain Mark Twain baptise Montréal la « ville aux cent clochers » soulignant la grande quantité d'églises érigées à cette époque. Parmi les lieux de cultes importants du christianisme à Montréal on compte l'oratoire Saint-Joseph, la basilique-cathédrale Marie-Reine-du-Monde, et les basiliques Notre-Dame et la Saint-Patrick. Le cimetière Notre-Dame-des-Neiges, situé sur le flanc nord du mont Royal, est le plus grand cimetière au Canada.
L'Islam est la deuxième religion à Montréal en nombre d'adhérents ; près de 13 % des Montréalais sont musulmans. C'est aussi la religion la plus pratiquée et la religion ayant connu la plus grande croissance, passant de 155 000 adhérents à 218 000 entre 2011 et 2021. Un peu plus d'une cinquantaine de lieux de culte musulmans existent dans la grande région de Montréal.

Les autres religions en ordre d'importance du nombre d'adhérents sont les autres confessions du christianisme (11,3 %) et l'Église orthodoxe (3,2 %), le judaïsme (2,1 %), l'hindouisme (1,8 %), le bouddhisme (1,5 %) et le sikhisme (0,9 %). L'Église unie du Canada, la plus importante dénomination protestante, possède comme lieu de culte notable l'église unie Saint-James et le cimetière Mont-Royal dessert traditionnellement la communauté protestante. La communauté juive (Juifs laïcs et Juifs pratiquants) de Montréal, établie surtout depuis le début du XXe siècle, est principalement concentrée dans les arrondissements d'Outremont, de Côte-des-Neiges–Notre-Dame-de-Grâce et de Saint-Laurent ; autour des villes enclavées de Côte-Saint-Luc et Hampstead, où les Juifs sont majoritaires.

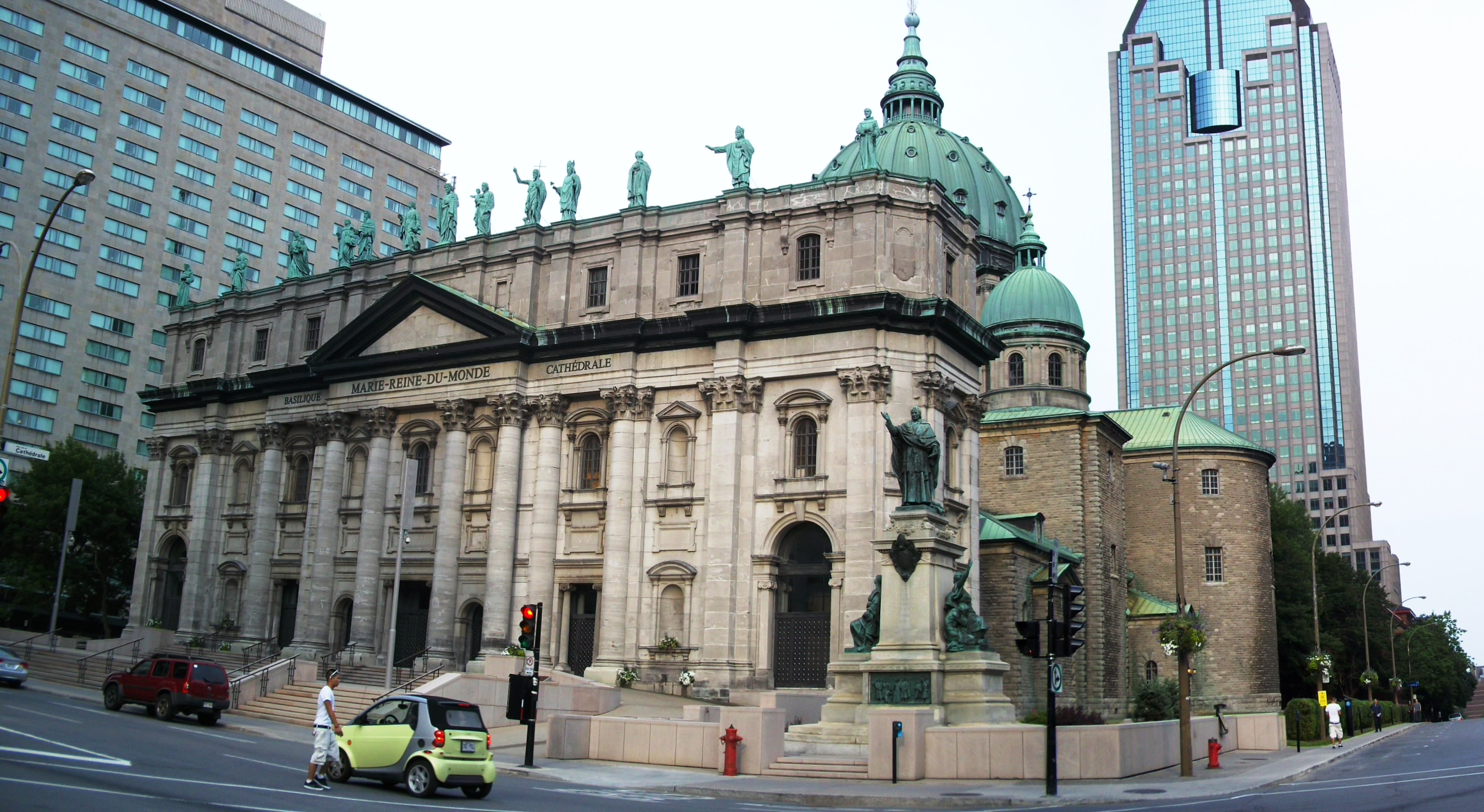
Basilique-cathedrale Marie-Reine-du-Monde
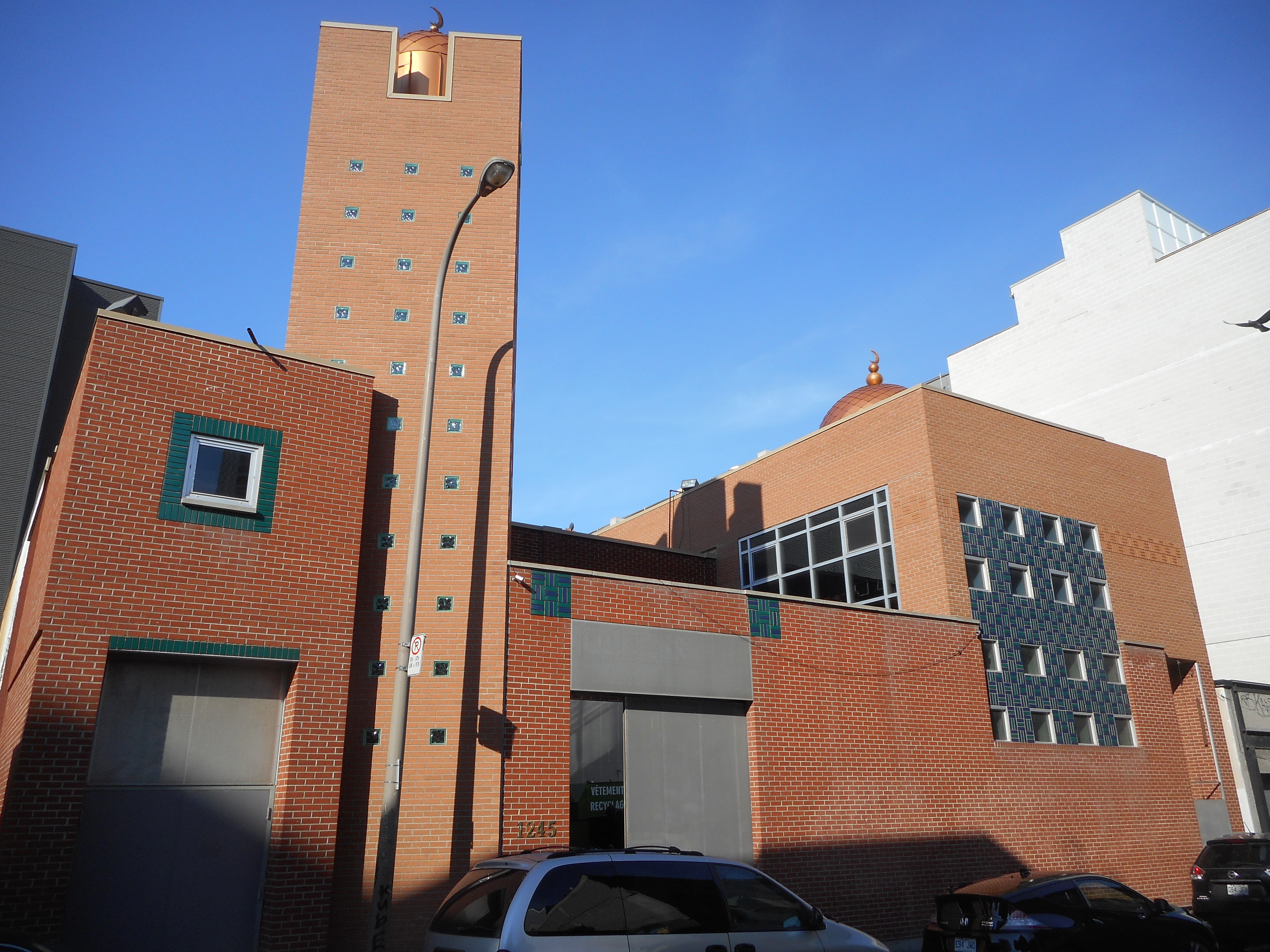
Mosquée Al-Omah Al-Islamiah de Ville-Marie.
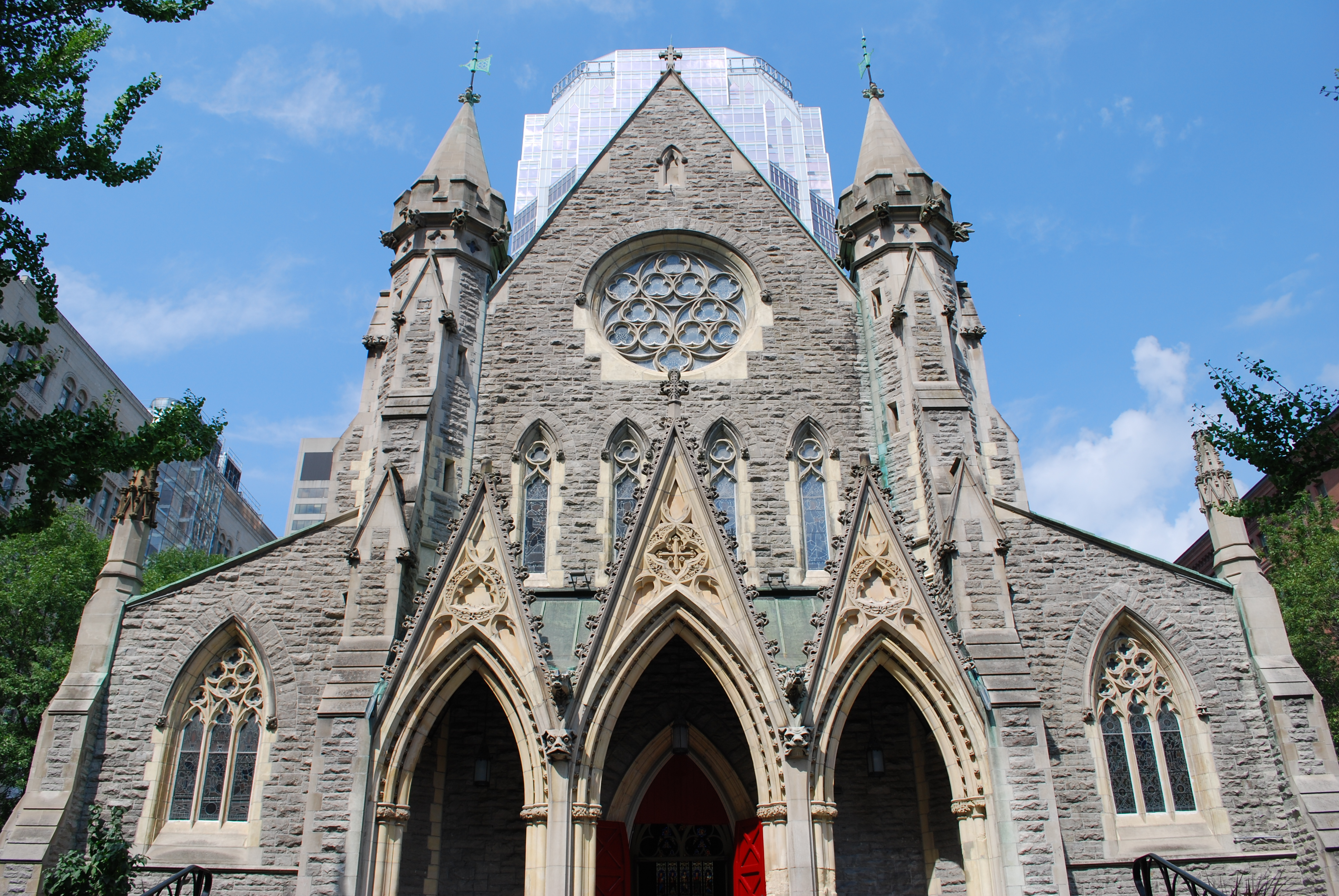
La cathédrale Christ Church est le siège du Diocèse anglican de Montréal.
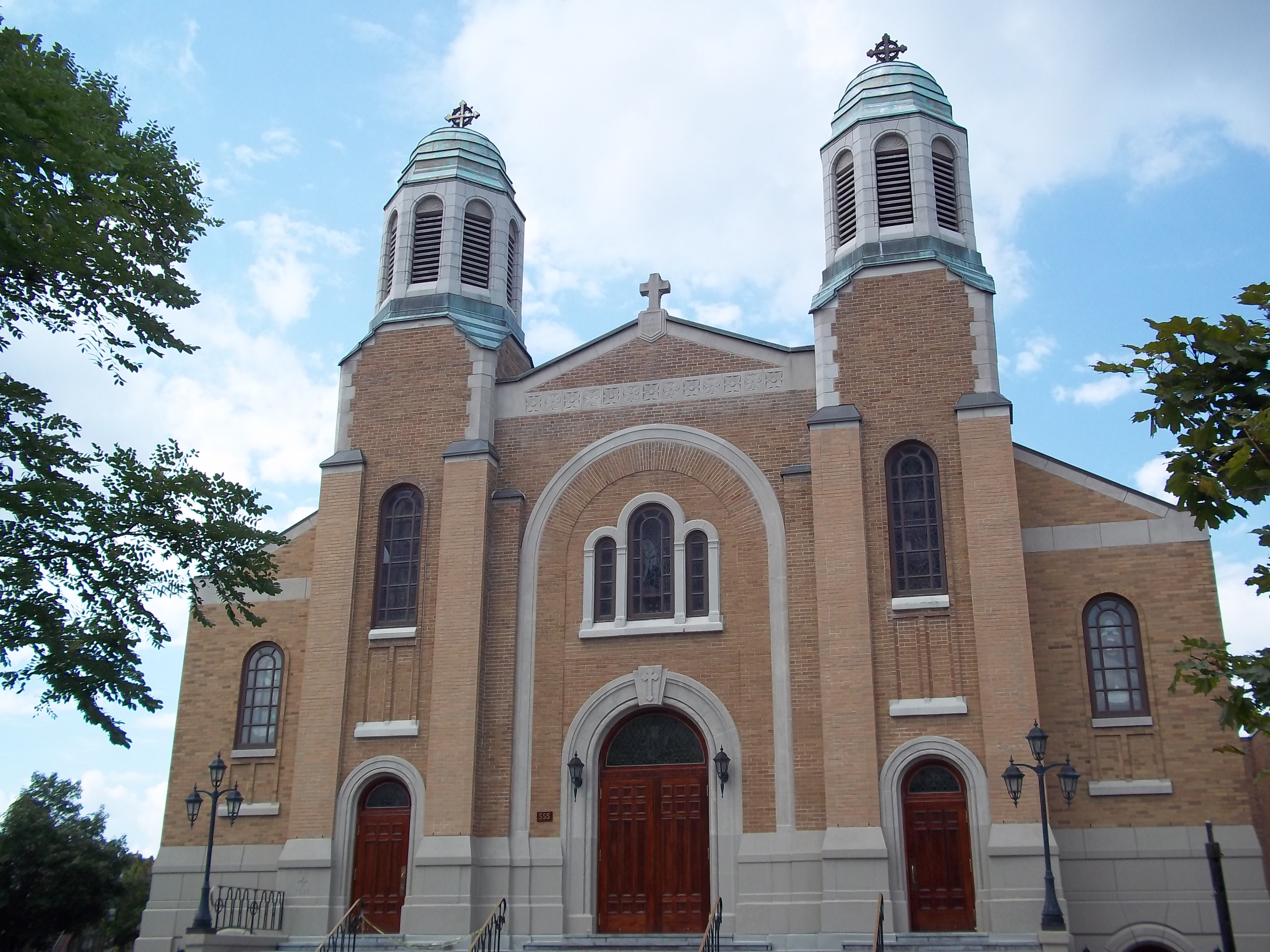
L'église orthodoxe antiochienne Saint-Georges.

### Société civile et droits civiques
Avec son quartier gai, le Village, le plus grand quartier gai en Amérique du Nord et l'un des plus grands au monde, Montréal est l'un des pôles de la vie gaie et lesbienne au Canada. Montréal a été choisie, entre 1999 et 2000, afin de faire partie du groupe sélect de capitales gaies mondiales, comprenant, en 1999, les villes de Montréal, Paris, Munich, Manchester, Sydney et, en 2000, Amsterdam, Berlin, Manchester. En 2006, elle a accueilli les premiers Outgames mondiaux (Jeux olympiques LGBT).

### Sports

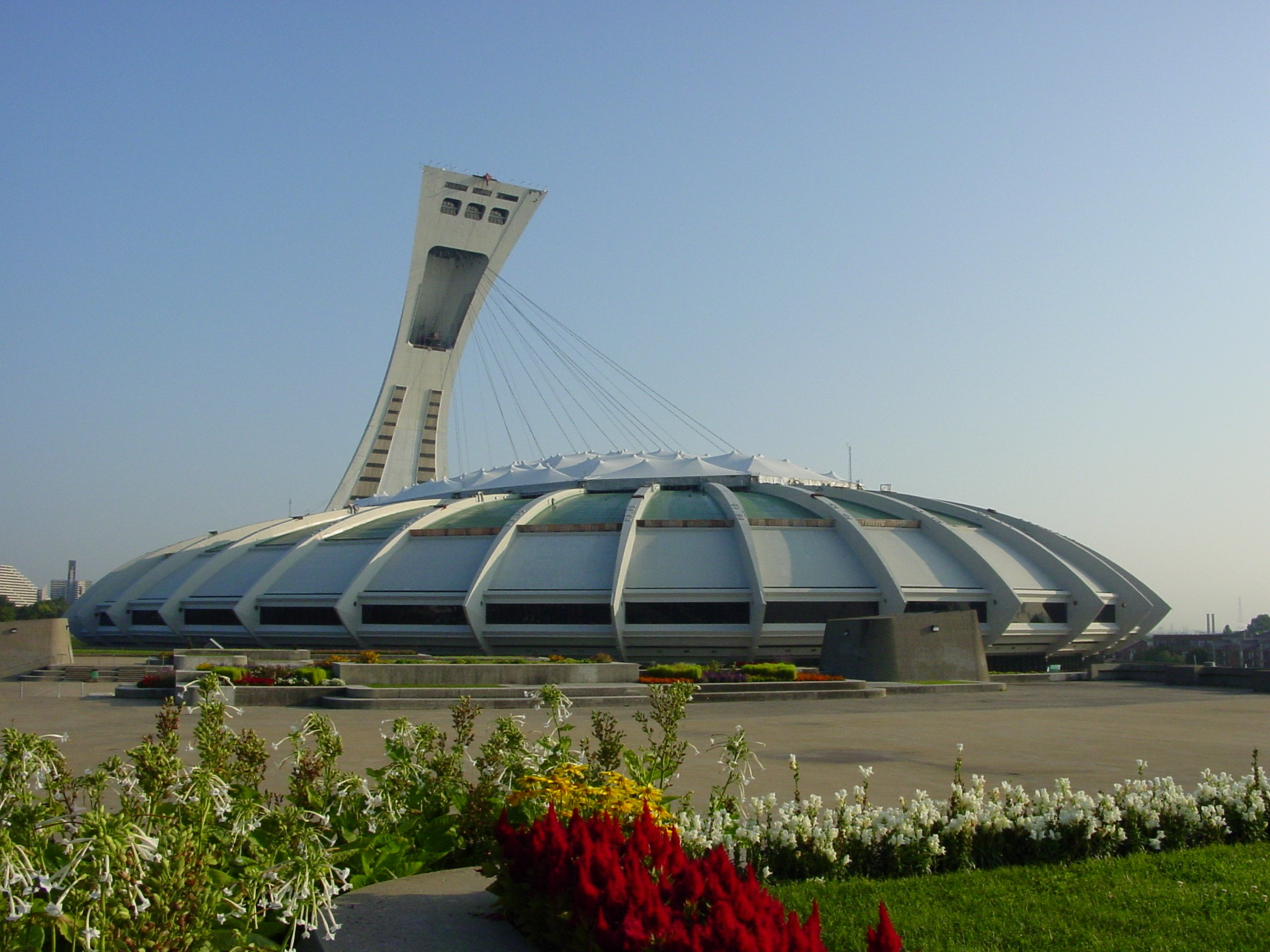
Stade olympique, avec sa tour, terminée après les Jeux olympiques.

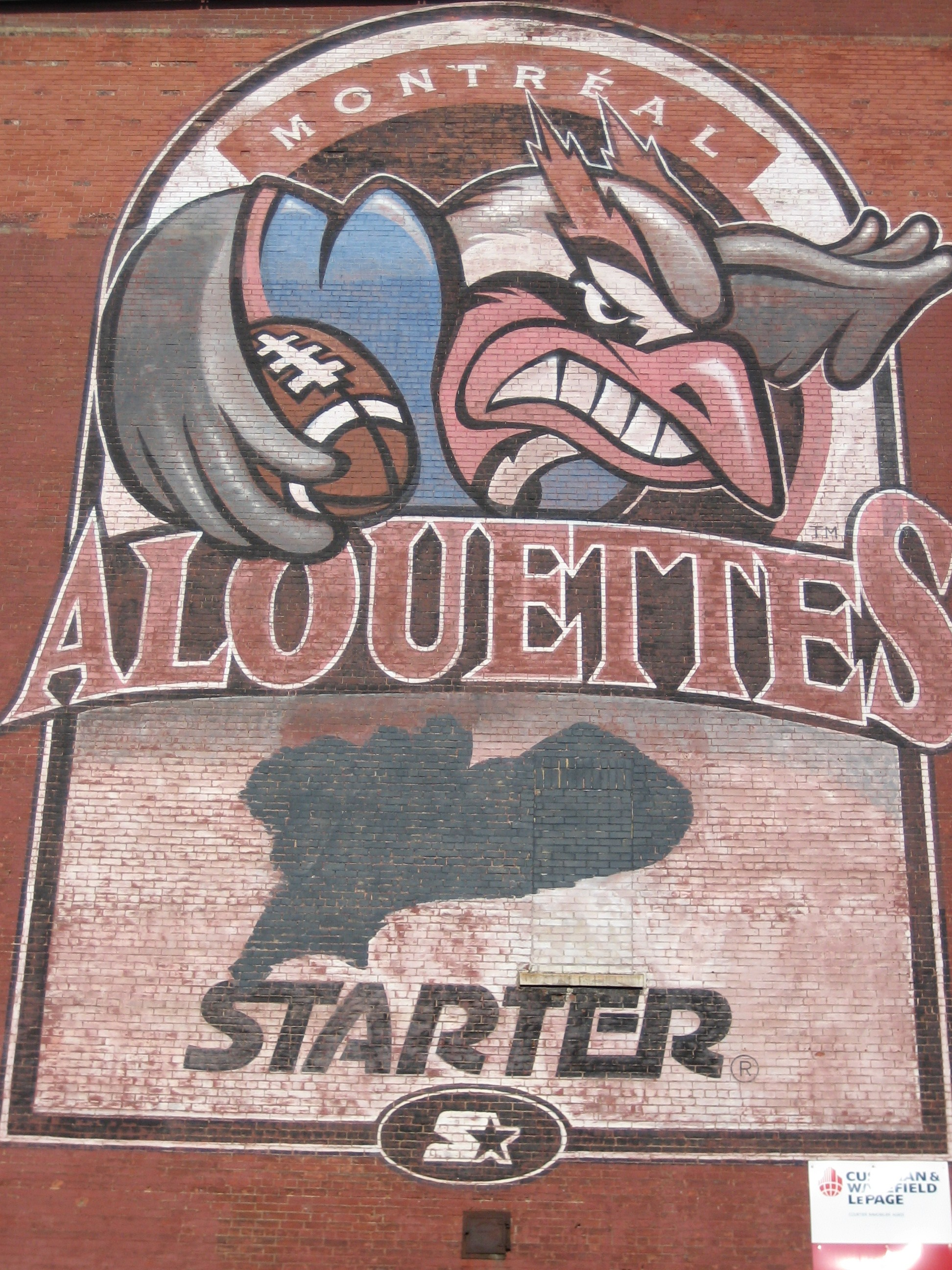
Murale dédiée à l'équipe de football des Alouettes de Montréal

Les Montréalais pratiquent plusieurs types d'activités sportives sur une base récréative grâce à la présence de nombreux clubs sportifs amateurs et associations sportives locales. La popularité des sports y est aussi favorisée par l'existence d'un réseau de terrains extérieurs et d'installations intérieures (aréna, gymnase, terrain intérieur de soccer). L'hiver, des anneaux de glace et des patinoires sont aménagés à l'extérieur. Le lac aux Castors, sur le mont Royal et l'anneau de glace dans le vieux-port permettent aux Montréalais de renouer avec la pratique du patinage dans une ambiance familiale. Le ski de fond est également une activité populaire et plusieurs centaines de kilomètres de sentiers balisés sont entretenus par la ville dans les parcs.

#### Événements sportifs
Au cours de son histoire, Montréal a été l'hôte de plusieurs événements sportifs majeurs, dont les Jeux olympiques d'été de 1976, les championnats mondiaux d'escrime en 1967, de cyclisme sur piste et de cyclisme sur route en 1974, d'aviron en 1984, de natation en 2005, la coupe Rogers de tennis, le Grand Prix du Canada de Formule 1.

##### Jeux olympiques
- Jeux olympiques d'été de 1976[146],[147].

##### Course automobile
- Grand prix du Canada de Formule 1 (sur le circuit Gilles-Villeneuve) de 1978 à 2008[148]. Après une interruption en 2009, le Grand Prix du Canada a lieu de nouveau depuis 2010[149] ;
- Nascar Nationwide Series (sur le circuit Gilles-Villeneuve), de 2007 à 2012[150] ;
- Nascar Canadian Tire Series (sur le circuit Gilles-Villeneuve), depuis 2007[151].

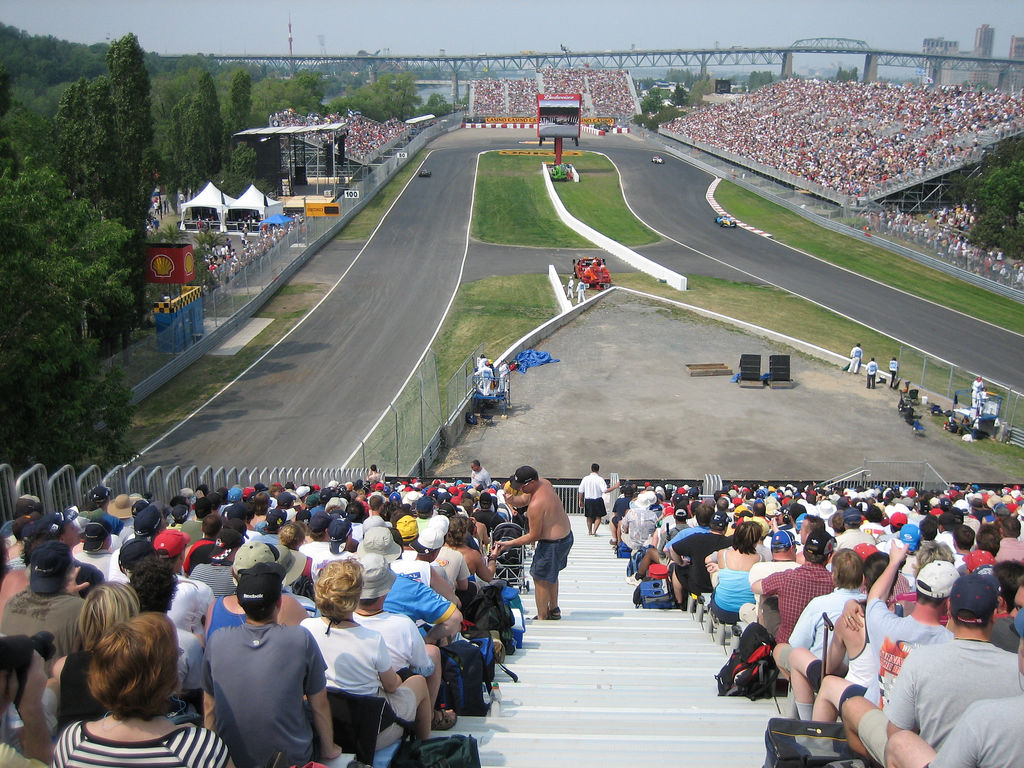
Grand prix du Canada, sur le circuit Gilles-Villeneuve.

##### Cyclisme
- Championnats du monde de cyclisme sur piste et sur route en 1974 ;
- Coupe du monde cycliste féminine de Montréal, depuis 1998 ;
- Tour de l'île de Montréal, depuis 1985 ;
- Grand Prix cycliste de Montréal (Pro Tour de l'UCI), depuis 2010.

##### Golf
- Championnat de Montréal du circuit Champions Tour de la PGA s'établit à Montréal en 2010 et, cela pour plusieurs années consécutives[152] (Il y a déjà eu des éditions de 1904, 1908, 1913, 1926, 1935, 1946, 1950, 1956, 1959, 1967, 1997 et 2001 — mais jamais un tournoi consacré à Montréal pour plusieurs années) ;

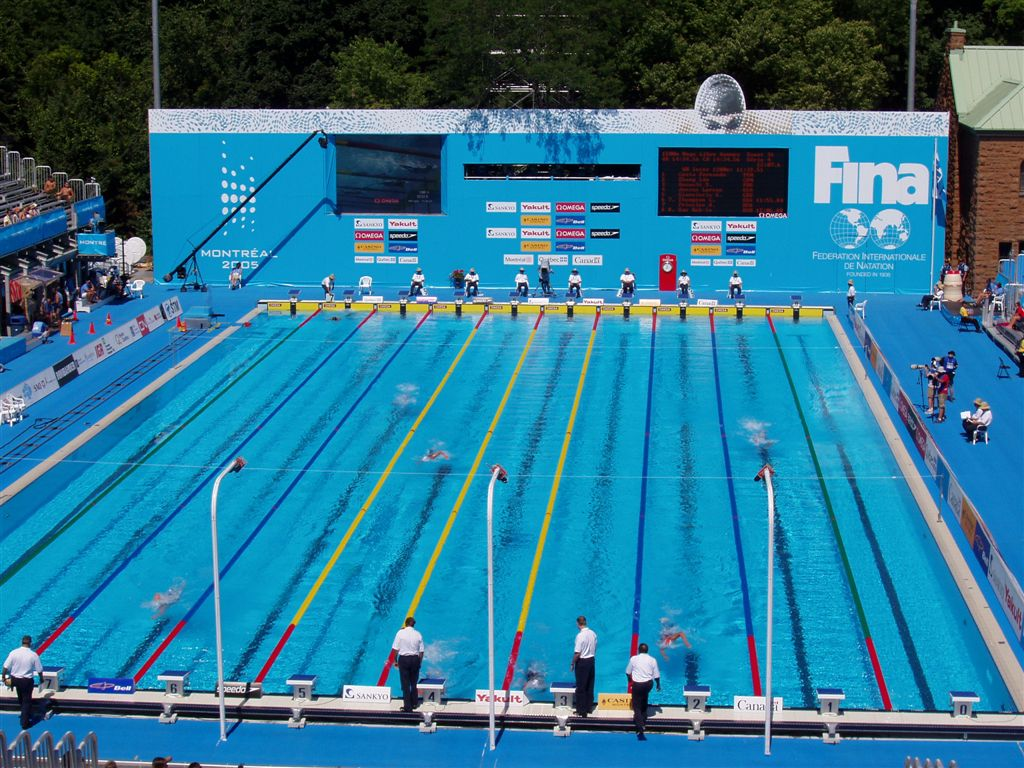
Les 11e championnats du monde FINA, 2005.

- 7e Presidents Cup, du 27 au 30 septembre 2007[153].

##### Marathon
- Marathon de Montréal, créé en 1979. Discontinué en 1990, l'événement fut repris à compter de 2003[154]. Depuis 2012 la course est sous l'égide de Competitor Group, Inc. (en) dans le cadre des Rock 'n' Roll Marathon Series (en). Le Marathon Oasis de Montréal (dénomination actuelle selon le nom du commanditaire) comprend le marathon, le demi-marathon et plusieurs compétitions secondaires.

##### Natation
- XIe championnats du monde de natation 2005 FINA du 17 au 31 juillet 2005[155],[156].

##### Soccer
Au Canada, le football est désigné par soccer. Voir « soccer », Grand Dictionnaire terminologique, Office québécois de la langue française. Aussi : OQLF, « Soccer ou football ».
- Coupe du monde de football des moins de 20 ans 2007 (10 matchs en juillet 2007)[157] ;

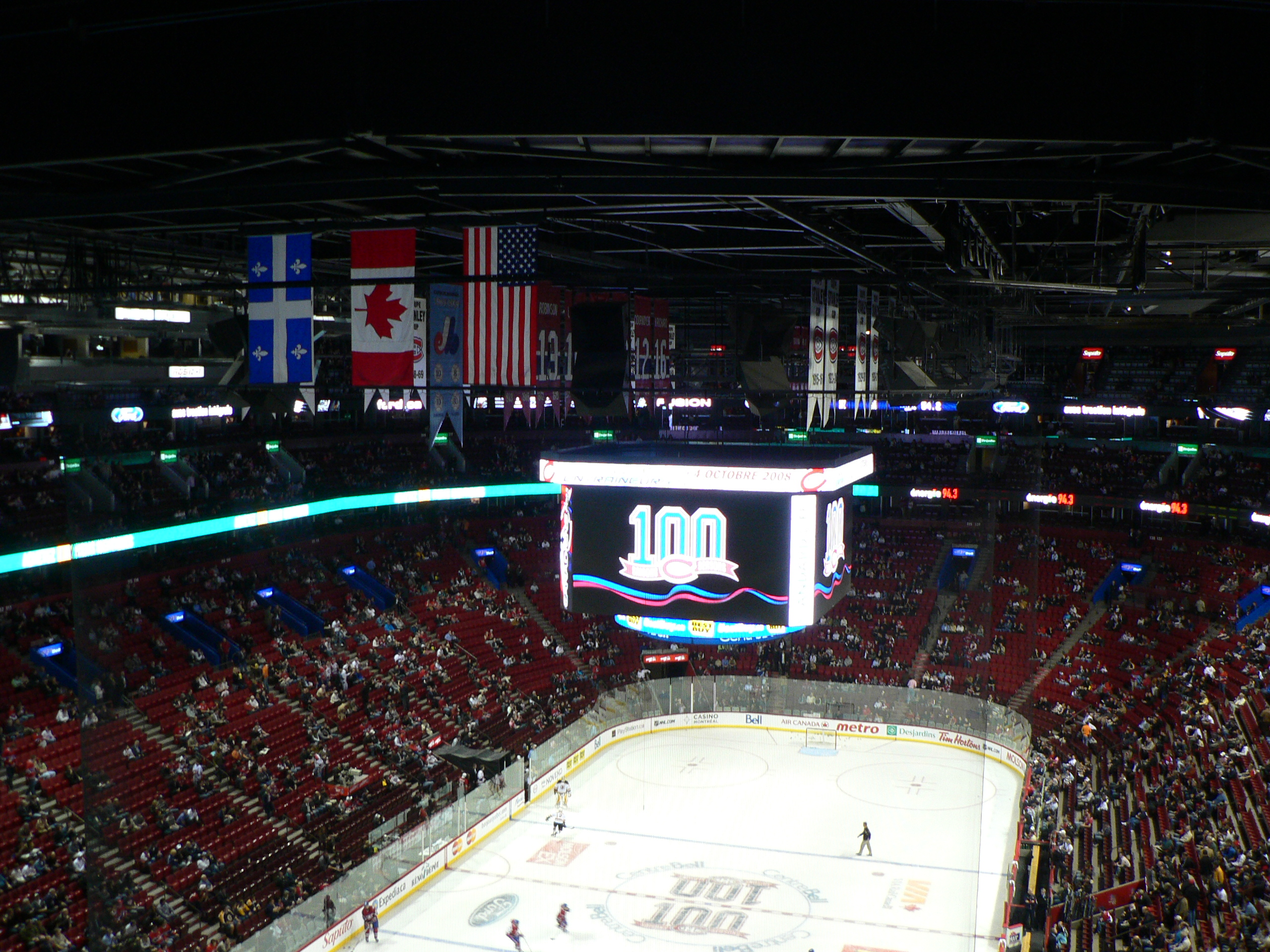
La patinoire du centre Bell.

- Coupe du monde de football féminin 2015 (9 matchs).

##### Tennis
- Masters de tennis du Canada, depuis 1989. Lors des années paires Montréal reçoit les femmes (WTA), alors que les années impaires Montréal reçoit les hommes (ATP), en alternance avec Toronto. En 2009, le tournoi de la coupe Rogers établit un record d'assistance, devenant le premier tournoi d'une semaine à attirer une affluence de plus de 200 000 spectateurs. C'était également la première fois que les huit meilleurs joueurs au monde, selon le classement ATP, se retrouvaient tous en quart de finale[158].

##### Jeux du Québec
- Montréal a accueilli les Jeux du Québec durant les hivers 1972, 1977, 1983 et les étés 1997, 2001 et 2016[159].

##### Outgamesmondiaux
- Montréal a accueilli les premiers Outgames mondiaux du 29 juillet au 5 août 2006 sous le nom de Rendez-vous Montréal 2006.

#### Équipes sportives les plus importantes
Le sport professionnel à Montréal constitue une dimension essentielle de l'intégration de Montréal au continent nord-américain. Montréal possède plusieurs équipes sportives professionnelles qui sont des franchises de grandes ligues continentales.
Franchises sportives majeures actuelles :
| Club                  | Ligue                                                      | Enceinte                        | Fondation | Championnats                     |
| --------------------- | ---------------------------------------------------------- | ------------------------------- | --------- | -------------------------------- |
| Canadiens de Montréal | LNH (hockey sur glace)                                     | Centre Bell                     | 1909      | 24 Coupe Stanley (23 LNH, 1 ANH) |
| Alouettes de Montréal | LCF (football canadien)                                    | Stade Percival-Molson           | 1946      | 8                                |
| Club de Foot Montréal | MLS (soccer)                                               | Stade Saputo                    | 1993      | 5 Championnat Canadien           |
| Alliance de Montréal  | Ligue élite canadienne de basketball (basket-ball)         | Auditorium de Verdun            | 2021      | 0                                |
| Victoire de Montréal  | Ligue professionnelle de hockey féminin (hockey sur glace) | Place Bell                      | 2023      | 0                                |
| Roses de Montréal     | Super ligue du nord (soccer)                               | Centre sportif Bois-de-Boulogne | 2024      | 0                                |

Franchises majeures passées :
| Club                    | Ligue                                  | Enceinte                    | Existence | Championnats |
| ----------------------- | -------------------------------------- | --------------------------- | --------- | ------------ |
| Expos de Montréal       | LMB (baseball)                         | Stade olympique de Montréal | 1969-2004 | 0            |
| Maroons de Montréal     | LNH                                    | Forum de Montréal           | 1924-1938 | 2            |
| Manic de Montréal       | Ligue nord-américaine de soccer (LNAS) | Stade olympique             | 1981-1983 | 0            |
| Express de Montréal     | Ligue Nationale de Crosse              | Centre Bell                 | 2004      | 0            |
| Roadrunners de Montréal | Ligue Nationale de Roller-Hockey       | Centre Molson               | 1996-1999 | 0            |
| Machine de Montréal     | World League of American Football      | Stade olympique             | 1991-1992 | 0            |

### Santé
Le système de santé à Montréal est réparti entre deux réseaux universitaires intégrés de santé et de services sociaux (RUISSS) : celui de l'Université de Montréal (UdeM) et celui de l'Université McGill. Le RUISSS de l'UdeM rassemble trois centres intégrés universitaires de santé et de services sociaux (CIUSSS) et quatre établissements non fusionnés au sein d'un CIUSSS. Ces derniers sont le CHUM, le CHU Sainte-Justine, l'ICM et l'Institut Philippe-Pinel. Le RUISSS McGill, pour sa part, compte deux CIUSSS et un établissement non fusionné, le CUSM.

#### Centres intégrés universitaires de santé et de services sociaux (CIUSSS)
Les CIUSSS sont des organismes publics chargés de prodiguer les soins de santé et les services sociaux dans une région donnée. Outre des centres hospitaliers (CH), ils regroupent des centres d'hébergement et de soins de longue durée (CHSLD), des centres locaux de services communautaires (CLSC), des centres de protection de l'enfance et de la jeunesse (CPEJ) et des centres de réadaptation (CR).
| RUISSS | CIUSSS                            | Installations principales                                                                                                |
| ------ | --------------------------------- | --- |
| McGill | Centre-Ouest-de-l'Île-de-Montréal | Hôpital général juif |
| UdeM   | Centre-Sud-de-l'Île-de-Montréal   | Hôpital Notre-Dame, Hôpital chinois de Montréal, Institut universitaire de gériatrie de Montréal, Institut Raymond-Dewar |
| McGill | Ouest-de-l'Île-de-Montréal        | Hôpital Sainte-Anne, Institut universitaire en santé mentale Douglas                                                     |
| UdeM   | Nord-de-l'Île-de-Montréal         | Hôpital du Sacré-Cœur de Montréal                                                                                        |
| UdeM   | Est-de-l'Île-de-Montréal          | Institut universitaire en santé mentale de Montréal, Hôpital Maisonneuve-Rosemont                                        |

#### Mégahôpitaux

##### Centre universitaire de santé McGill (CUSM)

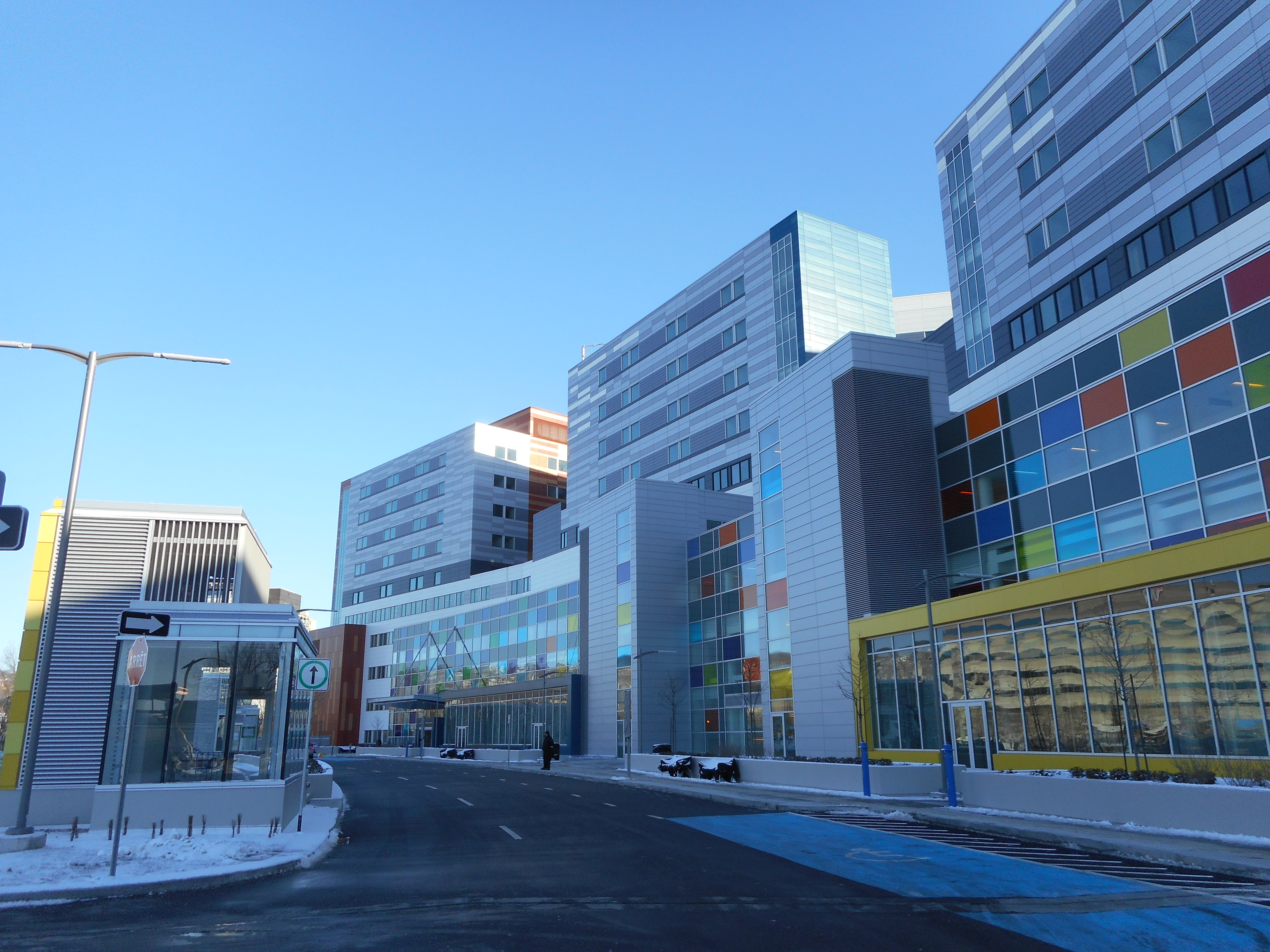
Le site Glen du CUSM.

Fondé en 1997 de la fusion de plusieurs hôpitaux bilingues, le CUSM emploie 1 587 médecins, dentistes et pharmaciens, 2 715 chercheurs et enseignants et reçoit plus de 700 000 patients chaque année. Les installations principales se trouvent au sein du super-hôpital du site Glen, construit en 2015.
- Site Glen, 500 lits, où sont regroupés les hôpitaux suivants :
  - Hôpital de Montréal pour enfants ;
  - Hôpital Royal Victoria ;
  - Institut thoracique de Montréal.
- Hôpitaux satellites :
  - Hôpital général de Montréal ;
  - Institut neurologique de Montréal ;
  - Hôpital de Lachine et le pavillon Camille-Lefebvre.

##### Centre hospitalier de l'Université de Montréal (CHUM)

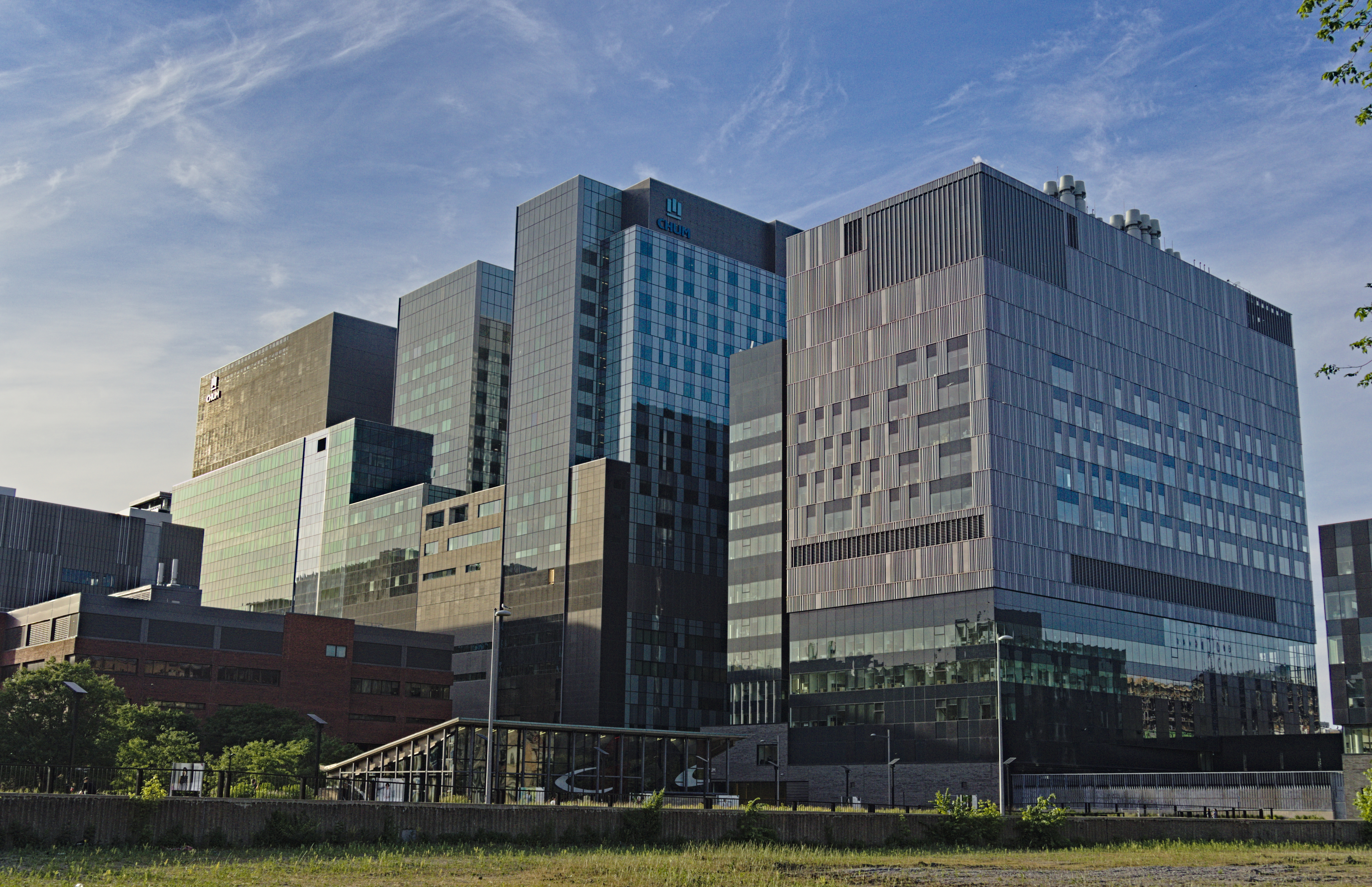
Le CHUM en 2021.

Le CHUM emploie 881 médecins, 1 300 chercheurs et enseignants et reçoit plus de 500 000 patients en hospitalisation chaque année. Il compte 772 lits et 39 salles opératoires. Il intègre aussi, sous le nom de pavillon Jeanne-Mance, l'Hôtel-Dieu de Montréal, premier hôpital de la ville, fondé en 1645. Il fait partie du Réseau universitaire intégré de santé et de services sociaux de l'Université de Montréal (RUISSS de l'UdeM).
- Hôpitaux partenaires :
  - Institut de cardiologie de Montréal ;
  - Institut national de psychiatrie légale Philippe-Pinel ;
  - Centre hospitalier universitaire Sainte-Justine, l'un des plus grands hôpitaux pour enfants d'Amérique du Nord.

### Éducation

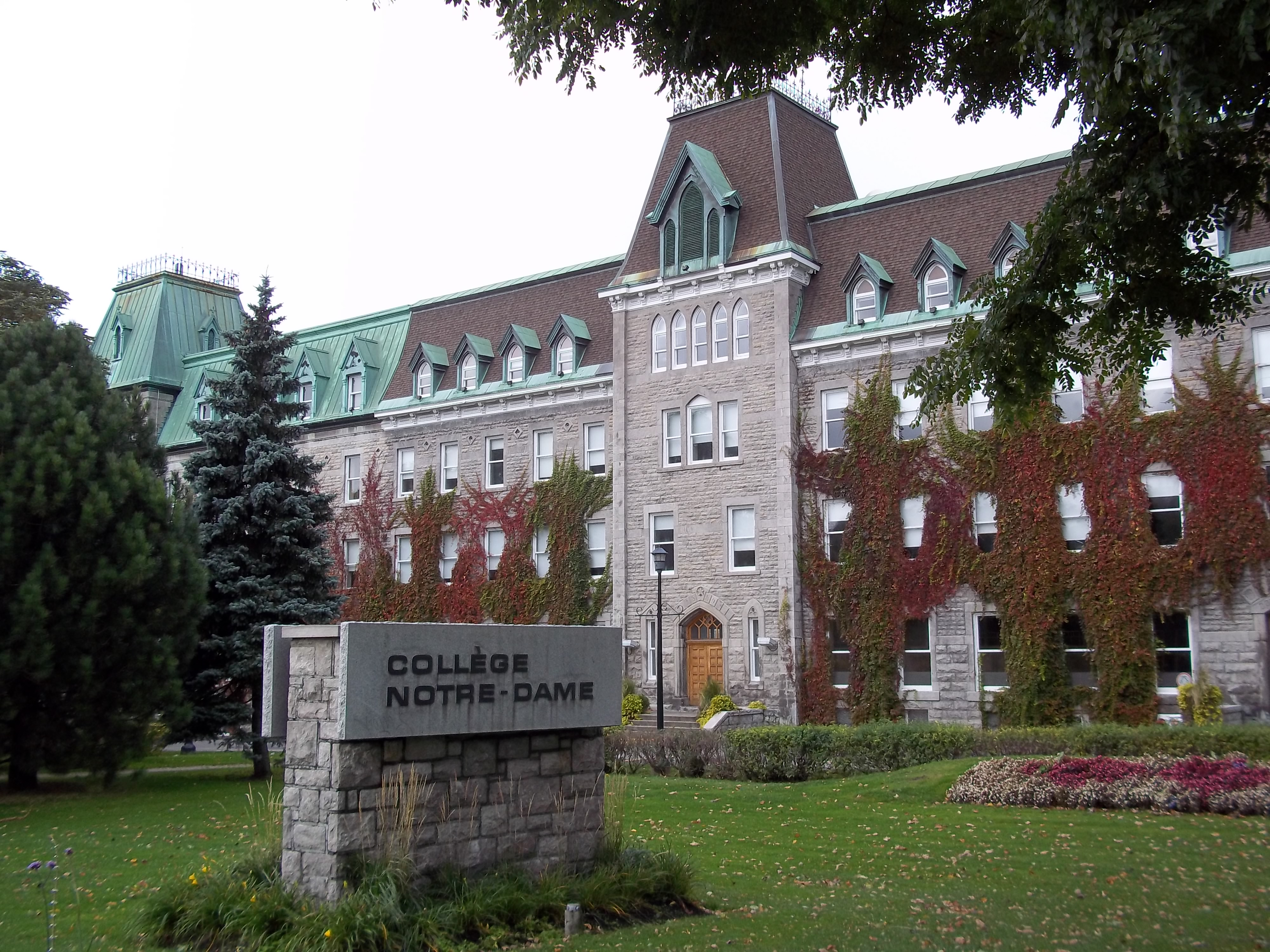
Le collège privé Notre-Dame.

Montréal est constamment en tête de file des meilleures villes étudiantes au monde. Ainsi en 2013, selon The Economist, Montréal se classe au premier rang mondial comme destination pour des études à l'étranger, devant Londres. Selon le palmarès 2017 de QS Best Student Cities, la métropole québécoise serait la meilleure ville au monde où étudier. Avec plus de 170 000 étudiants, la ville est au deuxième rang des métropoles nord-américaines quant au nombre d'étudiants universitaires par habitant. En 2011, plus de 60 % de la population montréalaise détenait un certificat, diplôme ou grade de niveau post-secondaire.

#### Enseignement primaire et secondaire
Dès 1658 est fondée, par Marguerite Bourgeoys, une première école catholique, sur l'actuelle rue Saint-Dizier dans le Vieux-Montréal.
En 2022-2023, 250 122 élèves étaient inscrits dans les écoles primaires et secondaires situées sur le territoire de Montréal, dans un total de 268 écoles primaires (233 francophones et 35 anglophones) et 75 écoles secondaires (58 francophones, 16 anglophones et 1 bilingue),. L'administration de ces établissements d'enseignement est partagée par cinq commissions scolaires dont trois sont francophones (f) et deux anglophones (a) :
- la commission scolaire de Montréal (f) 110 345 élèves (40 %) ;
- la commission scolaire Marguerite-Bourgeoys (f) 53 000 élèves (20 %) ;
- la commission scolaire de la Pointe-de-l'Île (f) 44 224 élèves (20 %) ;
- la commission scolaire Lester-B.-Pearson (a) 20 000 élèves (10 %) ;
- la commission scolaire English-Montréal (a) 19 000 élèves (10 %).

#### Enseignement supérieur

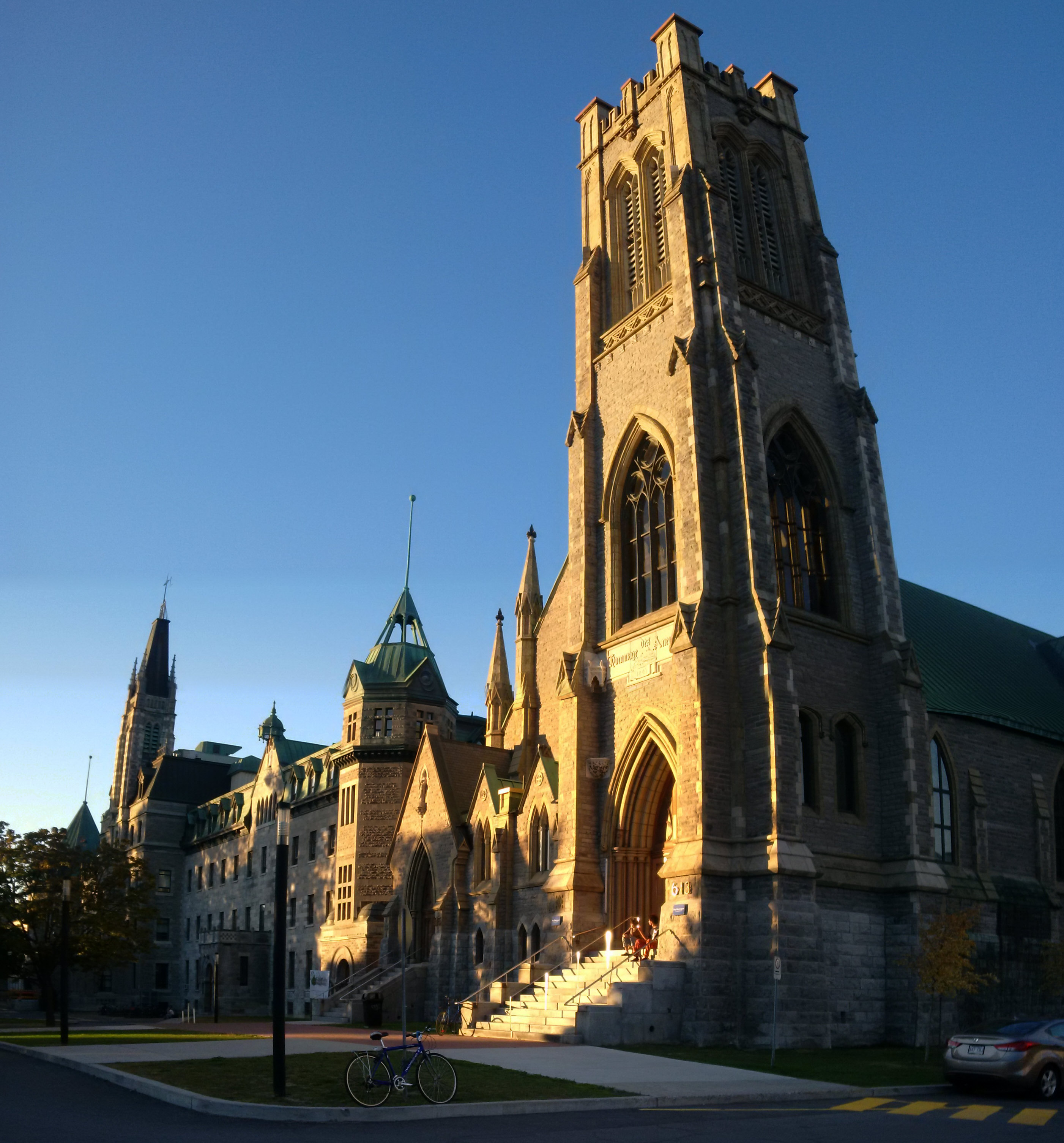
Le CÉGEP de Saint-Laurent.

En 2020, Montréal accueille 320 000 étudiants dans ses 12 cégeps et 11 universités. Montréal a été nommée en 2025 meilleure ville étudiante en Amérique du Nord pour la huitième année consécutive selon le classement QS Best Student Cities .

##### Collèges
Le système éducatif du Québec est différent des autres systèmes nord-américains. Après le secondaire (qui s'achève à la onzième année) les étudiants peuvent poursuivre dans les collèges d'enseignement général et professionnel (cégeps), offrant des programmes pré-universitaires (2 ans) et techniques (3 ans). À Montréal, 9 cégeps offrent des cours en français et 3 en anglais. En plus de ces établissements publics, Montréal possède 14 collèges privés subventionnés et 33 non subventionnés.

##### Universités francophones

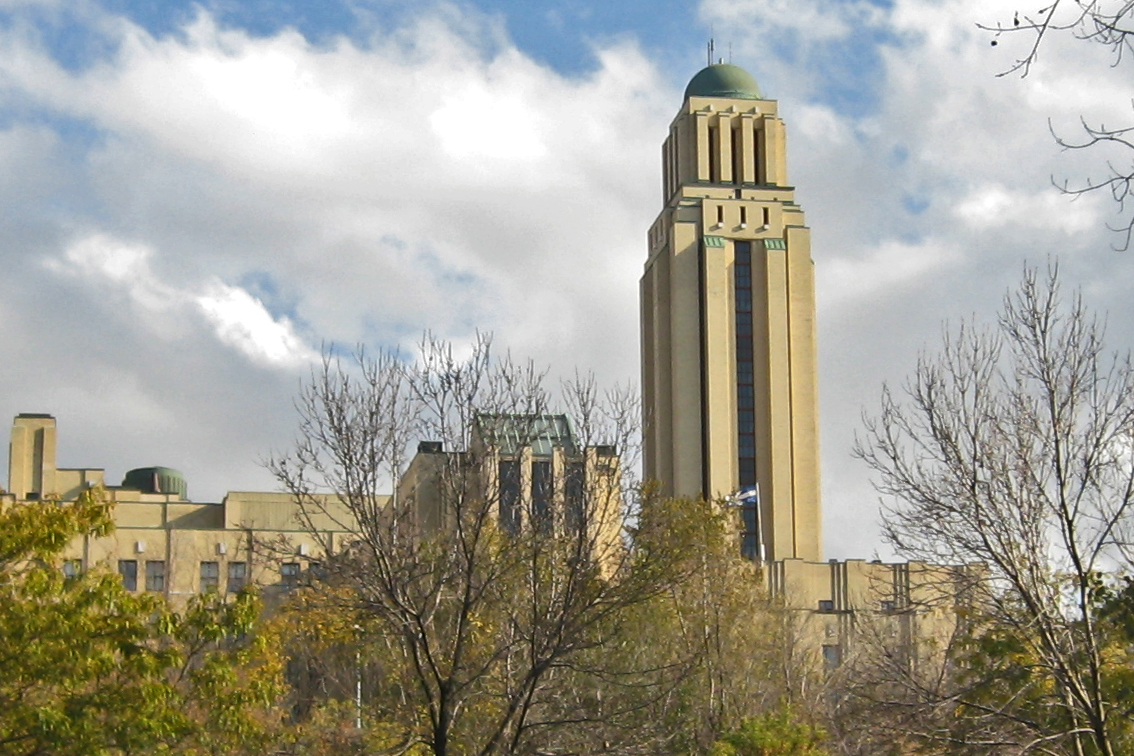
L'Université de Montréal, sur le flanc nord du mont Royal.

- L'Université de Montréal (UdeM) est l'une des dix grandes universités du Canada. Elle est la première université francophone canadienne et la deuxième plus grande au monde après la Sorbonne, en France[réf. souhaitée]. Selon le Times Higher Education Supplement, elle serait l'une des 100 meilleures universités au monde[171]. L'Université de Montréal a deux écoles de niveau universitaire affiliées, HEC Montréal et Polytechnique Montréal, toutes deux situées sur le campus. Le Centre hospitalier de l'Université de Montréal (CHUM), déménagé au centre-ville, regroupe les hôpitaux affiliés à l'université avec le nouveau Centre de recherche du Centre hospitalier de l'Université de Montréal (CRCHUM) ;
- L'Université du Québec à Montréal (UQAM) fait partie du réseau public de l'Université du Québec. Son campus principal est situé au cœur du quartier latin, près des rues Saint-Denis et Sainte-Catherine, tandis que les bâtiments abritant principalement la faculté des sciences se retrouvent quelque peu à l'ouest à proximité de la rue Saint-Urbain. L'École des sciences de la gestion (ESG), l'École de design et l'École supérieure de mode de Montréal constituent certaines des composantes de l'université. Par ailleurs, l'École nationale d'administration publique (ÉNAP), la TÉLUQ, l'École de technologie supérieure (ÉTS) ainsi que l'Institut national de la recherche scientifique (INRS) sont plutôt des institutions constituantes du réseau même de l'Université du Québec.

##### Universités anglophones

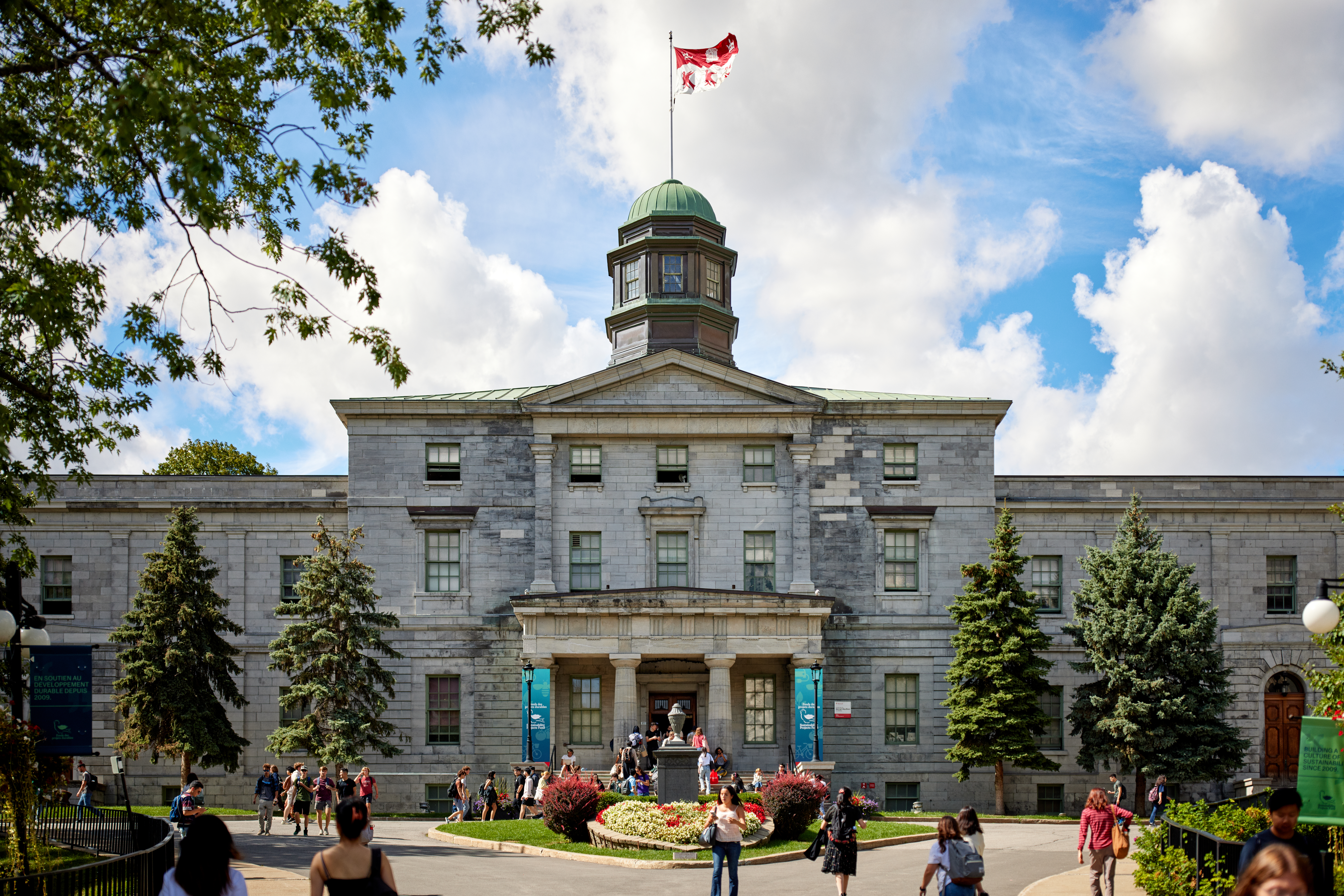
Le pavillon des arts de l'Université McGill.

- L'Université McGill, à la réputation plus traditionaliste qu'avant-gardiste[réf. souhaitée], est l'une des universités les plus anciennes et les plus prestigieuses du Canada[réf. souhaitée]. En 2015, elle était classée meilleure université canadienne pour la onzième année consécutive par Maclean's[172] et 24e au niveau mondial par le classement mondial des universités QS[173]. L'Université McGill est située au cœur du centre-ville, à proximité du ghetto McGill, quartier à forte population étudiante. Elle est associée au collège Marianopolis pour son programme de musique. L'hôpital Royal Victoria, autrefois situé sur le campus, fait partie, avec l'hôpital général de Montréal et de l'hôpital général juif, du Centre universitaire de santé McGill. En plus de son campus du centre-ville de Montréal, l'Université détient le campus Macdonald dans l'Ouest de l'Île, à Sainte-Anne-de-Bellevue.
- L'Université Concordia, de réputation plus moderne et ouverte à tous, est officiellement bilingue : les élèves peuvent remettre leurs travaux et faire leurs examens en français ou en anglais. Concordia est actuellement en expansion, avec la construction et l'acquisition de nouveaux édifices, dont le moderne pavillon d'informatique, génie électrique et arts, ainsi que l'édifice historique de l'ancien couvent des Sœurs grises. L'Université Concordia est composée du campus Sir-George-Williams dans le centre-ville de Montréal (station de métro Guy-Concordia) et du campus Loyola dans le quartier résidentiel de Notre-Dame-de-Grâce (station de métro Vendôme).

## Économie

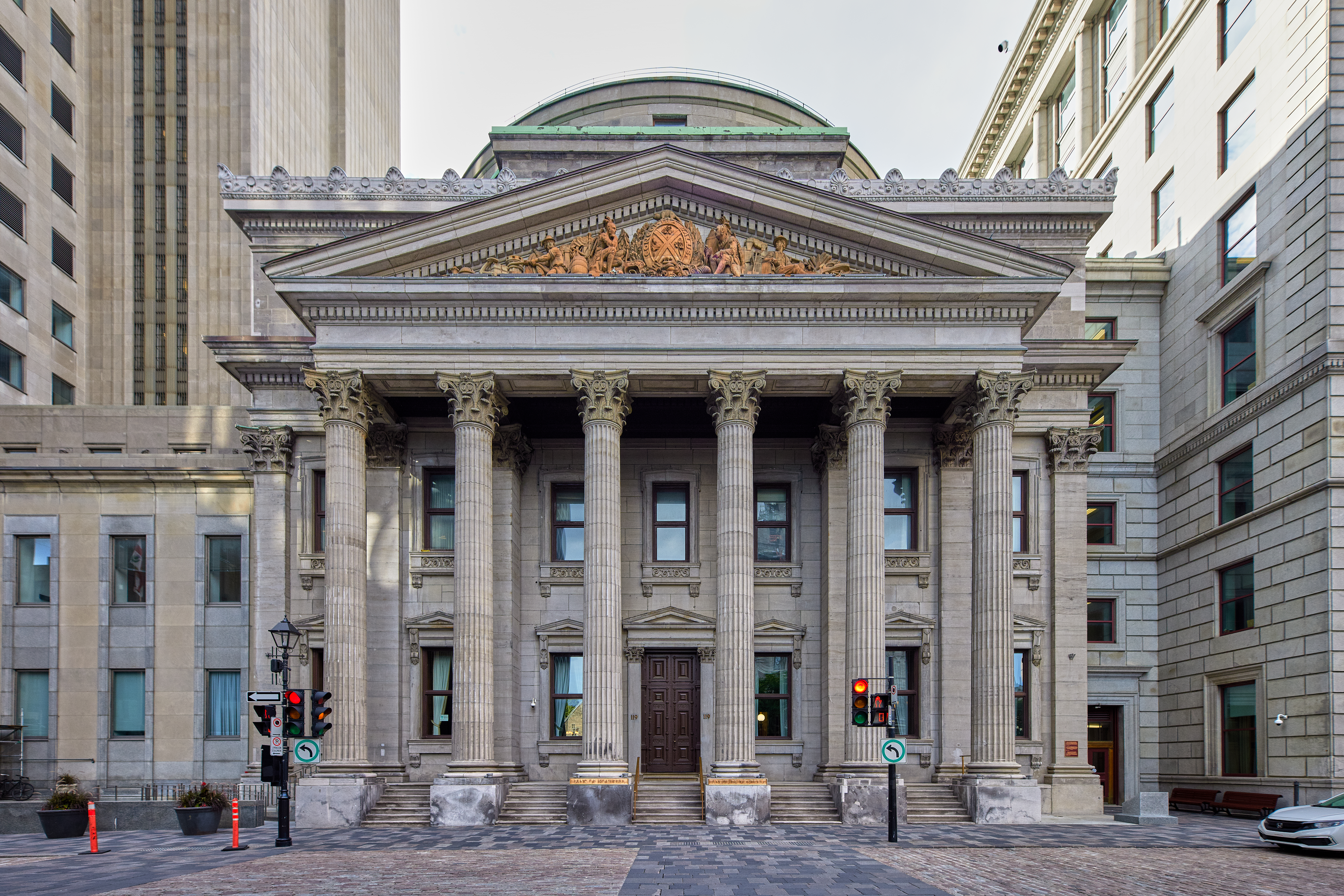
L'édifice de la Banque de Montréal face à la place d'Armes, dans le Vieux-Montréal.

Seconde métropole du Canada, Montréal est un centre culturel, industriel, commercial et financier important, dont la prospérité repose « sur des échanges soutenus de biens avec des marchés régionaux et internationaux ».
La ville et sa région immédiate possèdent l'économie la plus diversifiée au Canada. Les industries montréalaises incluent les télécommunications, l'aéronautique, la pharmaceutique, les hautes technologies, les études supérieures, les jeux vidéo, le textile, la mode, l'électronique, le matériel de transport, le tabac et l'imprimerie. Parmi les compagnies importantes ou particulièrement connues de la région montréalaise, on peut citer Bombardier, Hydro-Québec, BCE, Power Corporation, le Canadien National, la Banque nationale du Canada, Air Canada, Rio Tinto Alcan, SNC-Lavalin, Saputo, CGI, Québecor, Domtar, Air Transat, Transcontinental et Métro Richelieu.

### Secteur primaire
Avec l'étalement urbain, les terres arables disparaissent de Montréal, sauf à l'extrême ouest de l'île où est conservé un parc agricole de 191 ha. L'agriculture en serre sur les toits de la ville se développe avec des initiatives citoyennes ou commerciales comme les Fermes Lufa depuis 2011. Jusque dans les années 1930, Montréal comptait plusieurs carrières de pierre calcaire. Celles qui ne sont pas remblayées sont converties en sites d'enfouissement ou dépôt à neige,. Seule la carrière de granulat Lafarge de Montréal-Est, datant de 1910, est encore en activité. De l'une des carrières devenues décharges puis parcs urbains, du biogaz est extrait qui permet la production d'électricité.

### Secteur secondaire

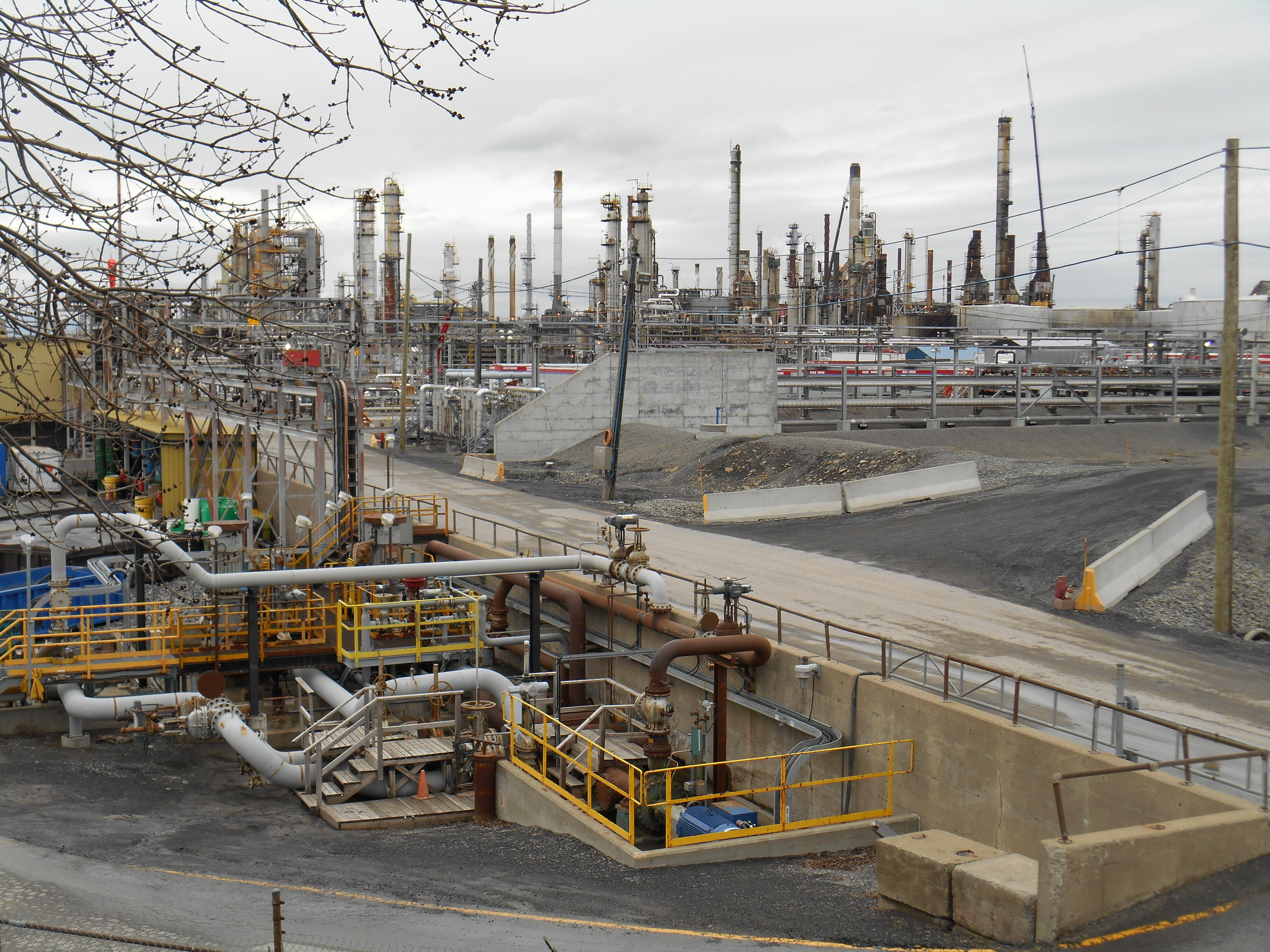
La raffinerie Suncor de Montréal-Est.

Montréal est une importante ville portuaire, à l'embouchure de la voie maritime du Saint-Laurent qui la relie aux centres industriels des Grands Lacs. En tant que port le plus important de l'Est du Canada, c'est un point de transbordement pour les céréales, les produits pétroliers, la machinerie et les produits manufacturés. Premier port du pays en termes de trafic de conteneurs, le trafic y totalisait près de 26 millions de tonnes métriques de marchandises. Pour cette raison, la ville fait partie de l'axe principal des chemins de fer canadiens et demeure une ville ferroviaire majeure.
L'industrie pétrochimique, très présente à l'est de l'île, formait jusqu'à la fermeture de la raffinerie Shell en 2010 le plus grand centre de raffinage de la province. Depuis, les raffineries de Suncor et Gulf Oil conservent une capacité combinée de 225 000 barils par jour. Le pétrole et les produits distillés y sont transportés par quatre oléoducs, par trains, bateaux et camions. Les carburants n'y sont cependant pas la seule production, les usines de Parachem, Indorama PTA et Selenis forment par exemple une chaîne complète de synthèse du polyester.
L'industrie aéronautique emploie environ 40 000 personnes dans la région montréalaise. Cette industrie, qui comprend des maîtres d'œuvre, dont Bombardier Aéronautique et Bell Helicopter sont les plus importants, des équipementiers (Honeywell, Lokheed Martin, Thales) et des sous-traitants, produit la principale exportation montréalaise.

### Secteur tertiaire

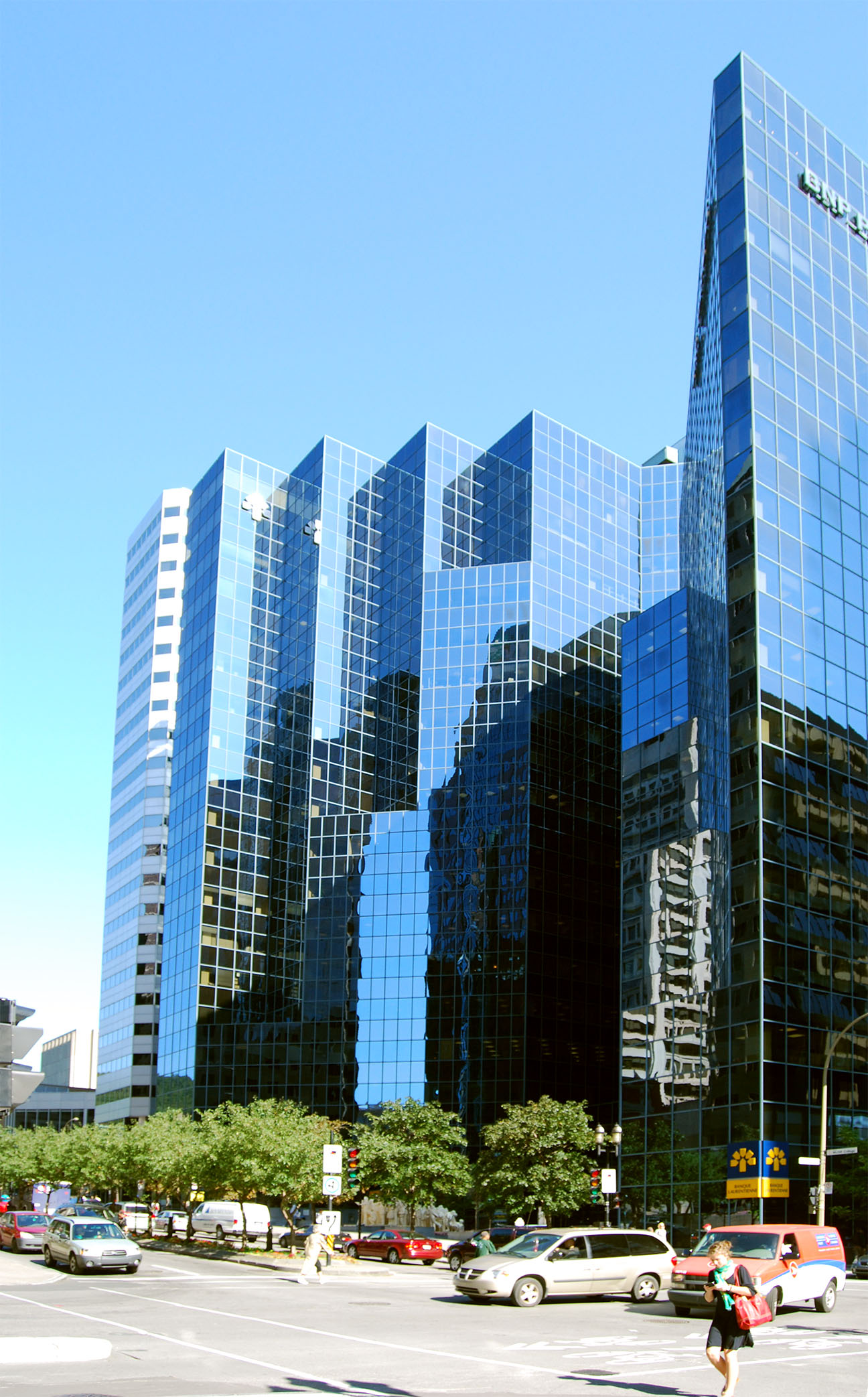
L'édifice de la banque BNP-Paribas et de la tour de la Banque Laurentienne sur l'avenue McGill College.

Montréal possède un marché boursier avec la bourse de Montréal. Depuis le 7 décembre 2005, cette dernière est unie au Chicago Climate Exchange afin de créer le marché climatique de Montréal, un marché de produits environnementaux.
L'industrie vidéoludique connaît une explosion depuis 1997 et l'ouverture d'Ubisoft Montreal. Plus récemment[Quand ?], la ville a attiré des studios de renommée mondiale tels que Electronic Arts, Eidos Interactive, BioWare, THQ et Gameloft Montréal. Grâce à une main d'œuvre locale spécialisée et des crédits d'impôts aux entreprises, Montréal est devenu l'un des cinq pôles mondiaux de développement de médias numériques interactifs avec 85 entreprises et 5 300 emplois.
En 2012, l'agglomération de Montréal accueille presque 8 millions de touristes, en hausse de 6,5 % depuis 2008. Traveler's Digest et askmen.com ont classé Montréal parmi les « 29 villes à visiter » dans le monde.

#### Organisations
Deuxième ville onusienne et deuxième ville consulaire d'Amérique du Nord, après New York, Montréal possède près de 72 sièges d'organisations internationales, dont 67 organisations non gouvernementales (ONG). Parmi celles-ci, se trouvent notamment :
- l'Organisation de l'aviation civile internationale (OACI), une agence des Nations unies ;
- l'Association internationale du transport aérien (IATA) ;
- l'Agence mondiale antidopage (AMA), un organisme olympique ;
- l'Institut de statistique de l'UNESCO (ISU).

De plus, plusieurs organisations travaillent au rayonnement économique de l'agglomération : la Chambre de commerce du Montréal métropolitain au niveau de la concertation des gens d'affaires, Montréal International pour attirer organismes internationaux et investisseurs étrangers ainsi que Tourisme Montréal pour faire la promotion du tourisme vers la métropole québécoise. En 2011, l'Union des associations internationales classe Montréal au premier rang en Amérique des villes accueillant des évènements associatifs internationaux. En 2012, le palais des congrès de Montréal est finaliste pour le prix APEX du meilleur centre de congrès au monde,.

### Statistiques
Montréal générait, au 4e trimestre 2015, un produit intérieur brut (PIB) de 169 milliards de dollars canadiens de 2002, représentant 53 % du PIB du Québec et 10 % du PIB du Canada.

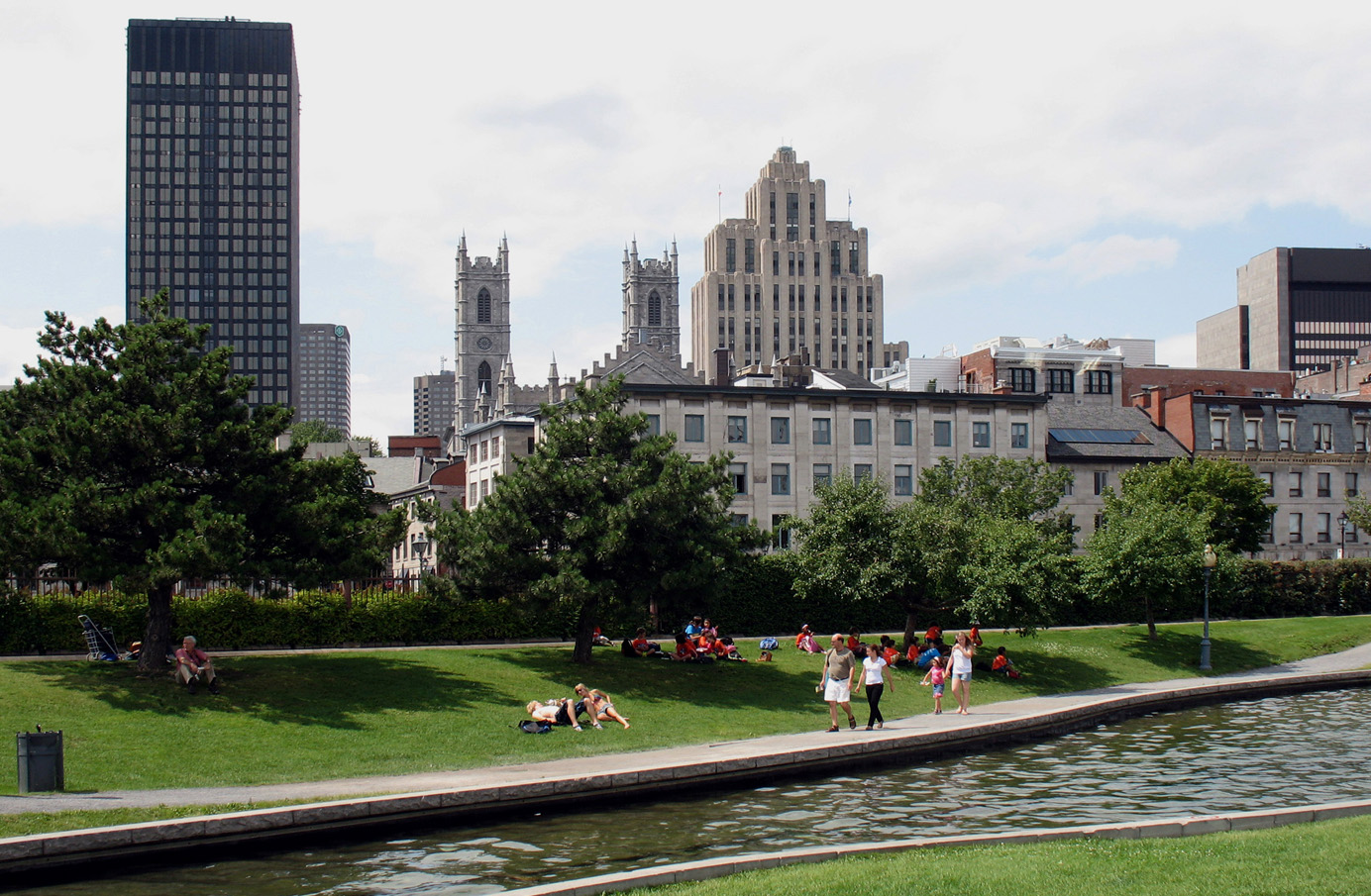
Vieux-Montréal vu du Vieux-Port.

Les secteurs d'activités de la population montréalaise sont :
- services à la consommation : 25 % ;
- services gouvernementaux, d'enseignement et de santé : 20,8 % ;
- secteur manufacturier : 16,8 % ;
- services à la production : 14,2 % ;
- services de distribution : 9,2 % ;
- secteur de la construction : 2,7 %.

En février 2019, le taux de chômage était de 7,3 % sur l'île de Montréal, avec un taux de faible revenus de 14,7 % dans la ville en 2014. Les taux les plus élevés se rencontrent dans les arrondissements de Ville-Marie, Mercier–Hochelaga-Maisonneuve, Villeray–Saint-Michel–Parc-Extension, Verdun, Sud-Ouest, Lasalle et Montréal-Nord.
Selon un rapport du Centre d'étude sur la pauvreté et l'exclusion, depuis 1997 la pauvreté avait reculé partout au Québec sauf à Montréal. Un rapport fédéral de 2015 a identifié 3 016 itinérants dans la ville.
Les loyers ont beaucoup augmenté en quelques années, aboutissant à une crise du logement. En 2021, plus de 100 000 familles aux revenus modestes habitent des logements trop petits ou insalubres.

## Transports

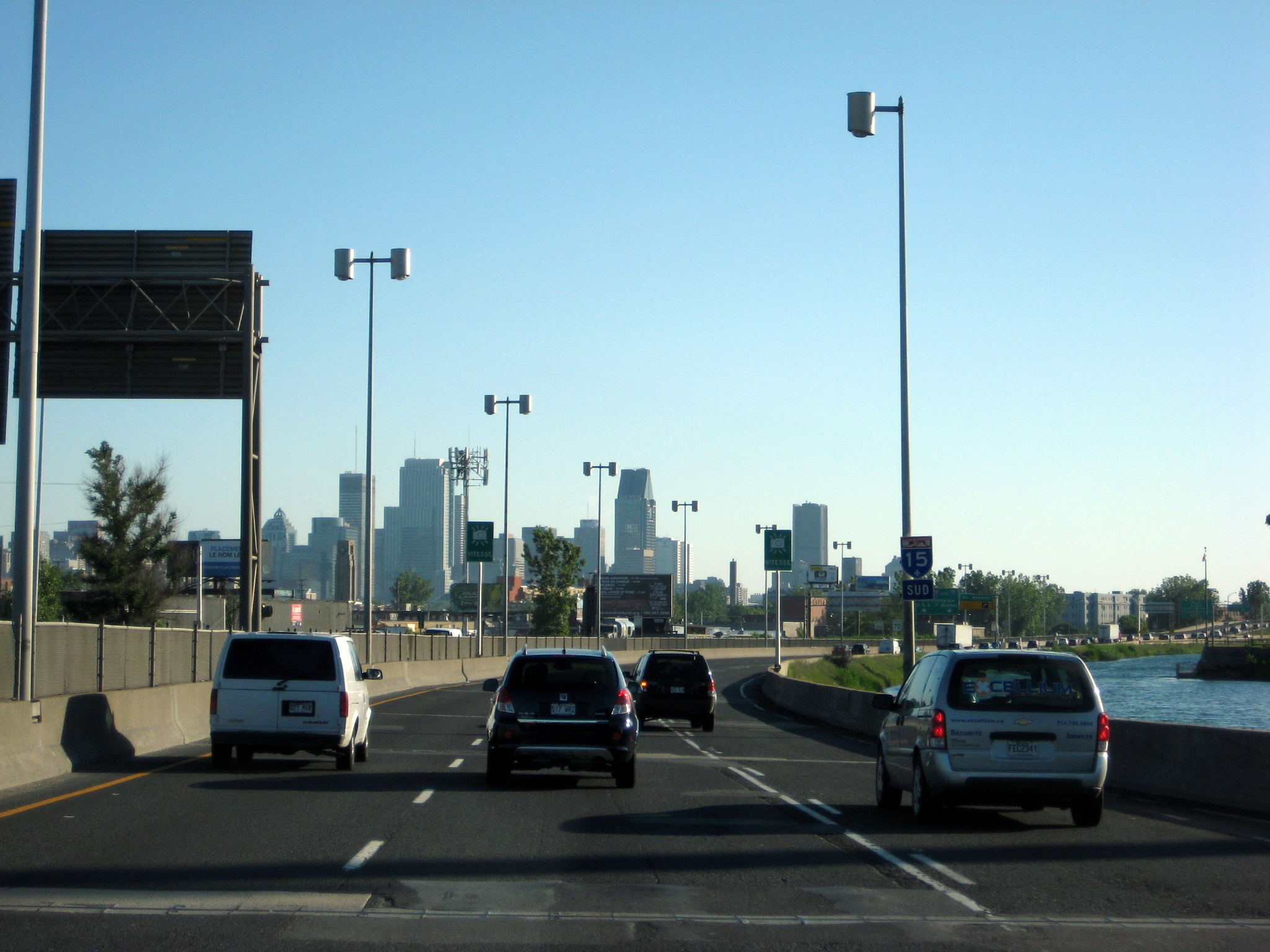
Autoroute 15/20, direction sud, kilomètre 62.

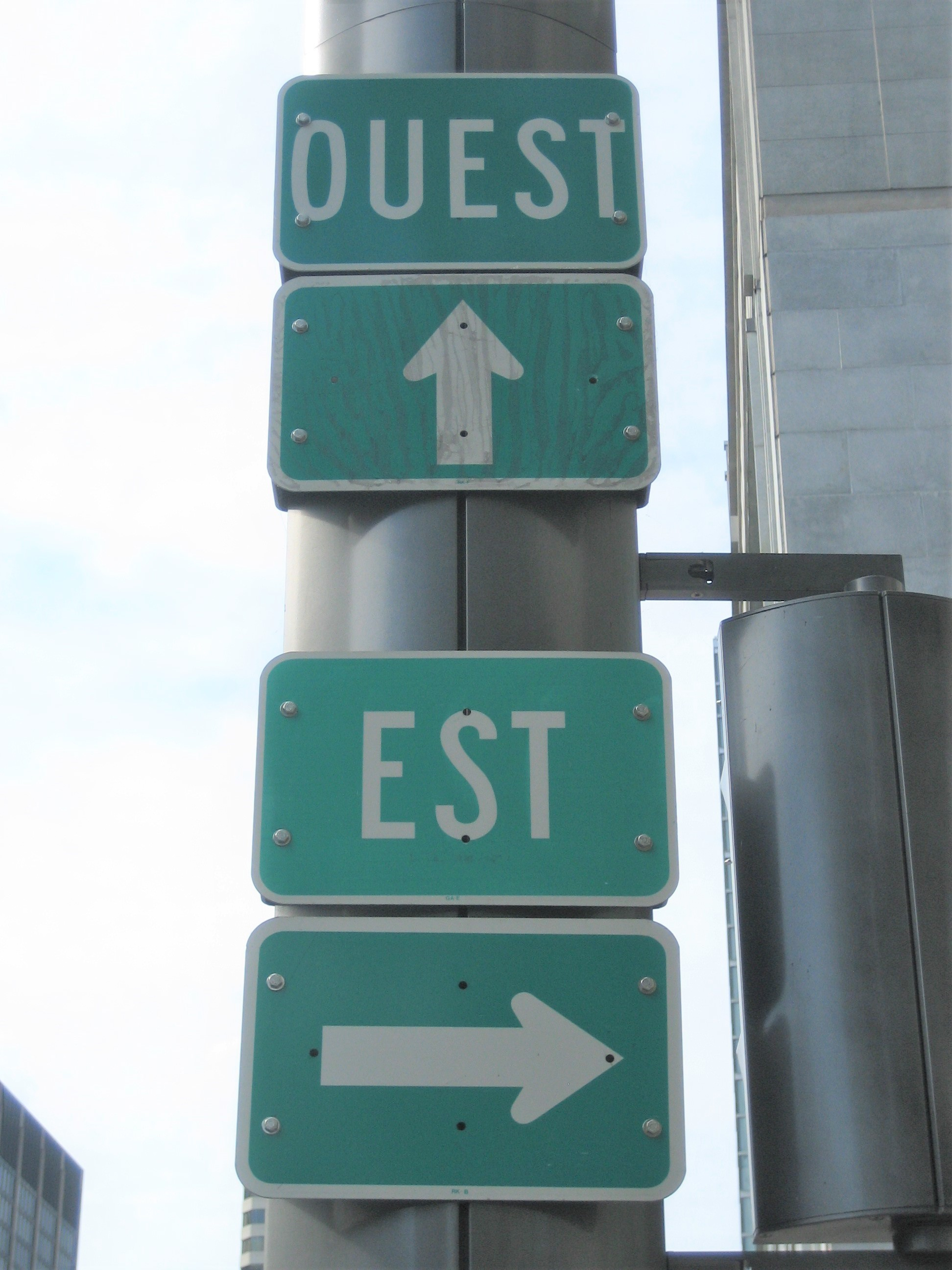
Signalisation routière de Montréal.

Si la municipalité de Montréal a le plus faible taux de motorisation des villes canadiennes et américaines, l'automobile demeure le moyen de transport dominant dans la région métropolitaine. En 2006, 70 % des personnes actives de la région métropolitaine se rendaient à leur travail en automobile comme conducteur ou passager ; cette proportion tombe à 53,2 % chez les habitants de la ville, un nombre grandement inférieur à la proportion québécoise qui avoisine les 78 %.

### Réseau routier et autoroutier
L'aménagement des voies à Montréal est le résultat de la superposition d'un découpage en damier, très répandu dans les grandes villes nord-américaines, à un découpage plus ancien, composé de côtes et de rangs, établi lors du régime seigneurial français.
À la fin du XVIIe siècle, Montréal est une petite ville fortifiée ; son territoire correspond au Vieux-Montréal actuel. Le sulpicien François Dollier de Casson planifie le tracé des rues à l'intérieur des fortifications en 1672. Au XVIIIe siècle, la croissance de la population entraine la création des premiers faubourgs aux portes de la ville ; le faubourg des Récollets à la porte ouest, le faubourg Saint-Laurent à la porte nord et le faubourg Québec à la porte est.
Au XIXe siècle, le faubourg Saint-Laurent connaît une forte croissance, au-delà l'escarpement de la rue Sherbrooke, grâce au tramway. En son cœur, le boulevard Saint-Laurent, une montée perpendiculaire au fleuve Saint-Laurent, qui traverse l'île de Montréal, devient la première artère « nord-sud » de la ville, orienté en réalité nord-ouest/sud-est. En effet, par convention, on entend par orientation est-ouest ce qui est parallèle au fleuve Saint-Laurent, partout au Québec. La plus grande partie du développement s'effectuera à partir de cet axe, aussi appelé la « Main ».

Lotissement des rues Chambord et De Brébeuf en 1879, entre l'avenue du Mont-Royal et la rue Gilford, sur le Plateau-Mont-Royal.

La majorité des lotissements de Montréal ont été érigés avant la seconde moitié du XXe siècle. La grille des rues forme des pâtés de maisons étroits et profonds établis en rangs perpendiculaires au fleuve Saint-Laurent. Densément peuplés, ils sont souvent entrecoupés sur la longueur par une ruelle qui dessert l'arrière des bâtiments.
Montréal est construite sur un archipel d'îles fluviales qui n'est pas directement accessible du reste du continent. Comme la plupart des grandes villes, elle est confrontée au problème de congestion automobile qui n'est qu'aggravé par sa situation insulaire. Il faut en moyenne 31 minutes à l'automobiliste de la région de Montréal pour se rendre à son travail ; le quart des automobilistes mettant plus de 45 minutes. À cause de sa forte urbanisation, Montréal connaît aussi des heures de pointe le samedi et le dimanche.

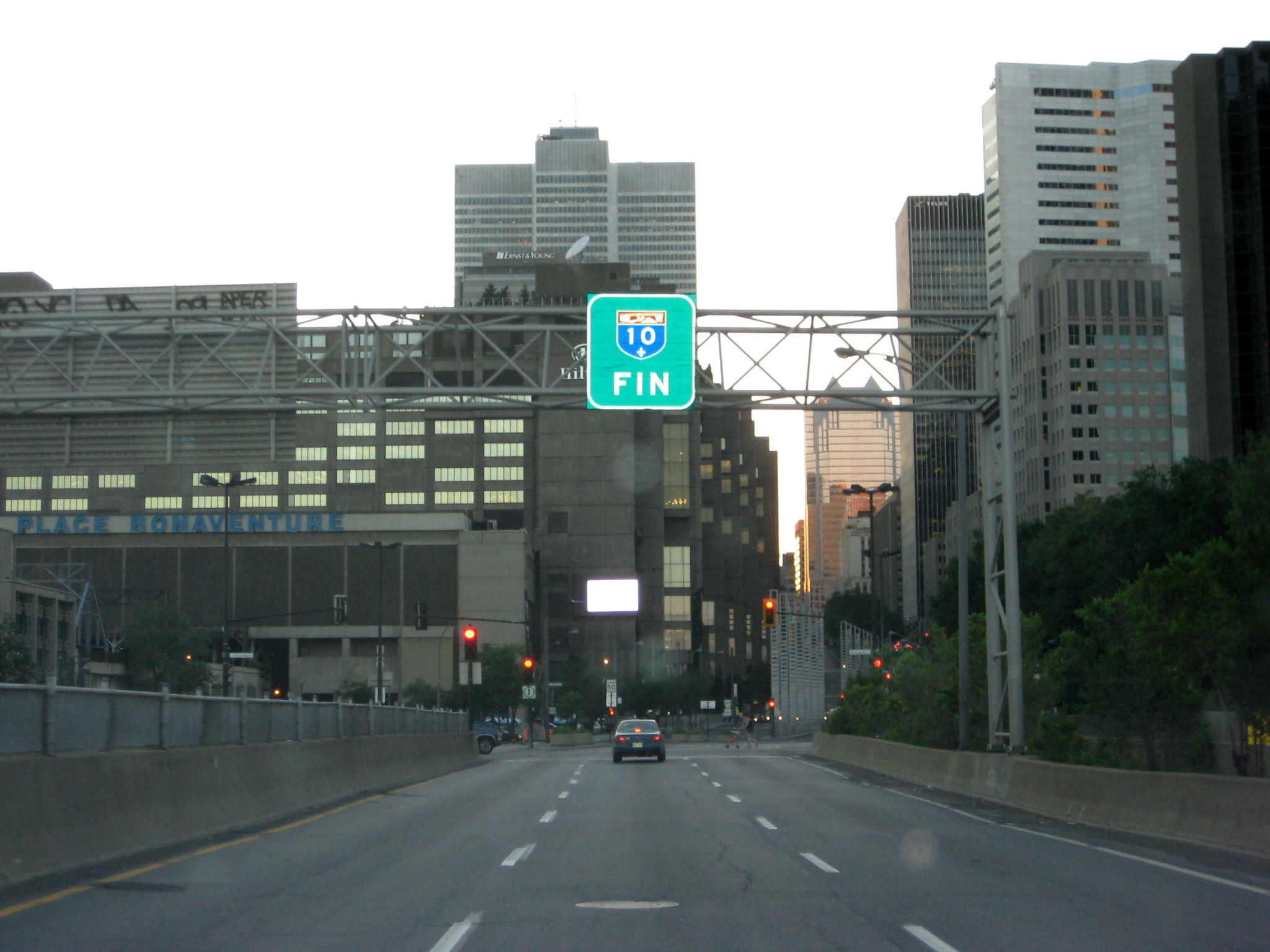
L'extrémité ouest de l'autoroute 10 et de l'autoroute Bonaventure, dans le centre-ville, alors qu'elle devient le boulevard Robert-Bourassa.

Montréal est le centre nerveux d'un réseau de 1 770 kilomètres d'autoroutes construit principalement entre la fin des années 1950 et le milieu des années 1970 dans sa périphérie. 17 ponts routiers et un tunnel permettent la traversée des cours d'eau qui encerclent la ville. On compte parmi eux le pont Samuel-De Champlain, le pont le plus achalandé du Canada.

L'île de Montréal comporte de nombreux axes rapides dont le principal est l'autoroute 40, la seule à la traverser d'ouest en est. Segment de la route transcanadienne, elle est la plus achalandée de la métropole et sa section métropolitaine, en partie surélevée, en est la plus congestionnée, et ce depuis sa création. Perpendiculaire à l'A-40, l'autoroute 15, qui s'étend des Laurentides à la frontière Américaine, passe par une tranchée au centre de l'île appelée autoroute Décarie, du nom du boulevard qu'elle longe.

### Transports en commun

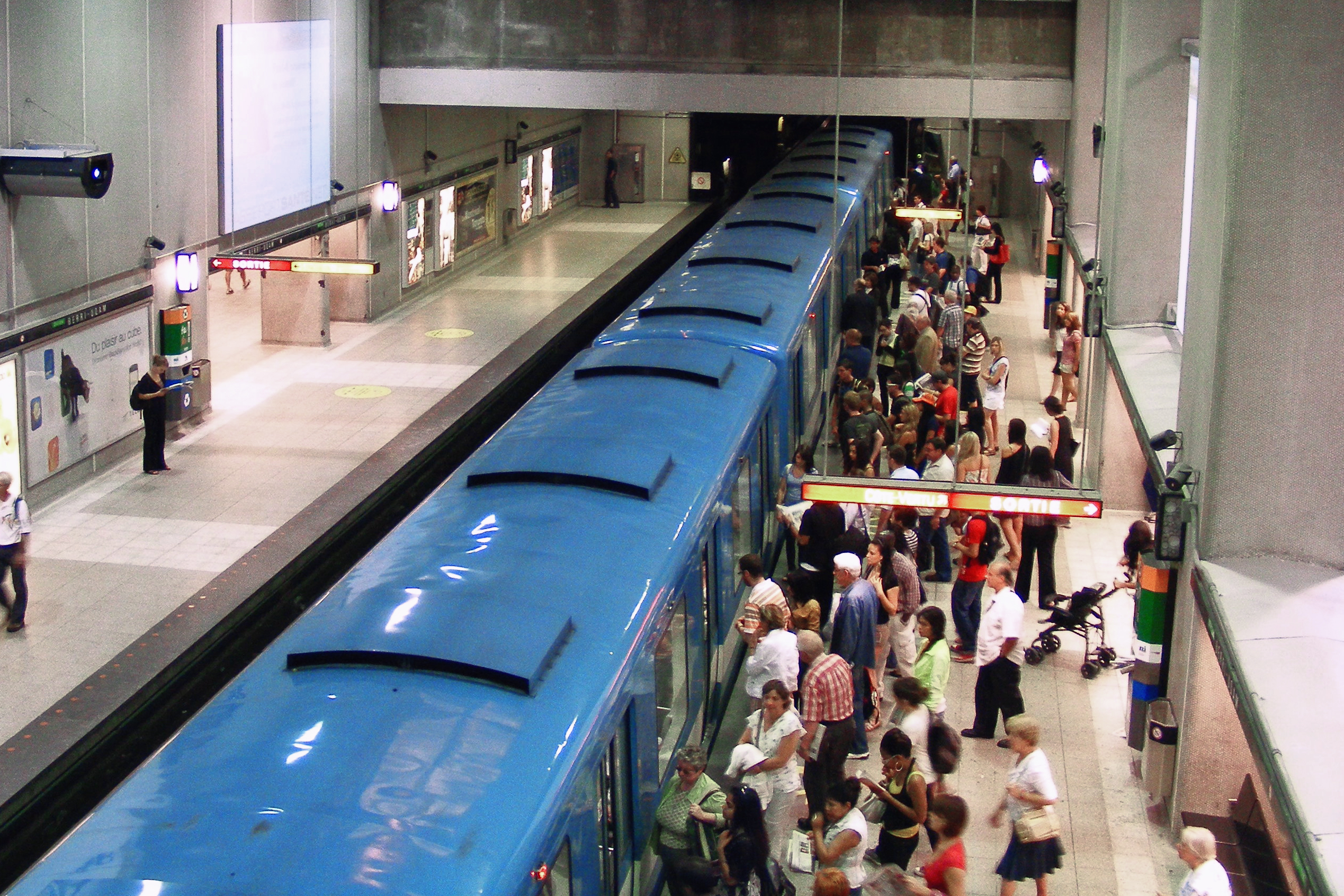
Quais de la station Berri-UQAM, la plus fréquentée du métro de Montréal.

Le transport collectif sur l'île de Montréal est l'un des plus efficaces, rapides et ponctuels en Amérique du Nord ; la Société de transport de Montréal (STM) qui l'administre a été nommée, en 2010, meilleure société de transport en Amérique du Nord par l'American Public Transportation Association. À Montréal, 35 % des actifs se rendent au travail en transport en commun ; cette proportion atteignant 49 % pour les nouveaux arrivants. Au total, la STM enregistre 466 millions de déplacements en termes d'achalandage conventionnel et 374,9 millions en termes d'achalandage électronique durant l'année 2019. L'achalandage a vu une hausse de 2,6% depuis 2018.
Le métro de Montréal constitue l'épine dorsale du système métropolitain de transport en commun avec environ 1,2 million de passagers par jour. Le métro compte 68 stations réparties en quatre lignes qui s'étendent sur 71 kilomètres. Conçu sur le modèle du métro parisien, le réseau montréalais a pour particularité d'être entièrement souterrain et ses rames d'être dotés d'un système de roulement sur pneumatiques. Chaque station possède une architecture particulière et des œuvres d'art public sont réparties dans la plupart d'entre elles.
En surface, les tramways ont été remplacés depuis 1959 par 225 lignes d'autobus et 8 500 arrêts, desservis par un total de 1 869 autobus et 93 minibus de transport adapté. La ligne d'autobus la plus fréquentée est la 139 Pie-IX avec une moyenne de 32 313 déplacements par jour de semaine. On compte moins d'un million de passagers par jour ouvrable à bord des autobus de la STM.
Le chiens sont permis dans les autobus depuis mardi le 17 mars 2025 sous certaines conditions.

### Terminaux aériens, ferroviaires, routiers et fluviaux

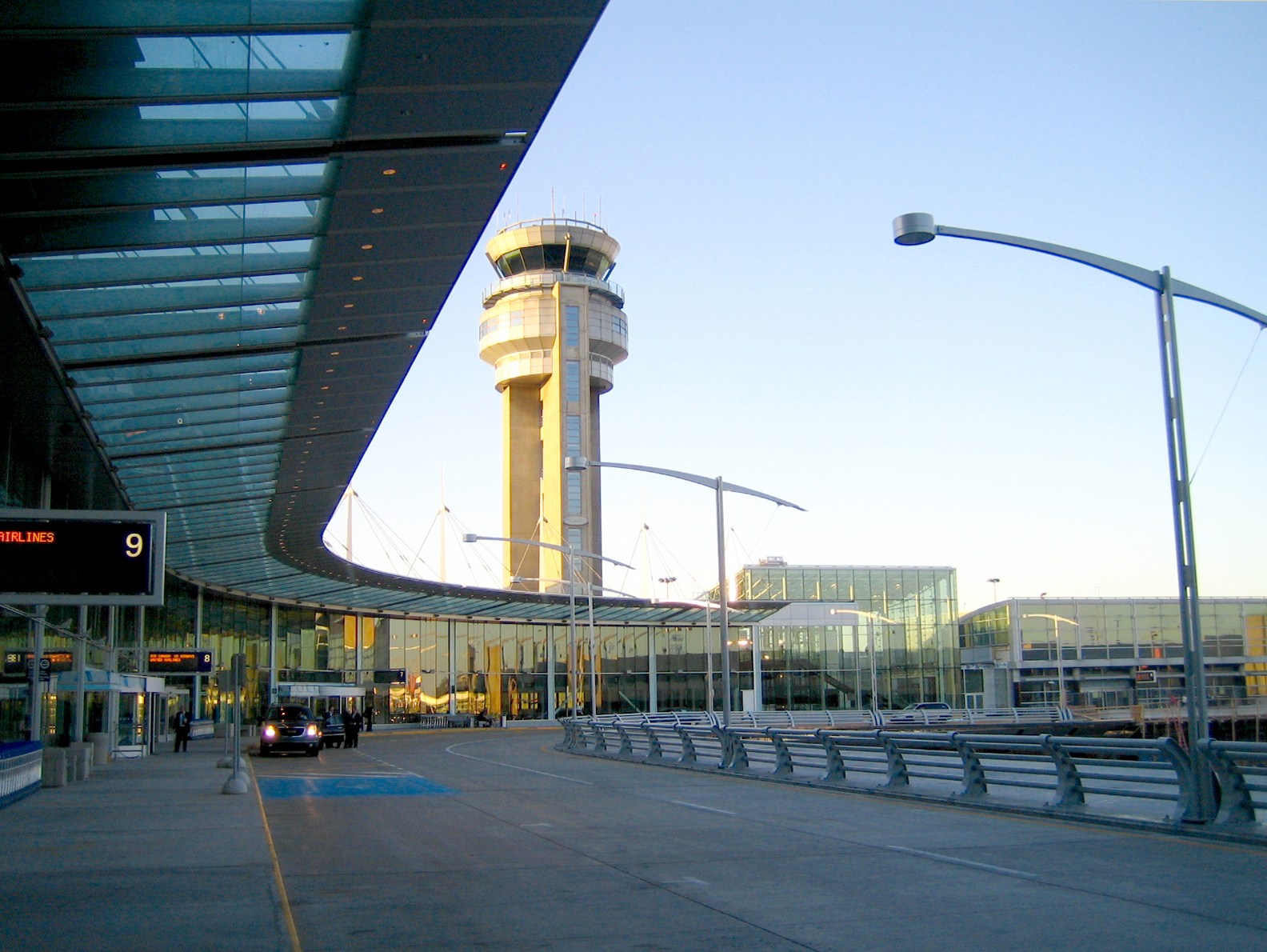
Aéroport international Pierre-Elliott-Trudeau de Montréal.

Montréal compte quatre principaux terminaux de transports de passagers :
- l'aéroport Pierre-Elliott-Trudeau (communément appelé Dorval), situé à 25 kilomètres à l'ouest du centre-ville de Montréal, accueille chaque année plus de 18 millions[218] de passagers : 41 % pour des vols intérieurs, 59 % pour des vols internationaux. Les 3 corridors les plus achalandés sont Montréal – Toronto, Montréal – Paris et Montréal – New York[219] ;
- la gare d'autocars de Montréal, située à proximité de la station de métro Berri-UQAM, offre des liaisons d'autocar avec de nombreuses villes du Québec, du Canada et des États-Unis ;
- la Gare centrale de Montréal, un terminal ferroviaire situé à proximité de la station de métro Bonaventure, est desservie par Via Rail, pour les liaisons avec les villes canadiennes[220], et Amtrak, qui offre une liaison quotidienne avec New York[221] ;
- le Vieux-Port de Montréal accueille chaque année une quarantaine d'escales et plus de 40 000 croisiéristes[222].

### Cyclisme urbain

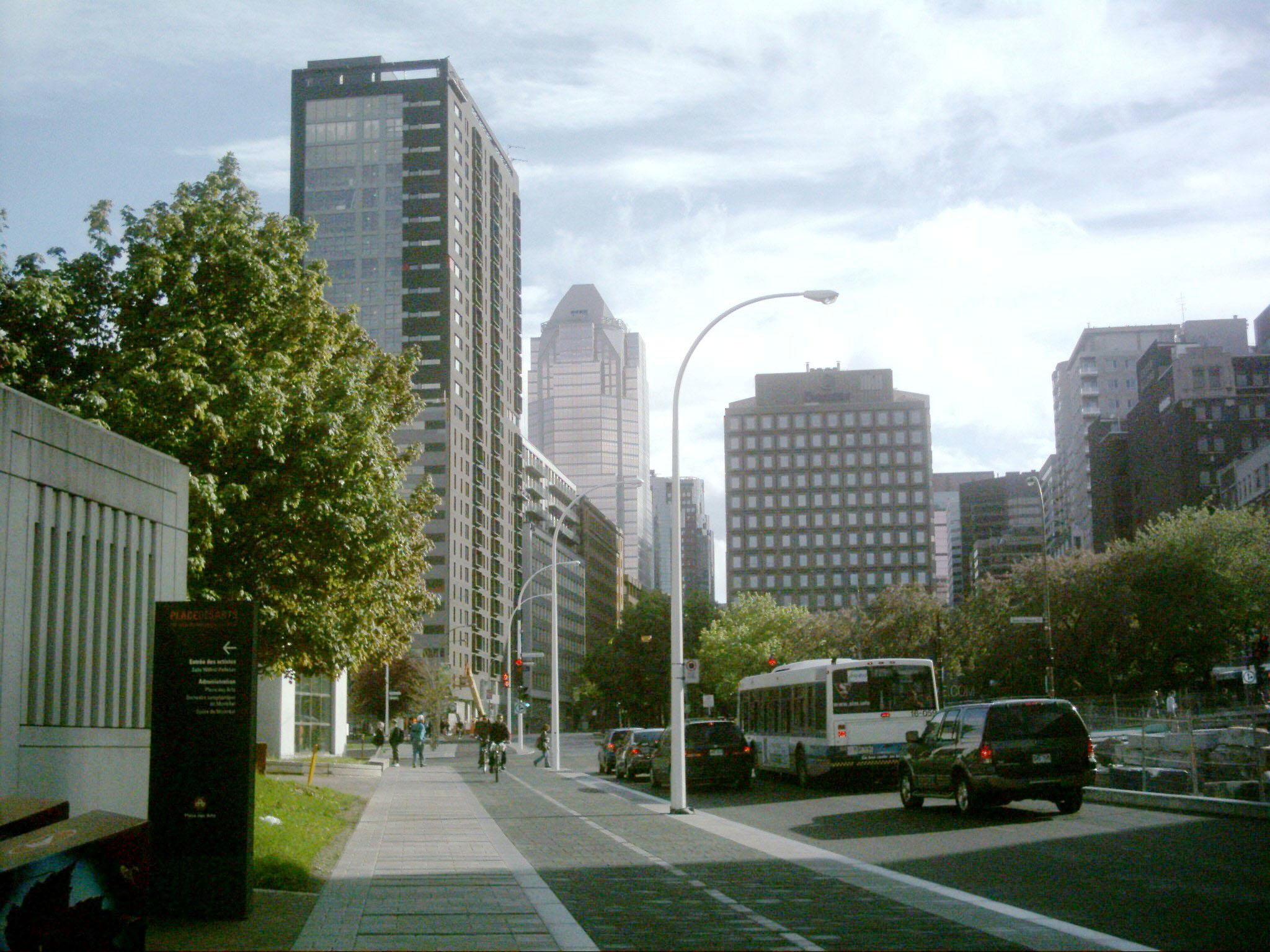
Boulevard De Maisonneuve et la piste cyclable Claire-Morissette, 2010.

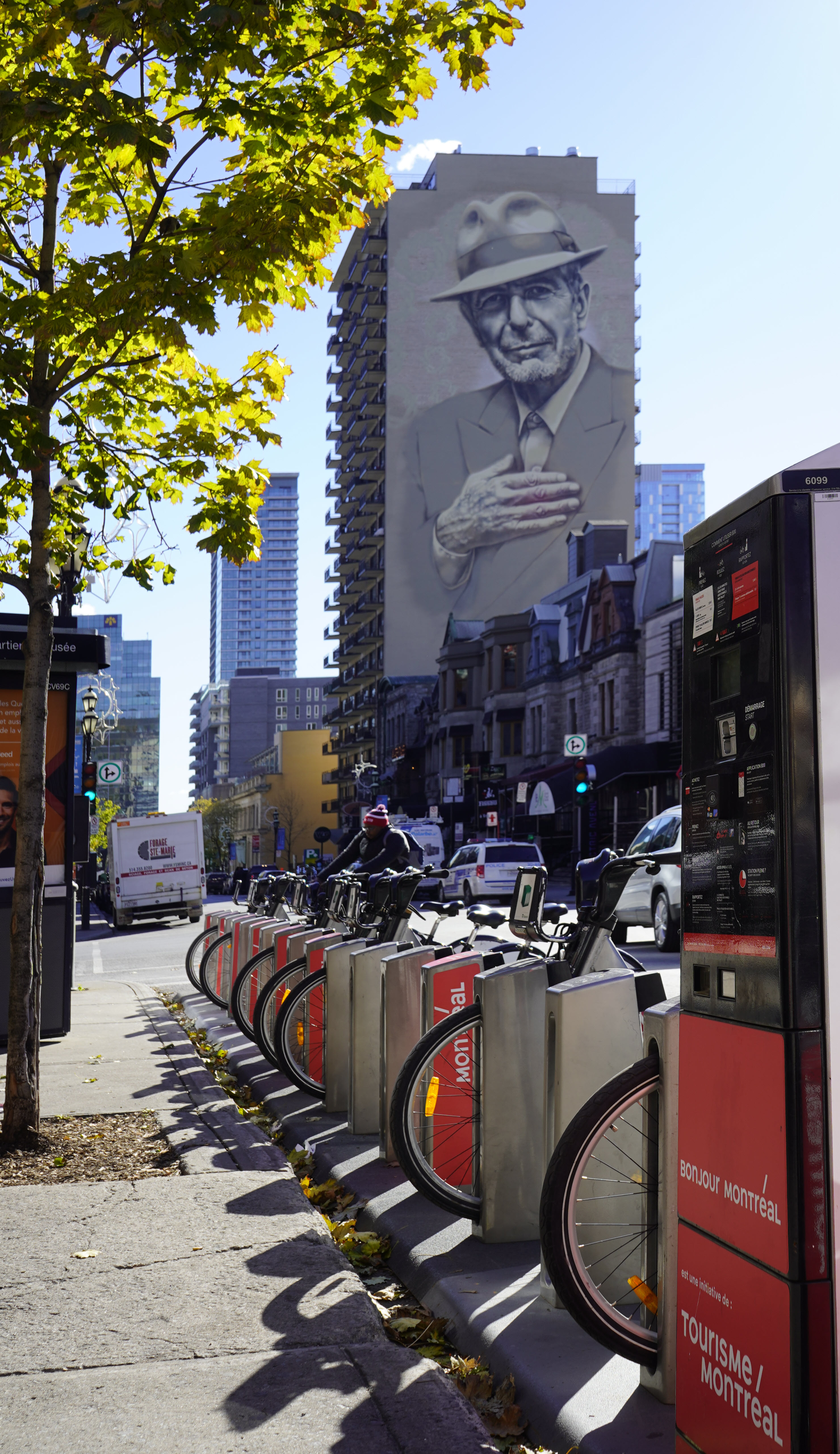
Station BIXI, rue Crescent (2018).

Montréal est fréquemment citée parmi les dix plus importantes villes cyclistes au monde. De mai à décembre, 22 % des Montréalais utilisent le vélo comme principal moyen de transport, soit le double de la moyenne québécoise. L'arrondissement où l'on compte la plus forte proportion de déplacements à vélo est le Plateau-Mont-Royal, où près du dixième de tous les déplacements sont faits à bicyclette. On dénombre quotidiennement, hormis l'hiver, de 14 000  à   17 500 cyclistes dans le centre-ville.
Montréal possède un réseau de 650 kilomètres de pistes cyclables en constant développement. Depuis 2020, l'administration de Valérie Plante implante le Réseau express vélo, un important réseau d'aménagements urbains afin de sécuriser les déplacements à vélo dans la métropole québécoise en séparant la voie réservée aux automobiles de celle des cyclistes. La Route verte compte 80 kilomètres à Montréal ; les sections les plus notables sont celles longeant les rives du canal Lachine, du Vieux-Port à LaSalle ainsi que le circuit Gilles-Villeneuve.
La ville de Montréal peut compter sur un important réseau de vélos en libre-service, le BIXI. Depuis sa création en 2009, le système s'est exporté dans plus d'une vingtaine de villes à travers le monde, notamment Londres, Melbourne et New York. BIXI Montréal compte 5 120 vélos répartis dans plus de 450 stations, principalement dans les arrondissements centraux de la ville. En 2010, 3,3 millions de déplacements en BIXI étaient enregistrés et le réseau comptait plus de 30 000 abonnés.

## Culture locale et patrimoine
En 2010, Montréal est classée au 19e rang mondial pour sa qualité de vie selon le magazine britannique Monocle.

### Parcs et jardins

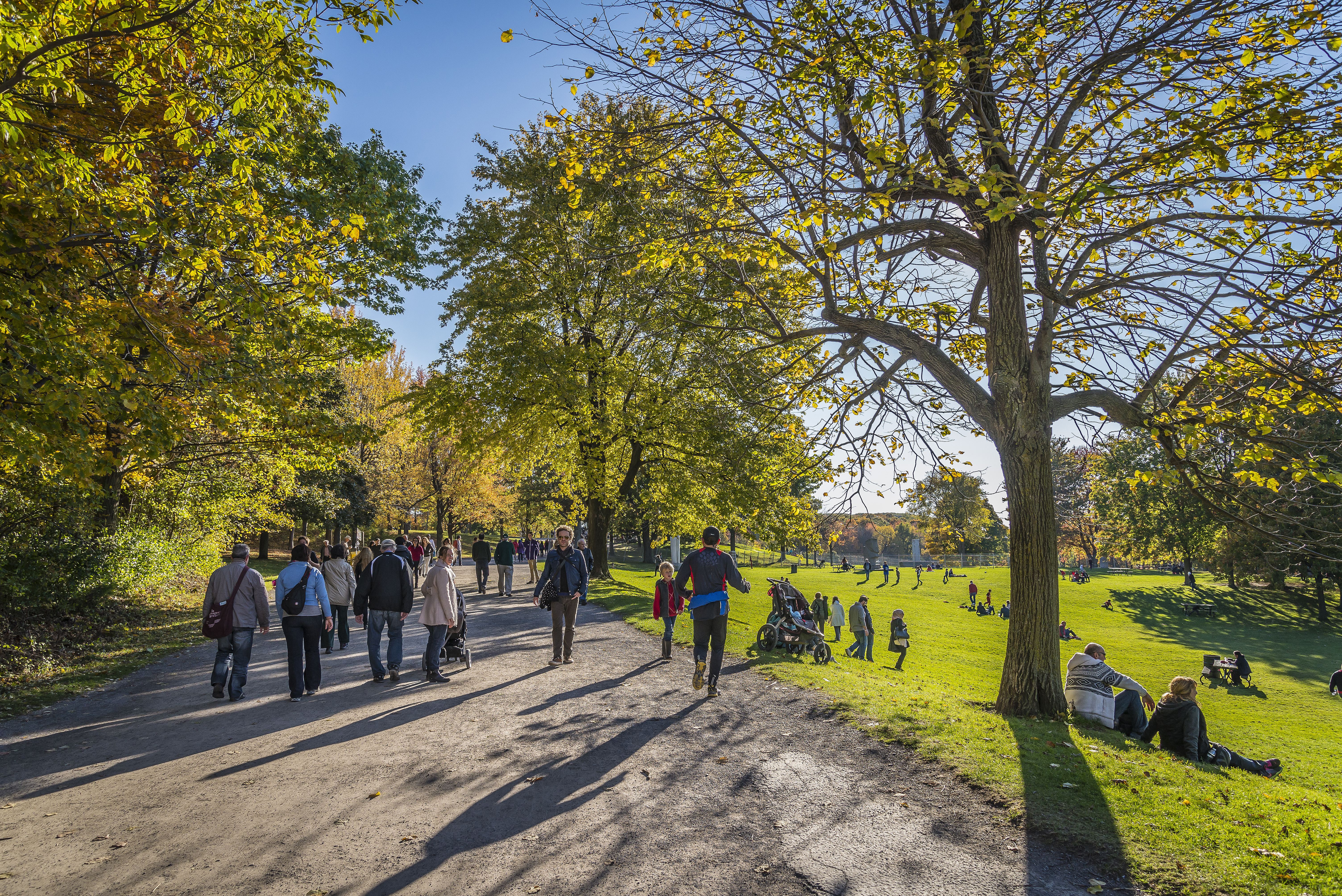
Le parc du Mont-Royal en automne.

Montréal est dotée d'une quantité appréciable d'espaces verts ; ses 17 grands parcs urbains occupent 6 % du territoire de la ville, soit une superficie d'environ 20 km2.
Parmi ceux-ci, les plus connus[Par qui ?] et fréquentés[réf. nécessaire] sont :
- le parc Jean-Drapeau (259 ha), situé sur l'île Sainte-Hélène et l'île Notre-Dame, est un parc public depuis 1874 ;
- le parc du Mont-Royal (190 ha), situé dans le centre-ville de Montréal, sur le mont Royal, aménagé en 1876 par l'architecte-paysagiste américain Frederick Law Olmsted ;
- le parc Maisonneuve (80 ha), situé dans l'arrondissement Rosemont–La Petite-Patrie, à proximité du Stade olympique de Montréal, aménagé en 1912 ;
- le parc Angrignon (97 ha), situé dans l'arrondissement du Sud-Ouest ;
- le parc La Fontaine (34 ha), situé dans le quartier Plateau Mont-Royal, aménagé en 1874 ;
- le parc Jarry (35 ha), situé dans l'arrondissement Villeray–Saint-Michel–Parc-Extension, aménagé en 1945.

Le Parc olympique est situé dans l'arrondissement Mercier–Hochelaga-Maisonneuve. On retrouve notamment sur le site le Biodôme, l'Insectarium, le Jardin botanique, ainsi que le Planétarium, qui ensemble forment l'Espace pour la vie, un complexe muséal qui se veut « repenser le lien qui unit l'être humain à la nature ».

### Architecture

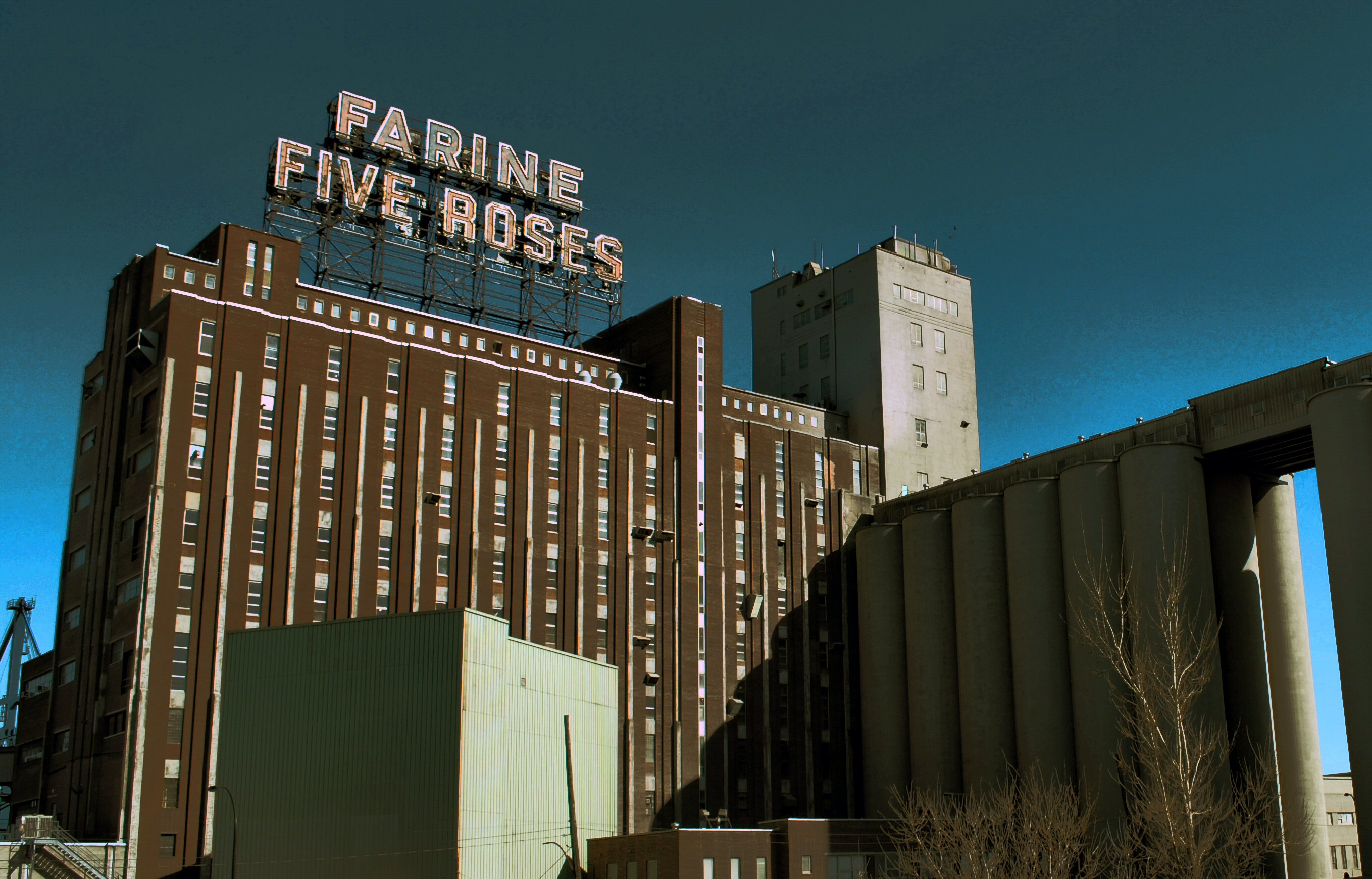
Silos de la compagnie Farine Five Roses dans le Vieux-Port.

Pendant plus d'un siècle et demi, Montréal est le centre financier et industriel du Canada. Il en résulte un héritage architectural offrant une grande variété de constructions à vocation industrielle ou commerciale, incluant usines, minoteries, hangars et autres raffineries qui présentent aujourd'hui un aperçu de l'histoire de la ville, particulièrement au niveau du centre-ville et du Vieux-Port. Il y a 50 lieux historiques nationaux à Montréal, plus qu'aucune autre ville canadienne.
Dans la partie méridionale de l'île, le Vieux-Montréal, déclaré arrondissement historique en 1964, offre de nombreux centres d'intérêt, notamment le Vieux-Port, la place Jacques-Cartier, l'hôtel de ville, la place d'Armes, et la basilique Notre-Dame.

#### Patrimoine bâti

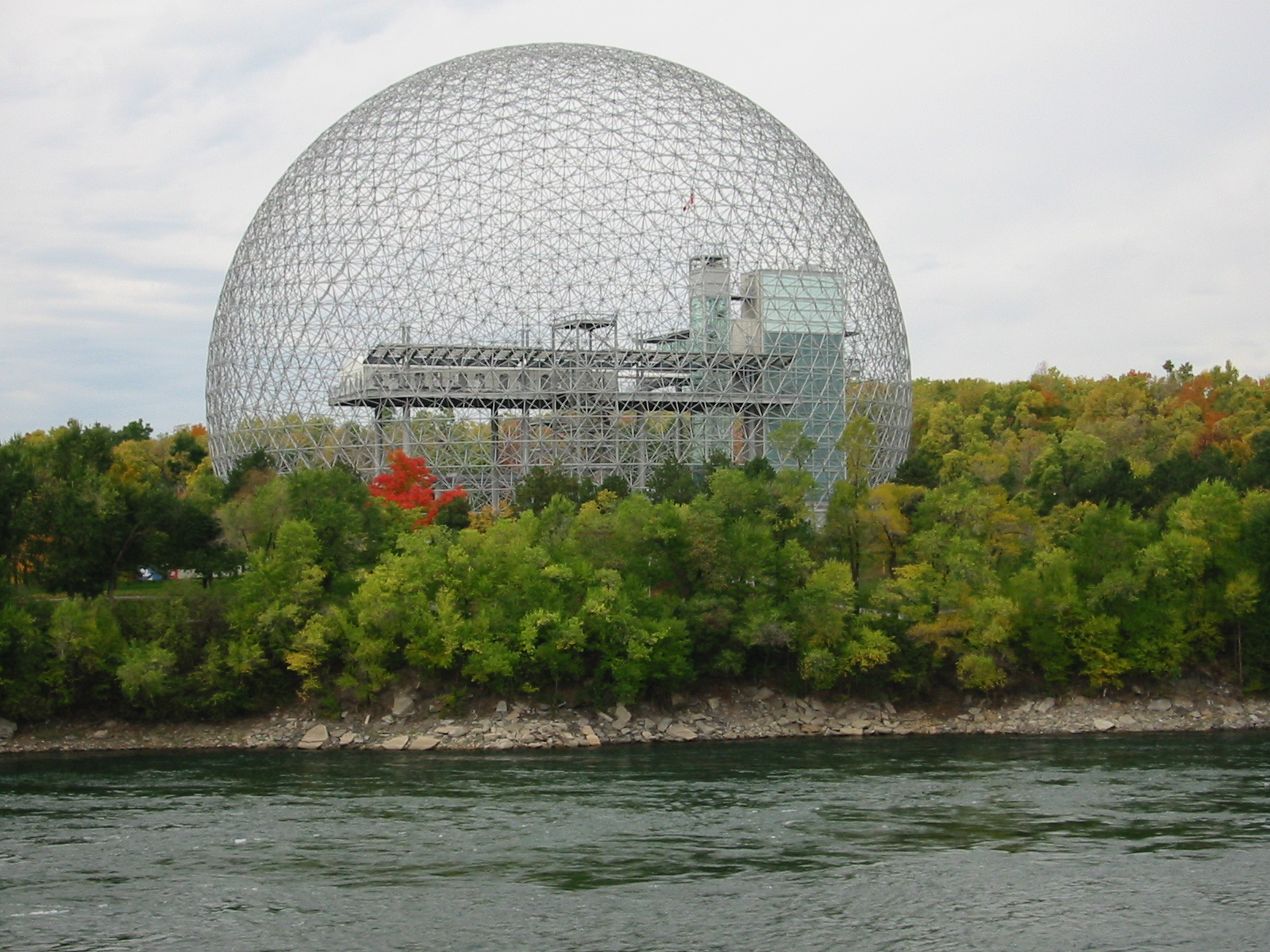
La Biosphère sur l'île Sainte-Hélène, ancien pavillon des États-Unis lors de l'Expo 67. Architecte : Buckminster Fuller.

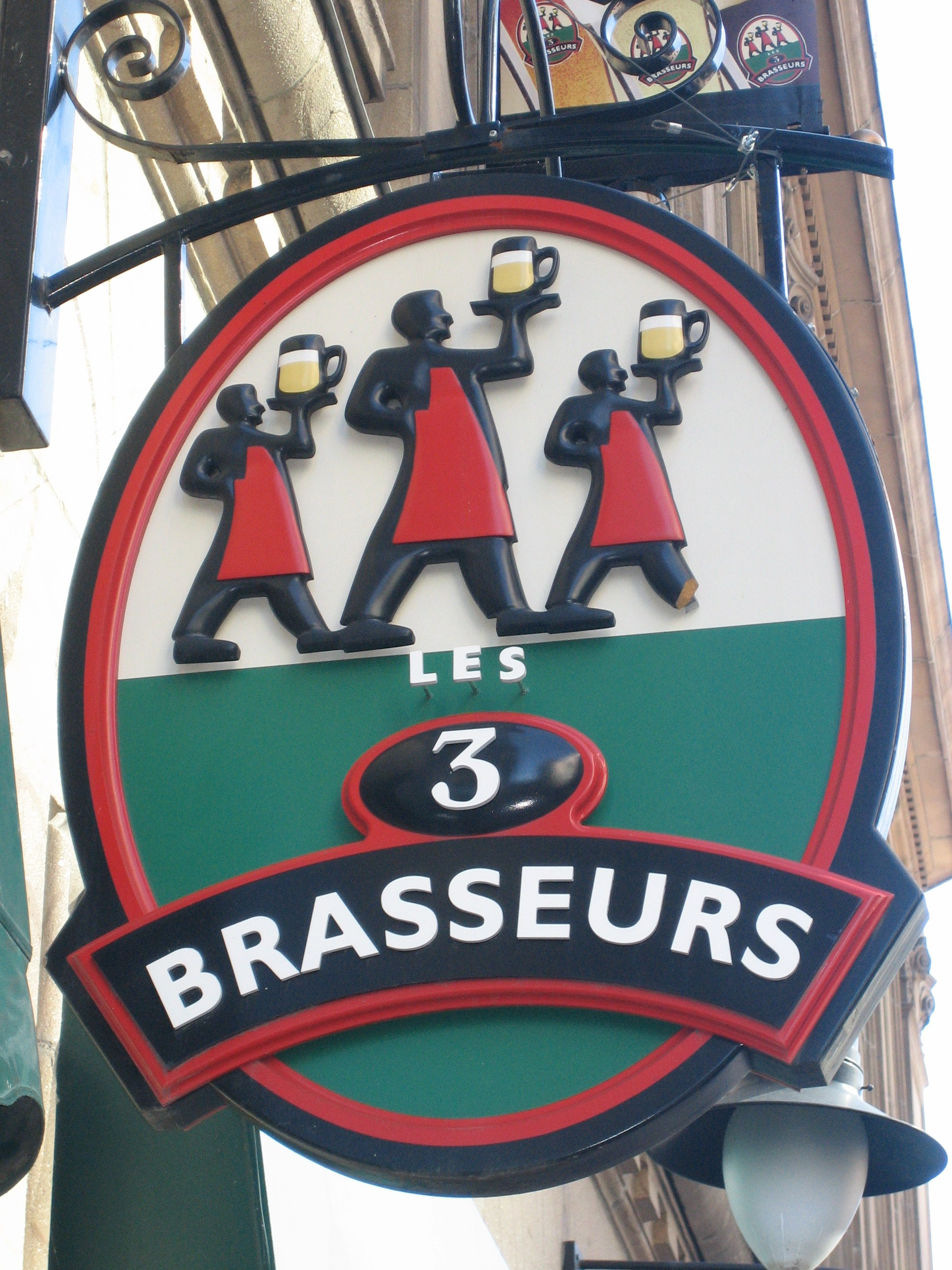
Restaurant de la chaîne Les 3 Brasseurs.

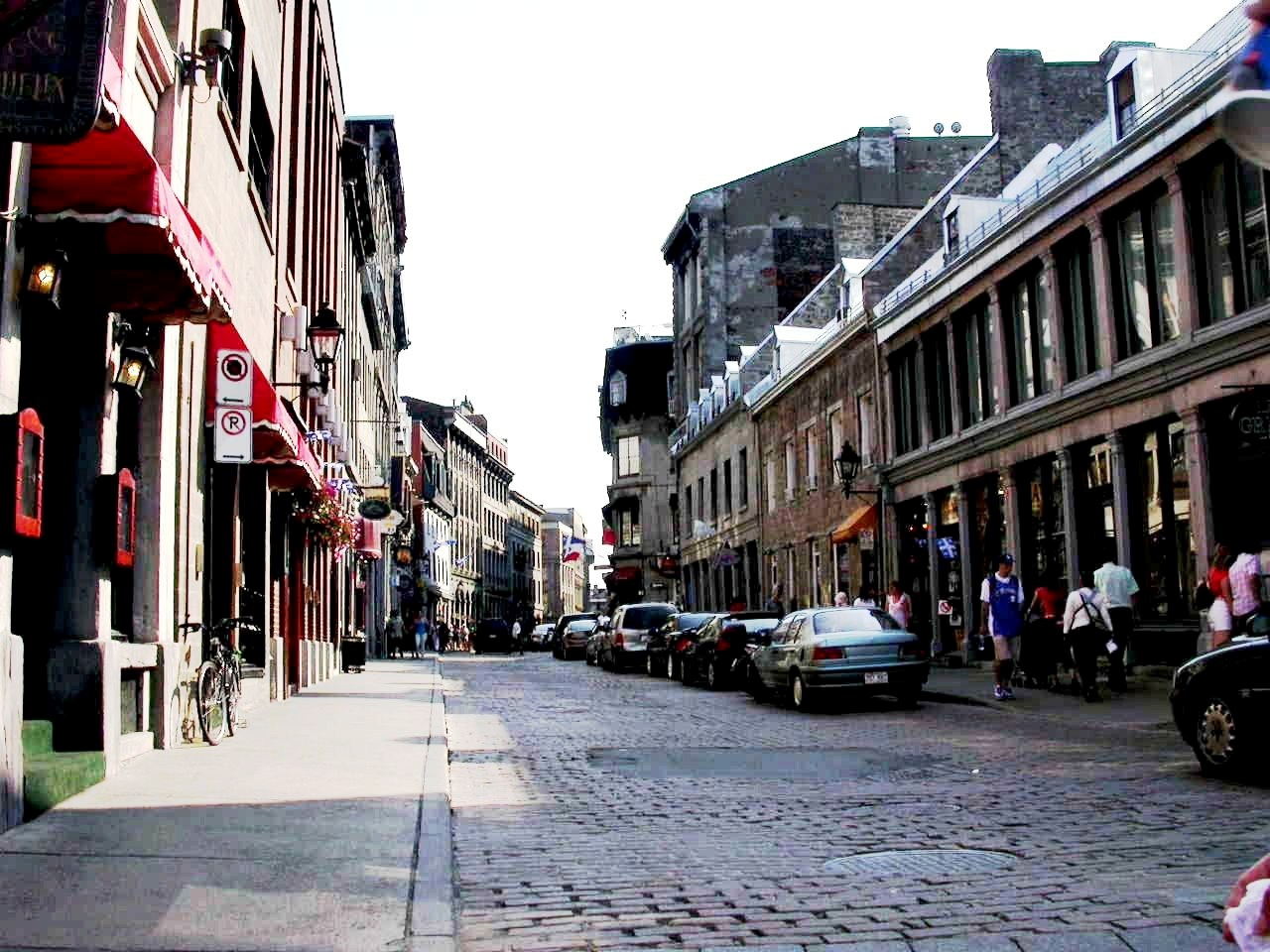
La rue Saint-Paul, dans le Vieux-Montréal.

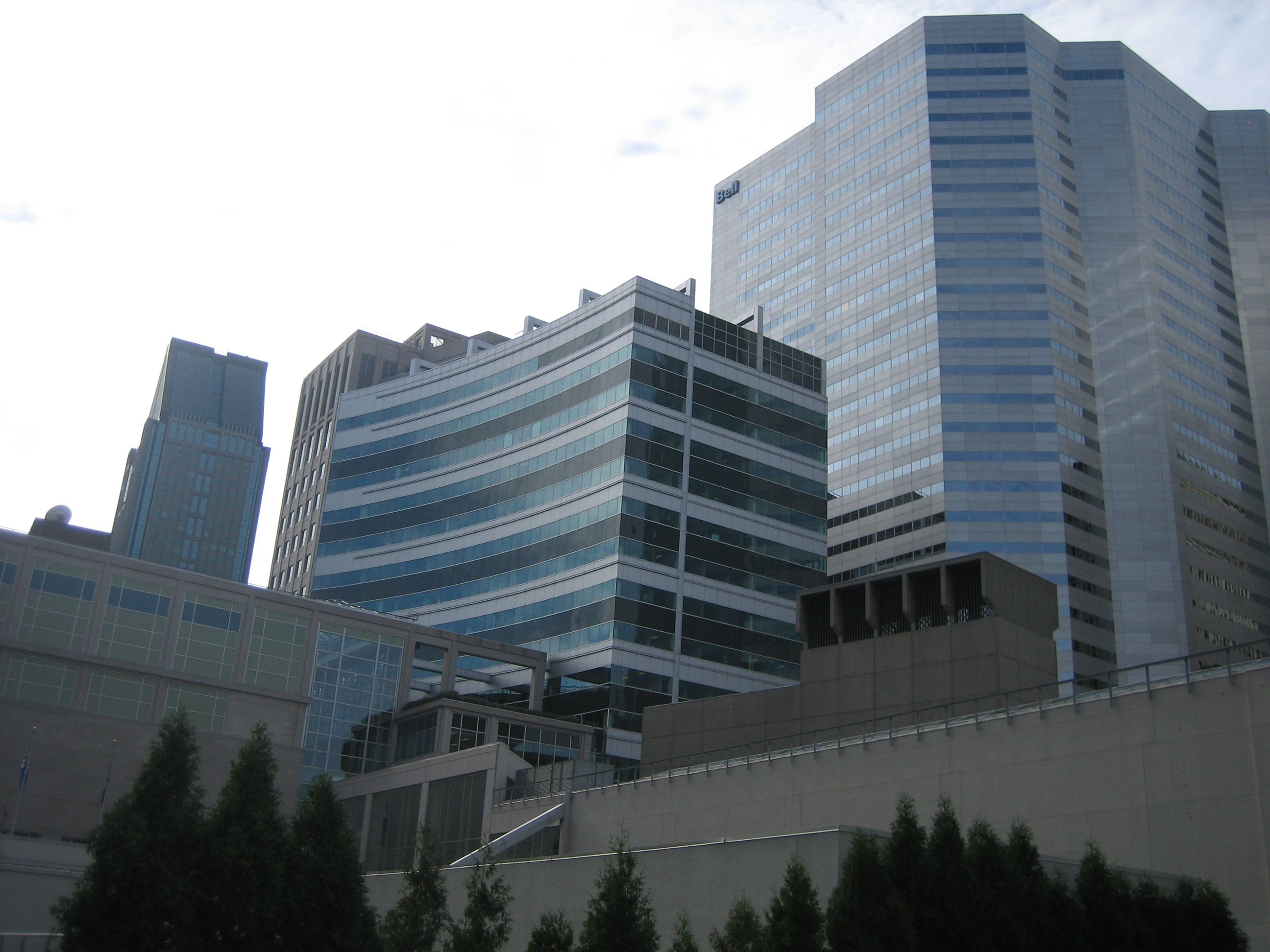
L'architecture des nouveaux bâtiments de Montréal.

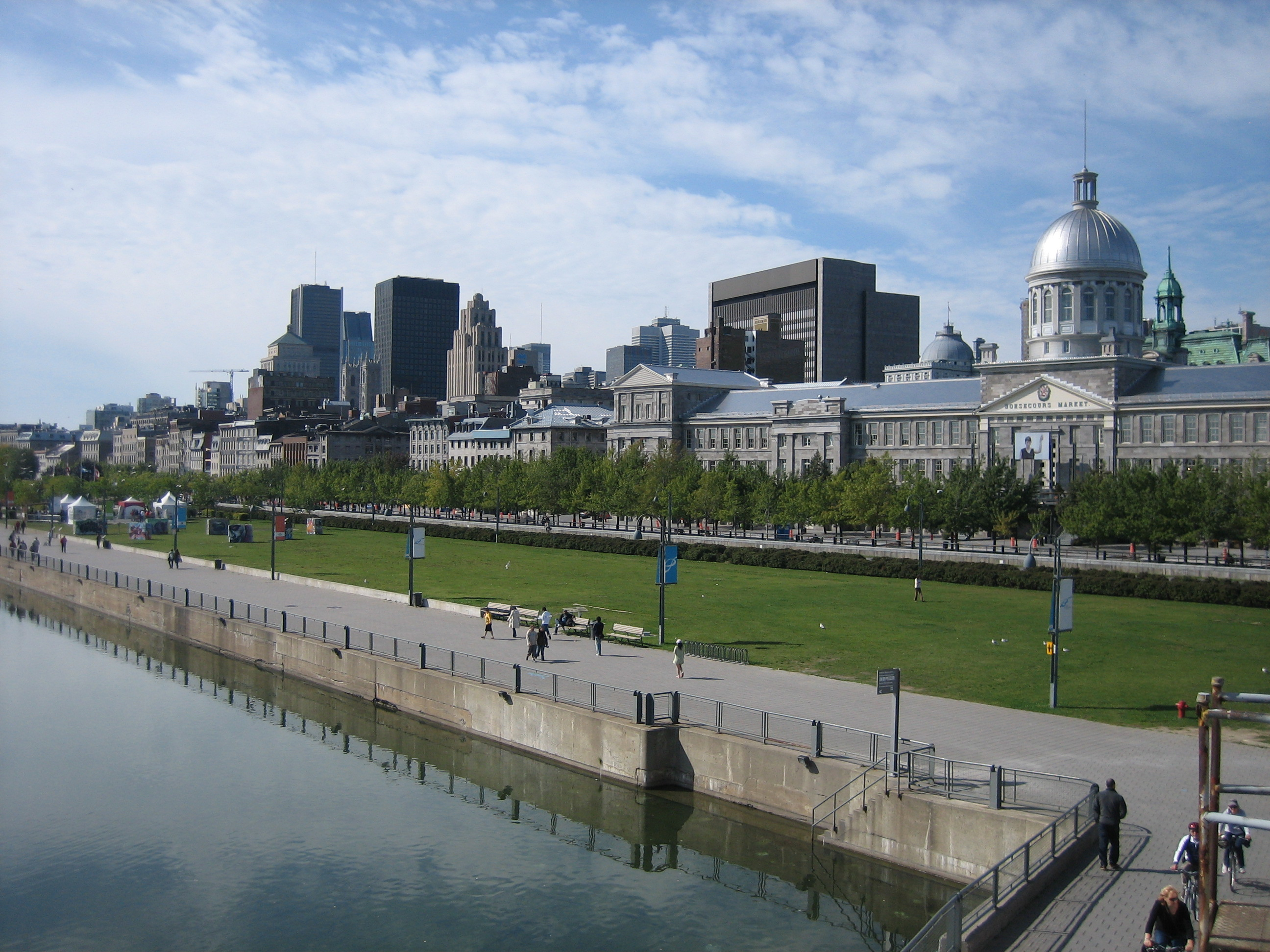
Le marché Bonsecours.

Les plus vieux édifices de la ville toujours debout datent de la fin du XVIIe siècle, début du XVIIIe siècle. La plupart sont regroupés dans l'aire du Vieux-Montréal, tel le séminaire des Sulpiciens datant de 1687 et le château Ramezay, construit en 1705 et successivement demeure, quartier général, cour de justice, établissement d'éducation et finalement musée.
Les premiers bâtiments sont caractérisés par leur influence française unique et leur construction en pierre grise. L'époque des explorateurs français est commémorée par la préservation de deux de leurs maisons dans le Vieux-Montréal, soit celle d'Antoine Laumet de La Mothe, sieur de Cadillac, fondateur de la ville de Détroit aux États-Unis, à l'angle des rues Notre-Dame et Saint-Laurent, et celle de René-Robert Cavelier de La Salle, explorateur de la région du Mississippi, à l'angle des rues Saint-Paul et Saint-Pierre.
Sur la rue Saint-Jacques pavoisent les impressionnants sièges, construits au XIXe siècle, de toutes les grandes banques canadiennes.

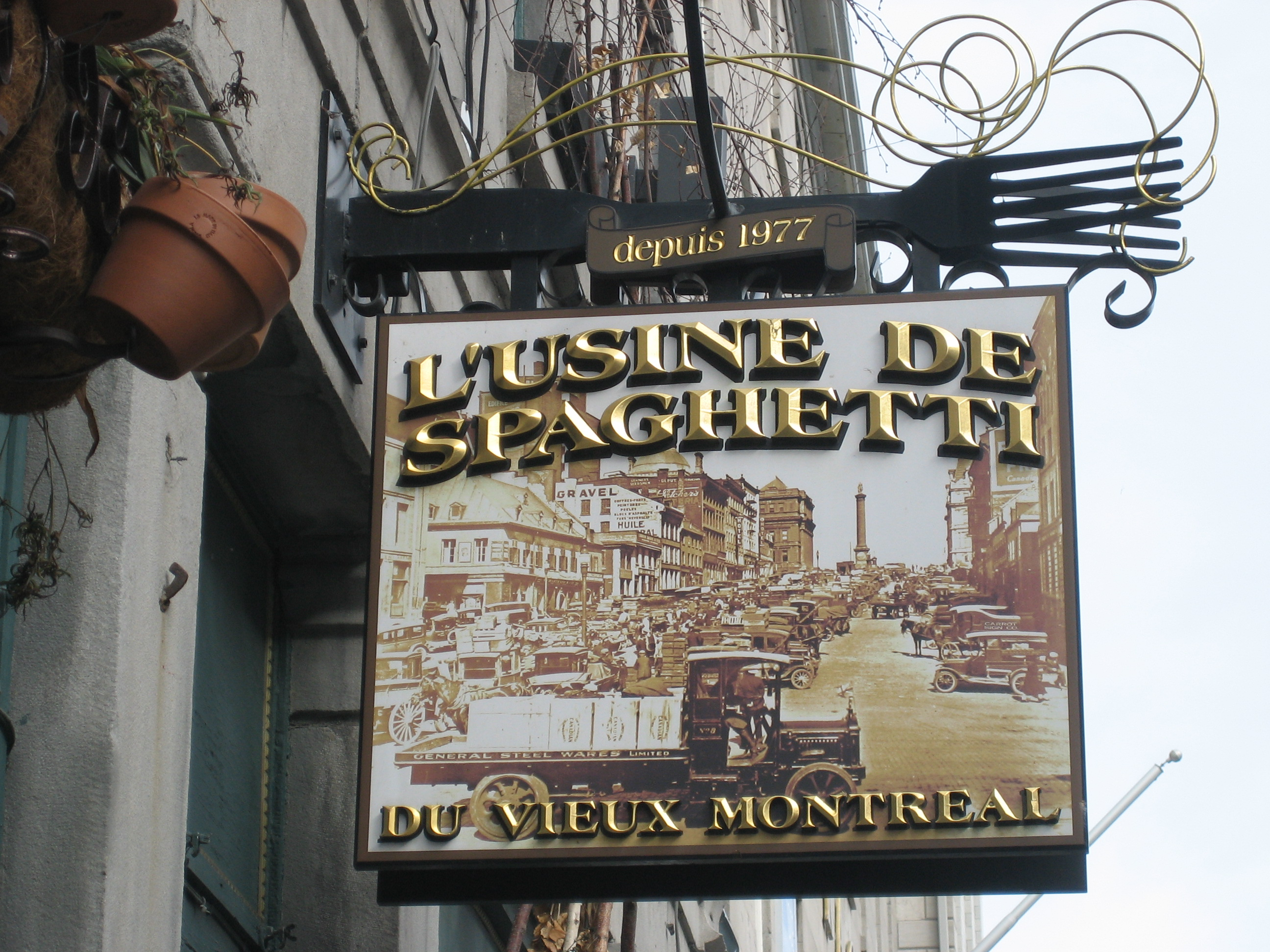
L'usine de spaghetti du vieux Montréal.

L'architecture du XXe siècle n'est pas en reste avec[style à revoir] le pavillon principal art déco de l'Université de Montréal d'Ernest Cormier, l'emblématique stade olympique et sa tour inclinée (la plus haute du monde) conçus par l'architecte français Roger Taillibert, ou les legs de l'Expo 67 que sont le dôme géodésique de Buckminster Fuller et l'Habitat 67 de Moshe Safdie.
Parmi les gratte-ciel de Montréal, seulement sept dépassent hors antenne les 150 mètres de hauteur, et un seul les 200 mètres. Les bâtiments les plus élevés, que sont le 1000 De La Gauchetière, le 1250 René-Lévesque, la tour CIBC et la tour de la Bourse, ont tous été bâtis entre les années 1960 et le début des années 1990. C'est en 1928 qu'un bâtiment dépassait pour la première fois les 100 mètres (l'édifice de la Banque Royale, 121 m, 22 étages), record battu d'un mètre par l'édifice Sun Life trois ans plus tard[source insuffisante]. Le premier gratte-ciel inaugurant le « style international » à Montréal, tout en dépassant cette hauteur, est la tour Telus (1962). La plus célèbre tour de la ville est la place Ville-Marie (1962). Conçue par l'architecte Ieoh Ming Pei, il fut le premier gratte-ciel à dépasser les 150 mètres (43 étages, 188 m), sa construction coïncidant avec le déplacement du centre-ville en son site actuel. Cette tour cruciforme est sise au-dessus d'un centre commercial souterrain qui constitue la plaque tournante de la ville souterraine.
Depuis 2013, avec la construction de la Tour des Canadiens, Montréal vit un important boom immobilier. Entre 2013 et 2019, ce boom de gratte-ciels était principalement concentré aux alentours du Centre Bell, avec notamment l'Avenue, les Tours des Canadiens 1,2 et 3, les Rocabellas, les YUL et d'autres projets. Toutefois, d'autre projets majeurs sont désormais (depuis 2019) en développement ou construction plus à l'est du centre-ville. Parmi ces derniers, on dénombre cinq bâtiments qui atteindront la hauteur maximale de 200 mètres : 900 rue Saint-Jacques, 800 rue Saint-Jacques, Victoria-sur-le-Parc, 1 Square-Phillips et Maestria.

#### Patrimoine religieux

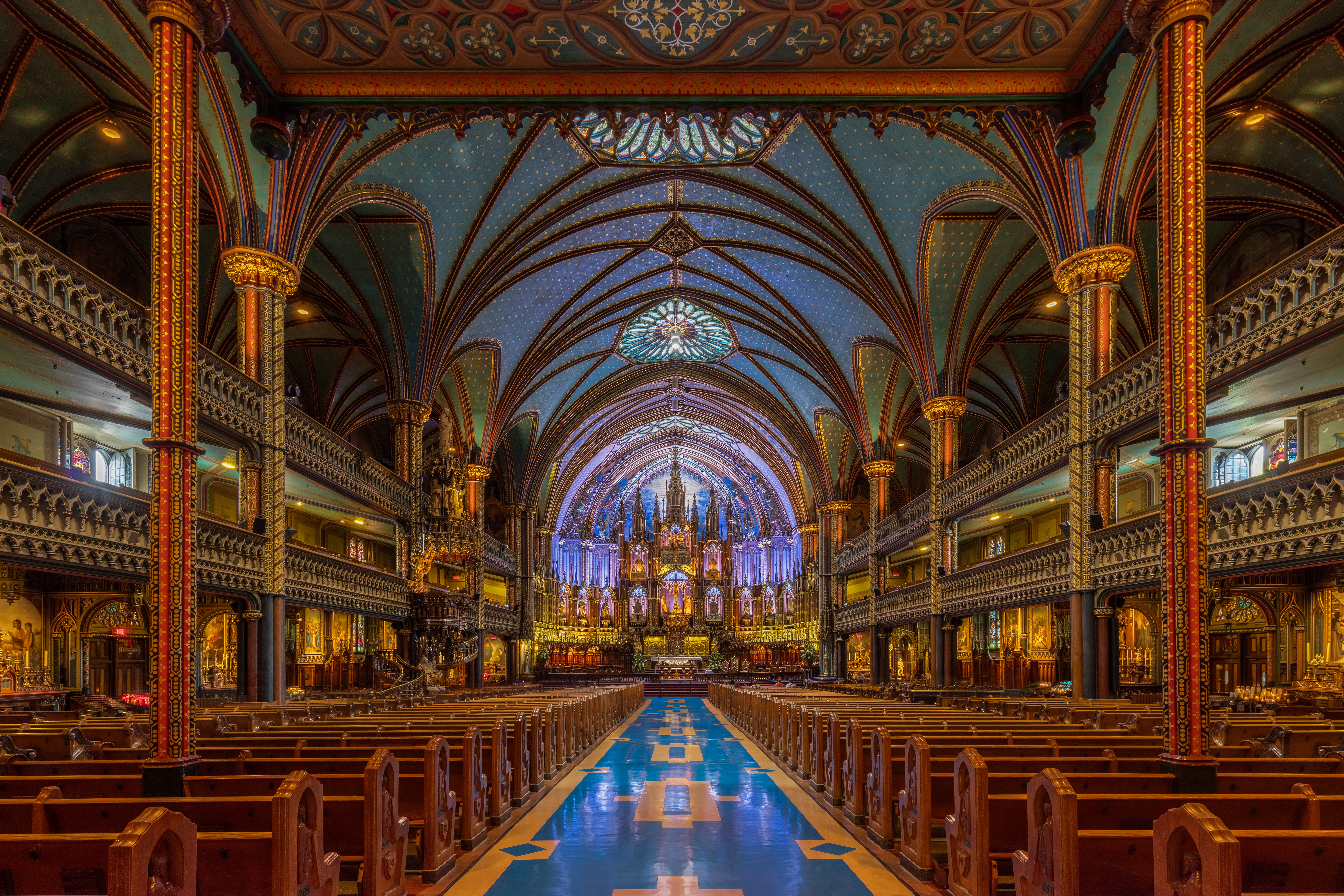
L'intérieur de la basilique Notre-Dame de Montréal.

Montréal a un passé religieux riche et complexe. La religion catholique fut la raison même de la fondation de la ville, soit l'établissement d'une colonie missionnaire selon l'intention du groupe fondateur, la Société Notre-Dame de Montréal. La ville est en effet renommée pour sa richesse en églises et temples de toutes dénominations, qui lui ont valu au XIXe siècle le surnom de « ville aux cent clochers ».
Parmi les édifices les plus importants du point de vue de l'histoire, on trouve l'oratoire Saint-Joseph, la plus grande église dédiée à ce saint dans le monde, la chapelle Notre-Dame-de-Bon-Secours, première chapelle de pierre de Montréal, la basilique Notre-Dame et la basilique-cathédrale Marie-Reine-du-Monde, réplique réduite de la basilique Saint-Pierre de Rome. La Pietà, datant de 1855 et située dans le Mausolée la Pietà du cimetière Notre-Dame-des-Neiges, est une reproduction grandeur nature de la sculpture de Michel-Ange de la basilique Saint-Pierre au Vatican.

#### RÉSO: le Montréal souterrain

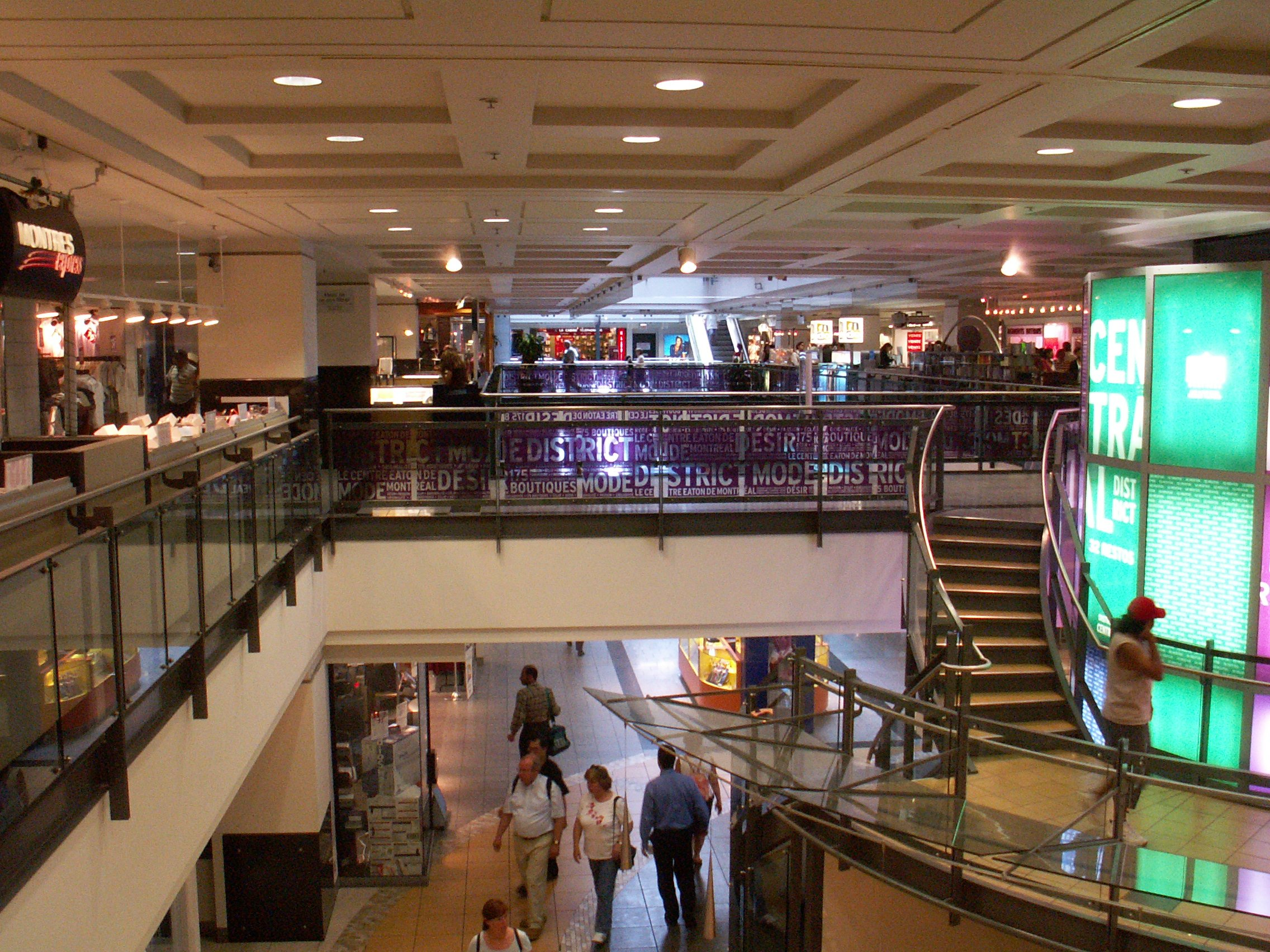
Le RÉSO, la ville intérieure de Montréal, vue d'entre les métros Peel et McGill.

Le Montréal souterrain (RÉSO), ou ville intérieure, est une alternative urbaine populaire aux extrêmes climatiques de l'hiver froid et de l'été humide. Montréal possède plus de 30 km de passages piétonniers souterrains donnant accès à des centaines de commerces, restaurants, bureaux et boutiques intérieures, ainsi qu'au réseau de métro, aux terminus de transport et aux principaux attraits et bâtiments du centre-ville (de la station de métro Lucien-L'Allier jusqu'au Complexe des sciences de l'UQAM) sans jamais s'exposer aux intempéries. Il constituerait le plus grand réseau urbain souterrain au monde.

### Art public

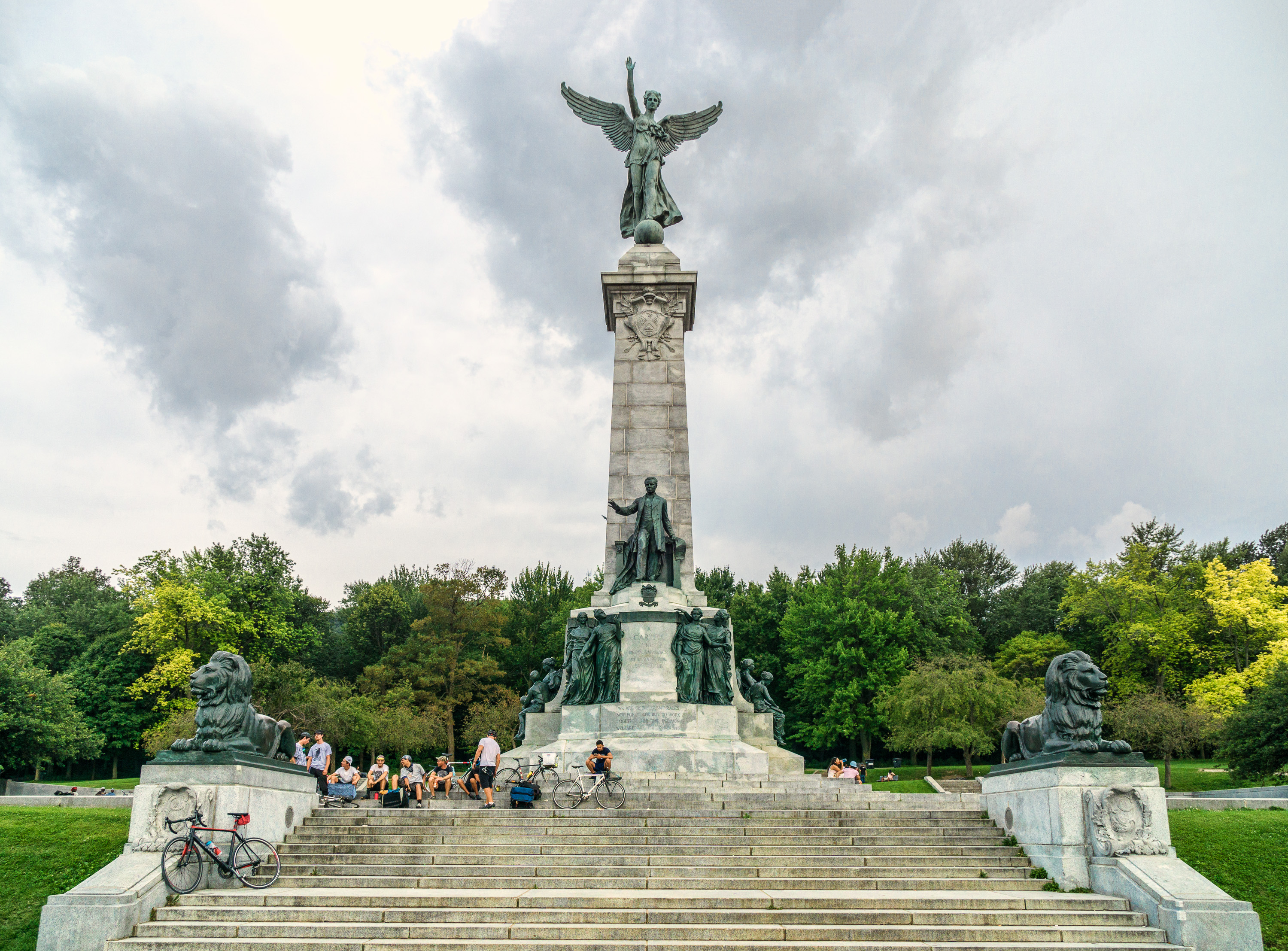
Monument à George-Étienne Cartier.

L'art public de la ville se réfère principalement à l'une ou l'autre de ses cultures, la francophone ou l'anglophone. La Société Notre-Dame de Montréal qui a fondé Ville-Marie est commémorée par le monument aux pionniers sous la forme d'un obélisque situé à la place d'Youville et son principal fondateur, Paul Chomedey de Maisonneuve, par une statue, le monument à Maisonneuve, au centre de la place d'Armes.
Le passage au régime britannique est commémoré par la colonne Nelson, un des monuments les plus controversés de la ville, situé sur la place Jacques-Cartier et représentant pour certains les visées impérialistes britanniques, ainsi que la statue de la reine Victoria, au square Victoria. Un rappel du Canadien de jadis se trouve sur la Maison du Patriote, rue Saint-Paul dans le Vieux-Montréal. Un monument à sir George-Étienne Cartier, un des pères de la Confédération canadienne, trône à l'entrée du parc du Mont-Royal (le monument à George-Étienne Cartier).

### Lieux de diffusion culturelle

#### Musées

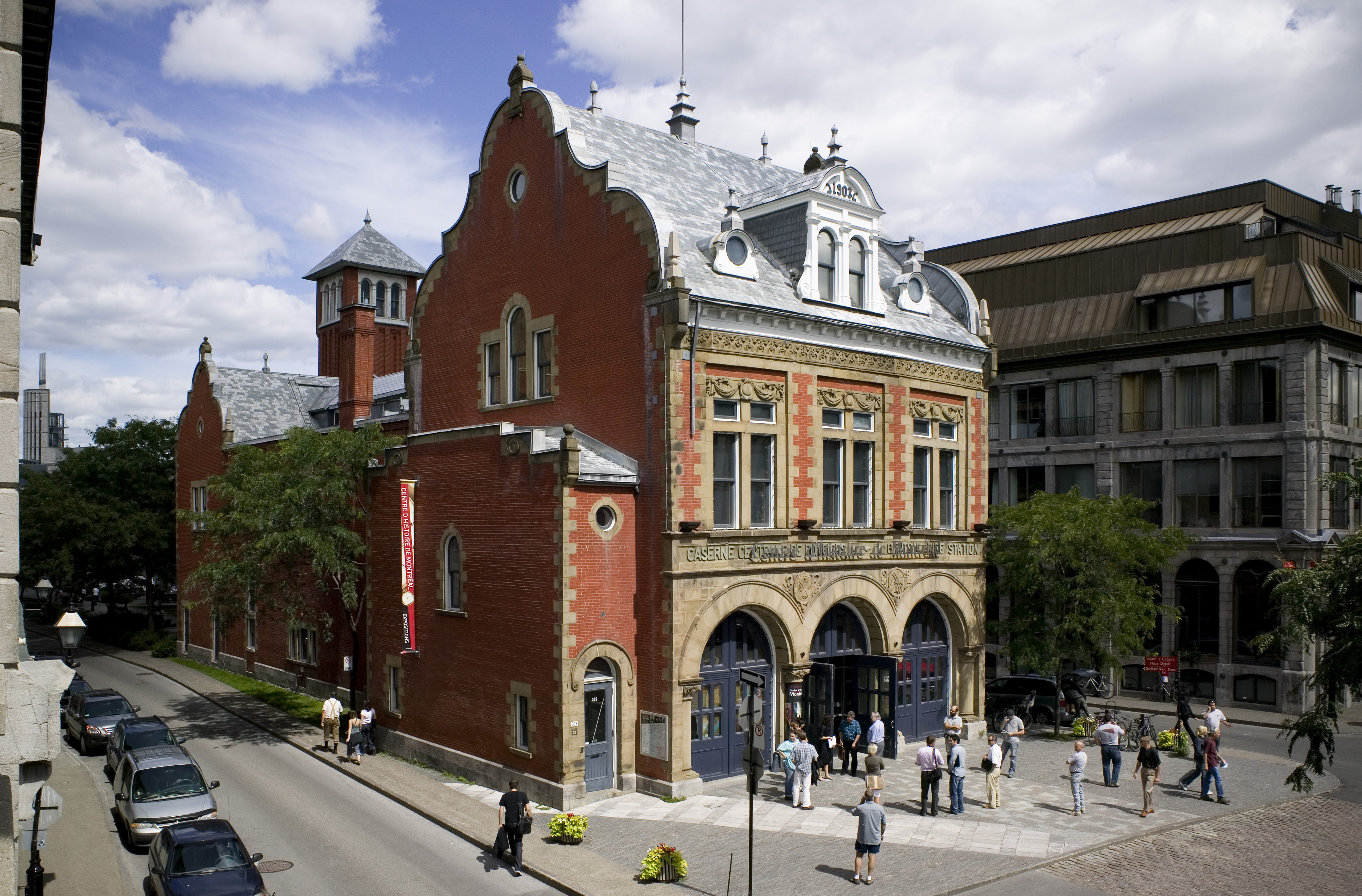
Le Centre d'histoire de Montréal, place d'Youville.

La ville possède de nombreux musées dont la plupart sont regroupés au sein de la société des directeurs des musées montréalais qui a comme objectif de faire leur promotion et de participer à leur développement,. Ces musées présentent tout autant des expositions sur les sciences, l'histoire, les beaux-arts et le patrimoine culturel.
Parmi ces musées, deux institutions ont pour thématique l'art, le musée des beaux-arts de Montréal et le musée d'art contemporain de Montréal. Le thème de l'histoire est au centre des expositions de Pointe-à-Callière, musée d'archéologie et d'histoire de Montréal, du musée Stewart ou du château Ramezay. Le patrimoine est abordé par plusieurs musées dont le musée Marguerite-Bourgeoys, la maison Saint-Gabriel et le musée des maîtres et artisans du Québec. La thématique des sciences est au cœur des expositions du Centre des sciences de Montréal, de la Biosphère de Montréal et de quatre musées à vocation scientifique administrés par la ville de Montréal, soit le Biodôme, l'Insectarium, le Jardin botanique, ainsi que le Planétarium, regroupés au sein de l'Espace pour la vie.

#### Bibliothèques

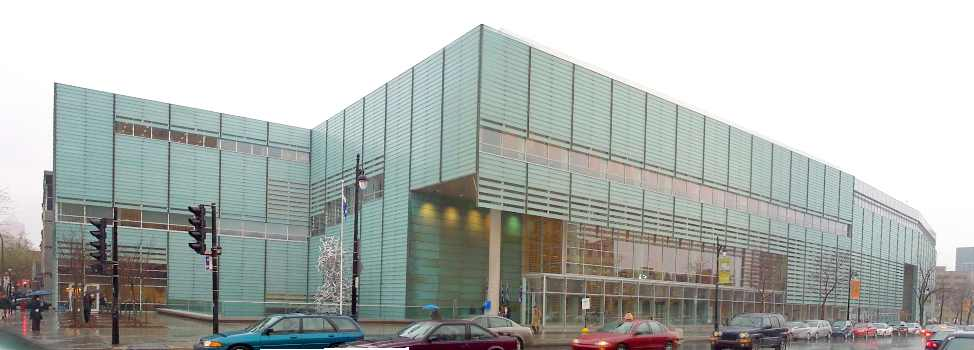
La Grande Bibliothèque du Québec, vue depuis la rue Berri.

La Grande Bibliothèque est sise à Montréal, comprenant la collection de la Bibliothèque nationale du Québec. Elle comprend les plus vastes collections littéraires au Québec et est, avec plus de 2,9 millions d'entrées, la bibliothèque la plus fréquentée de la francophonie. La Grande Bibliothèque est située au centre-ville (arrondissement Ville-Marie), au nord du quartier latin. Ouverte depuis le 3 mai 2005, elle remplace l'ancienne bibliothèque centrale située sur la rue Sherbrooke. Elle contient notamment la collection Saint-Sulpice, construite à partir de l'année 1844 ; ces ouvrages anciens, à caractère patrimonial, ne sont consultables que sur place. La bibliothèque s'est enrichie au fil des ans de collections privées, telles celles de Louis-Joseph Papineau et de Louis-Hippolyte La Fontaine.
La Ville de Montréal possède également un vaste réseau de bibliothèques publiques, composé de 45 bibliothèques de quartier et d'un bibliobus, qui ont pour mission de démocratiser l'accès à l'information, la connaissance, la culture et le savoir. Montréal a porté le titre de capitale mondiale du livre du 23 avril 2005 au 22 avril 2006,. À cette occasion, elle crée le prix du livre jeunesse des bibliothèques de Montréal, qu'elle remet annuellement depuis.

#### Théâtres et salles de spectacle

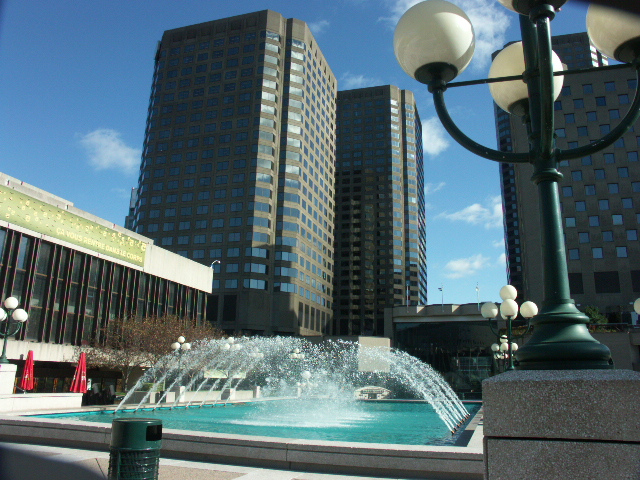
Fontaine sur l'esplanade de la place des Arts.

Montréal est un important centre de la culture québécoise, internationalement reconnu pour son effervescence culturelle.
Dans les années 1940 et 1950, les acteurs Christopher Plummer et William Shatner font leur apprentissage au sein de la Montréal Repertory Theatre.
Le complexe culturel de la place des Arts abrite le musée d'art contemporain et plusieurs théâtres. Il est le siège de l'Opéra de Montréal. L'Orchestre symphonique de Montréal (OSM) loge tout près depuis le 7 septembre 2011, dans une salle de concert qui lui est propre, la Maison symphonique de Montréal, construite au coin nord-est du complexe de la Place des Arts.
Montréal est un lieu incontournable du cirque contemporain et du cirque nouveau ; il existe de nombreux lieux de diffusion et d'enseignement des arts du cirque, notamment la Tohu, où on retrouve une salle de spectacle circulaire, le siège social du Cirque du Soleil, les bureaux de l'association En Piste ainsi que l'École nationale de cirque.
Montréal a aussi de nombreux théâtres, dont le théâtre Saint-Denis, le théâtre du Rideau Vert et le théâtre du Nouveau Monde, fondé en 1951. Montréal est aussi un important centre de création et de diffusion de la danse. Parmi les lieux les plus importants en danse contemporaine de Montréal, notons l'Agora de la danse.

#### Maisons de la Culture
Inspiré par le concept français de Maison de la Culture, les 12 maisons de la culture de Montréal offrent depuis plus de 25 ans des événements, spectacles et expositions dont l'entrée est souvent gratuite.
Depuis 2002, ce réseau s'est agrandi ; il comporte maintenant[Quand ?] 24 diffuseurs (dont 2 diffuseurs métropolitains : la chapelle historique du Bon-Pasteur et le théâtre de Verdure) dans les 19 arrondissements de Montréal. Il porte le nom de réseau Accès culture. Ses membres sont entre autres : le théâtre Outremont, la salle Jean-Grimaldi, l'Entrepôt, le Centre culturel de Verdun.

### Festivals et événements

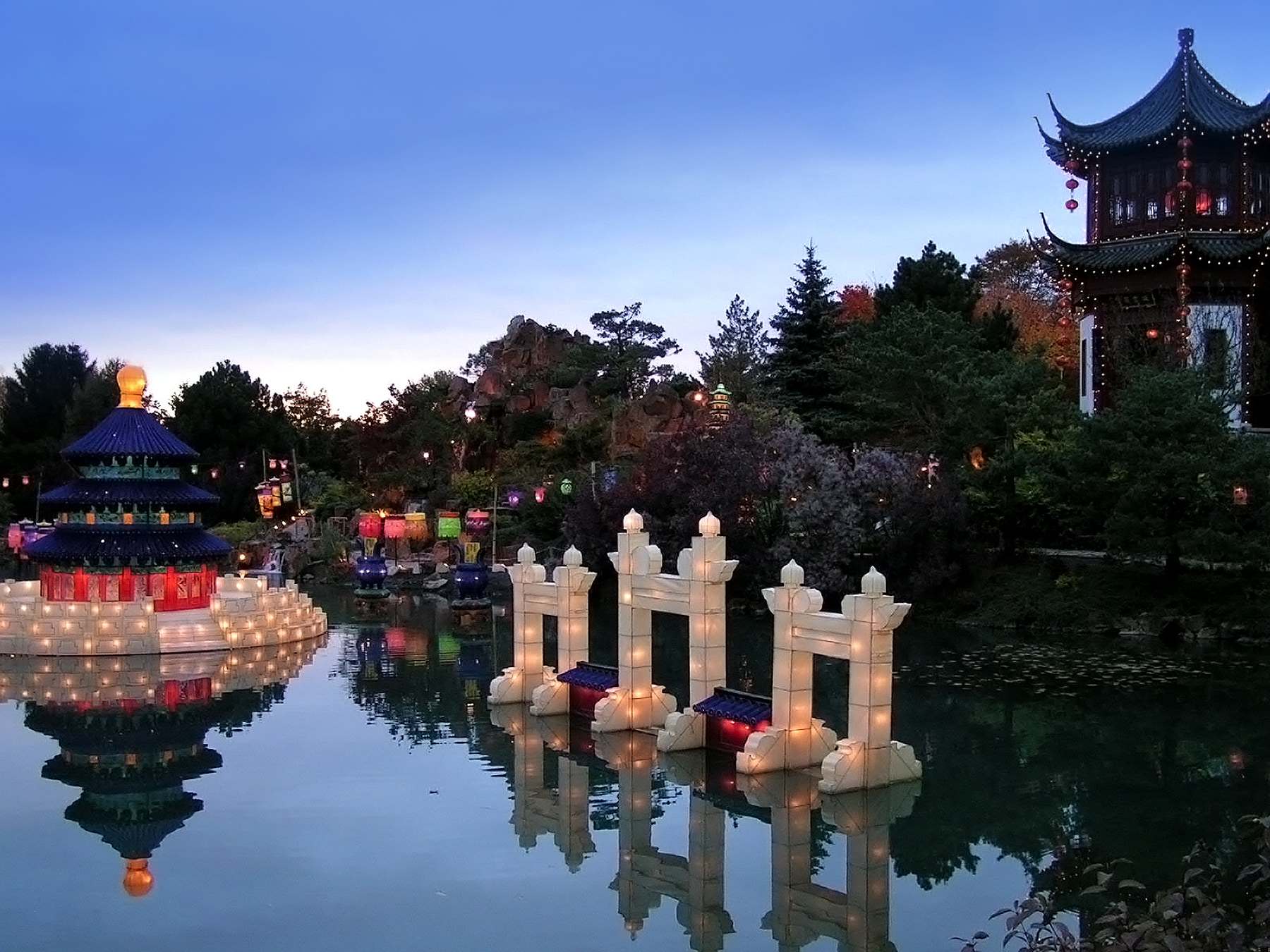
Fête de la mi-automne au jardin botanique.

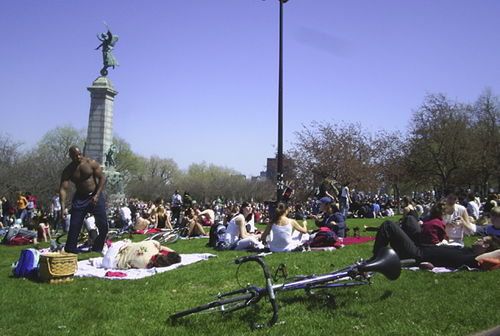
Tam-tams du mont Royal.

De nombreux festivals ont lieu chaque année à Montréal. Compte tenu de l'hiver peu clément, la majorité de ceux-ci ont lieu durant la période estivale, tels le Festival international de jazz de Montréal qui a lieu depuis plus de trente ans, les FrancoFolies de Montréal, le Festival International Nuits d'Afrique, le festival LGBTQ+ Fierté Montréal et le festival Juste pour rire. Cependant, quelques festivals ont lieu pendant la période hivernale, en particulier le Festival Montréal en lumière et Art souterrain.
À l'occasion du Festival de jazz, de grandes sections des rues du centre-ville sont fermées pour laisser place à des scènes extérieures, lieux de spectacles gratuits, et à la circulation piétonnière. La ville compte également de nombreux festivals musicaux et cinématographiques. De plus, chaque dimanche d'été ensoleillé, un certain nombre de gens se réunissent pour les Tam-tams du mont Royal, rendez-vous interculturel et musical très populaire, notamment auprès des jeunes. Le centre du rassemblement est le monument à Sir George-Étienne Cartier, au parc du Mont-Royal.
Du 1er au 8 août 2020, la ville de Montréal devait accueillir le congrès mondial d'espéranto, mais celui-ci est reporté à 2022 en raison de la pandémie de Covid-19.

### Plaque tournante de la musique metal
Le 15 avril 2019, la ville de Montréal s'autoproclame « ville d'excellence mondiale en matière de musique métal ». Pour l'évènement qui vise à reconnaître la qualité de la production musicale métal locale à l'international, la mairesse Valérie Plante a invité le groupe Necrotic Mutation à l'hôtel de ville de Montréal, afin de souligner cet héritage qui, pour la mairie, est exceptionnel.
Cette décision municipale, qui fait largement consensus, fait dire à la chroniqueuse métal Christine Fortier que « Montréal est réellement la plaque tournante du métal au Québec, et probablement au Canada, nous a-t-elle indiqué. Les groupes qui passent ici le disent, le public est toujours au rendez-vous, Montréal a vraiment un solide noyau d'amateurs de métal », tandis que le bassiste de Megadeth, David Ellefson, pour qui les métalleux montréalais sont « les plus fidèles et les plus irréductibles de la planète » a pour sa part affirmé au site Metal Voice « que le groupe a pu ensuite jouer sur les plus grandes scènes et les plus grands festivals ailleurs dans le monde » grâce au public montréalais.

### Personnalités montréalaises

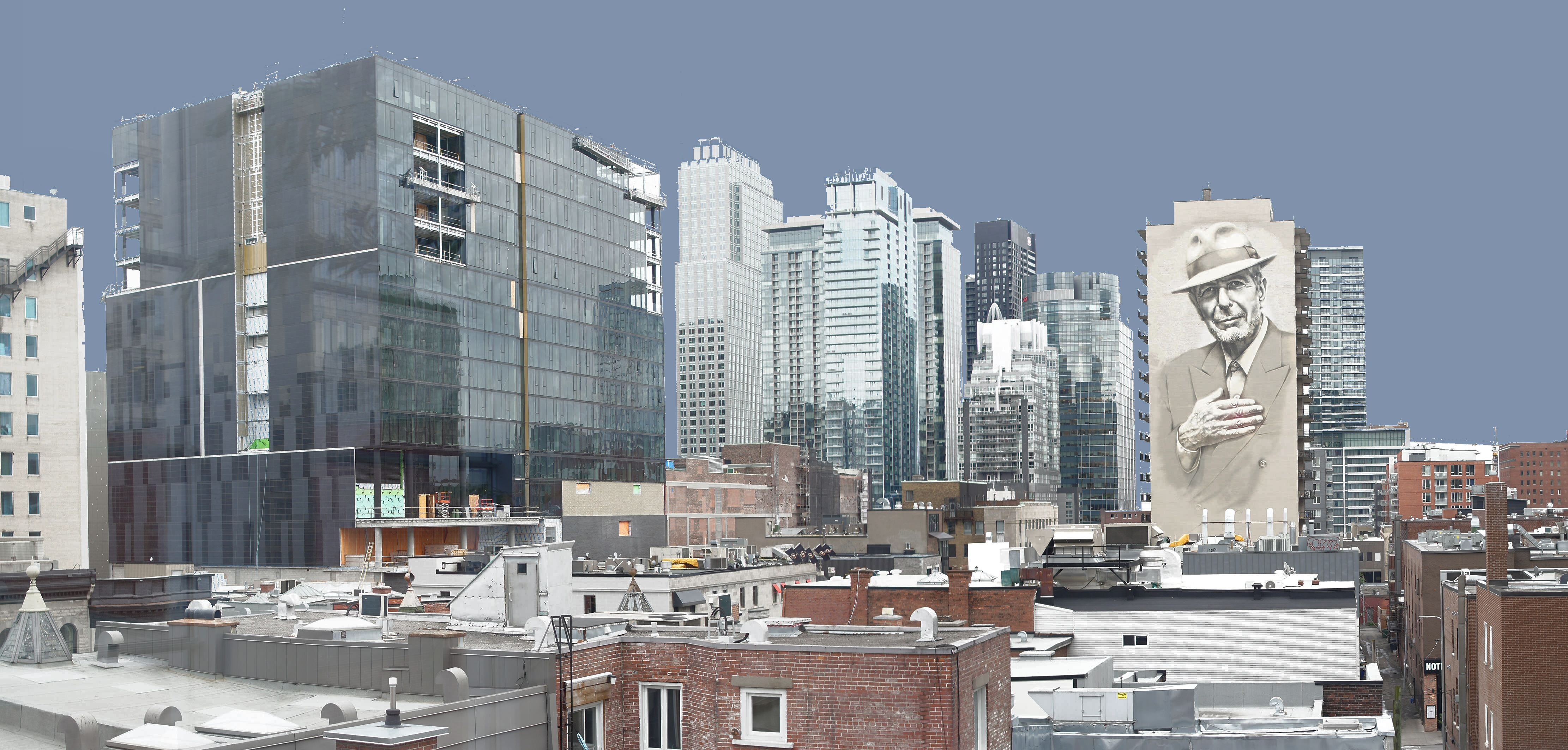
Panorama depuis le Musée des beaux-arts de Montréal. On remarque une peinture murale commémorant l'artiste montréalais Léonard Cohen.

De nombreuses personnalités sont issues de l'agglomération de Montréal.

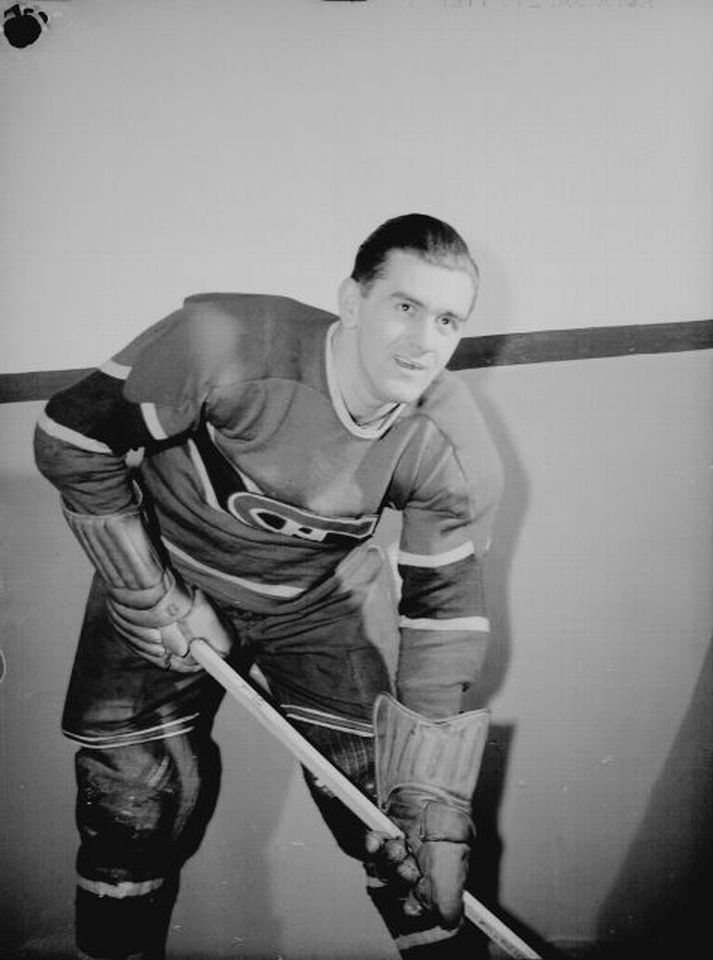
Maurice Richard, joueur de hockey des Canadiens de Montréal en 1945.

Artistes : dans le monde de la musique, les jazzmen Oscar Peterson, Oliver Jones, Maynard Ferguson, des chanteurs tels que Leonard Cohen, Michel Rivard, Lucien Francoeur, Robert Charlebois, Shawn Drover, Claude Dubois, Diane Dufresne, Kate et Anna McGarrigle, Rufus Wainwright, Martha Wainwright, Béatrice Martin (Cœur de Pirate), Mylène Farmer qui y a peu vécu, Isabelle Boulay (Sainte-Félicité, Gaspésie), des musiciennes telles que Blanche Baillargeon, Christine Tassan, Rachel Therrien, DJ Daniel Desnoyers, DJ Champion, Aut'Chose, le DJ A-Trak (Duck Sauce), Sam Roberts, Voivod et Céline Dion (née à Charlemagne, mais associée à Montréal sur la scène internationale). Des groupes musicaux montréalais comme Mahogany Rush, Simple Plan et Arcade Fire qui ont atteint une notoriété mondiale. L'actrice Jessalyn Gilsig et un des acteurs de la série Star Trek William Shatner. La journaliste et romancière Denise Bombardier. Le poète Émile Nelligan, le romancier Hubert Aquin, l'écrivain et homme politique Jacques Hébert ou encore l'écrivain Saul Bellow, prix Nobel de littérature, la poétesse yiddish Rachel Korn, originaire de Galicie, installée à Montréal de 1948 jusqu'à sa mort en 1982.
Sportifs : les joueuses de tennis Mary Pierce et Eugenie Bouchard, le joueur de hockey Maurice Richard (le Rocket), le joueur de baseball Russell Martin.
Scientifiques : l'astrophysicien et écologiste Hubert Reeves, Sidney Altman, lauréat du prix Nobel de chimie, et Ralph Steinman, lauréat du prix Nobel de médecine. Durant neuf années à McGill, Ernest Rutherford effectue des travaux sur la radioactivité, qui sont couronnés par le prix Nobel de chimie. Le Professeur d'informatique Yoshua Bengio, lauréat du Prix Turing 2018 et fondateur du l'Institut québécois d'intelligence artificielle est depuis 1993, professeur au département d'informatique et de recherche opérationnelle de l'Université de Montréal
Personnalités politiques : l'ancien Premier ministre du Québec Jacques Parizeau, l'ancien Premier ministre du Canada Pierre Elliott Trudeau, l'auteure et militante altermondialiste Naomi Klein et le héros canadien de la révolution chinoise Norman Bethune.

### Montréal dans les arts et la culture
Un navire de la Marine royale canadienne porte le nom de NCSM Montréal (FFH 336).

#### Documentaires
Des documentaires comme Métropole (1947), À Saint-Henri le cinq septembre (1962), Les amoureux de Montréal (1992) et La Mémoire des anges (2008) font voir la vie de Montréal sous plusieurs angles. D'autres documentaires, tels que La P'tite Bourgogne (1968), The Rise and Fall of English Montreal (1993), The Street: A Film with the Homeless (1997), Maxime, McDuff & McDo (2002), Confrontation at Concordia (2003), Hommes à louer (2008) et L'Est pour toujours (2011), abordent des sujets plus polémiques[Pour qui ?] de l'histoire et de la société montréalaise.
En 1998, les Rencontres internationales du documentaire de Montréal ont été créées. L'organisation propose, depuis 2004, un programme de deux jours de conférences, d'ateliers et de rencontres d'affaires.

#### Au cinéma
De nombreux films ont été tournés à Montréal, certains entièrement en studio comme 300 (2007) ou Riddick (2013), d'autres aussi en extérieur, tirant parti de la diversité architecturale de la ville, notamment :
- X-Men: Dark Phoenix (2019) ;
- John Wick : Chapitre 2 (2017)[258],[259] ;
- Les Tuche 2 : Le Rêve américain (2016) ;
- The Walk : Rêver plus haut (2015)[260] ;
- X-Men : Jours d'un avenir passé (2014)[261] ;
- White House Down (2013)[262] ;
- Les Schtroumpfs 2 (2013) ;
- Warm Bodies (2013) ;
- Max la Menace (2008) ;
- L'Étrange Histoire de Benjamin Button (2008) ;
- Slevin (2006) ;
- Aviator (2004) ;
- The Score (2001) ;
- Le Chacal (1997)[263].

Parmi les films dont l'histoire se déroule au moins en partie à Montréal, on peut citer : La nouvelle vie de Paul Sneijder (2016), Les Amours imaginaires (2010), Fatal (2010), The Trotsky (2010), Mesrine : L'Instinct de mort (2008), Mon voisin le tueur (2000), Jésus de Montréal (1989), Un zoo la nuit (1987), Le Matou (1985), 21-87 (1963), Romaine par moins 30 (2009), L'Odyssée de Pi (2012).

#### Dans la chanson
De nombreuses chansons sont dédiées à Montréal, entre autres Je reviendrai à Montréal de Robert Charlebois, Montréal −40 °C de Malajube, Montréal d'Ariane Moffatt, À Montréal de Grand Corps Malade, Montréal de The Weeknd ou encore Montréal et Blues de la métropole de Beau Dommage. Le groupe les Cowboys fringants fait souvent référence à Montréal dans ses chansons.

#### Dans la bande dessinée
- La femme aux cartes postales par Claude Paiement et Jean-Paul Eid (La Pastèque).
- La petite patrie, par Normand Grégoire et Julie Rocheleau (La Pastèque).
- Mile End par Michel Hellman (Pow Pow).
- Chroniques du Centre-Sud par Richard Suicide (Pow pow).
- Hiver nucléaire par Cab (Front froid)[265].
- Les Casseurs - Big Mama II, par Christian Denayer et André-Paul Duchâteau (Éditions du Lombard)
- Les Casseurs - Match Poursuite, par Christian Denayer et André-Paul Duchâteau (Éditions du Lombard)

#### Affichage libre
L'affichage sauvage, à Montréal, a récemment été autorisé et légalisé par les urbanistes de la ville. L'affichage sauvage était illégal à Montréal. En 1992, Publicité Sauvage dépose un projet de législation de l'affichage sur les chantiers de construction et obtient ce droit en 1994.

## Hommages
À partir de la seconde moitié du XIXe siècle, plusieurs titres de noblesse héréditaires de baronnet et de baron ont été créés en lien avec la ville : 
- en 1854, baronnet La Fontaine de Montréal (en) pour Louis-Hippolyte La Fontaine ;
- en 1868, baronnet Cartier de Montréal pour George-Étienne Cartier;
- en 1872, baronnet Rose de Montréal (en) pour John Rose ;
- en 1900, baron Strathcona et Mont-Royal pour Donald Alexander Smith ;
- en 1908, baronnet Clouston de Montréal pour Edward Clouston (en) ;
- en 1916, baronnet Meredith de Montréal pour Vincent Meredith et baron Shaughnessy de Montréal et Ashford (en) pour Thomas Shaughnessy ;
- en 1921, baronnet Macmaster de Glengarry et Montréal pour Donald Macmaster (en).

La rue de Montréal a été nommée en 1955 dans l'ancienne ville de Sainte-Foy, faisant maintenant partie dans la ville de Québec. Le chemin de Montréal, également connu sous le nom de chemin d'Ottawa n° 34, est une route d'est en ouest d'Ottawa.

### Citations originales
1. ↑  « Et au parmy d'icelles champaignes est scituee et assise la ville de Hochelaga pres et joignant une montaigne qui est alentour d'icelle labouree et fort fertille de dessus laquelle on veoyt fort loing. Nous nommasmes icelle montaigne le mont Royal. ».